# Golpe de Estado en España de 1981
El golpe de Estado de 1981, también conocido por el numerónimo 23F, fue un intento fallido de golpe de Estado perpetrado el lunes 23 de febrero de 1981 por algunos mandos militares en España. Los hechos principales sucedieron en las ciudades de Valencia y Madrid.
En Madrid, a las 18:23 horas, un numeroso grupo de guardias civiles a cuyo mando se encontraba el teniente coronel Antonio Tejero asaltó el Palacio de las Cortes durante la votación para la investidura del candidato a la Presidencia del Gobierno, Leopoldo Calvo-Sotelo, hasta entonces vicepresidente segundo del Gobierno y diputado de la Unión de Centro Democrático (UCD). Los diputados y el Gobierno de España al completo fueron secuestrados en su interior. 
La ciudad de Valencia fue ocupada militarmente, en virtud del estado de excepción proclamado por el teniente general Jaime Milans del Bosch, capitán general de la III región militar. Dos mil hombres y cincuenta carros de combate fueron desplegados en las calles de la ciudad.
A las 21 horas de ese mismo día, el diario El País puso en la calle una edición especial posicionándose contra el golpe con el titular en primera plana: «El País, con la Constitución». A la una de la madrugada del 24 de febrero, el rey Juan Carlos I, vestido con uniforme de capitán general de los Ejércitos, se dirigió a la nación por televisión para situarse en contra de los golpistas y defender la Constitución española. Poco después, Milans dio la orden de regresar a sus unidades a los contingentes militares que ocupaban Valencia. El secuestro del Congreso terminó a mediodía del día 24.
El Tribunal Supremo, en casación, condenó a 30 años de cárcel a Milans, Tejero y Alfonso Armada como principales responsables del golpe de Estado. En total fueron condenados doce miembros de las Fuerzas Armadas, diecisiete miembros de la Guardia Civil y un civil. Menos Tejero, todos ellos salieron de la prisión antes del año 1990 (el general Armada gracias a un indulto).
Como ha destacado Juan Francisco Fuentes, «el estrepitoso fracaso del golpe trajo consigo la consolidación de una democracia tambaleante y la derrota definitiva del golpismo, del que puede decirse que ya nunca levantó cabeza». «El 23-F fue el resultado de una tradición militarista que murió con él», añade Fuentes.

## Antecedentes

### El Ejército, pilar de la dictadura franquista

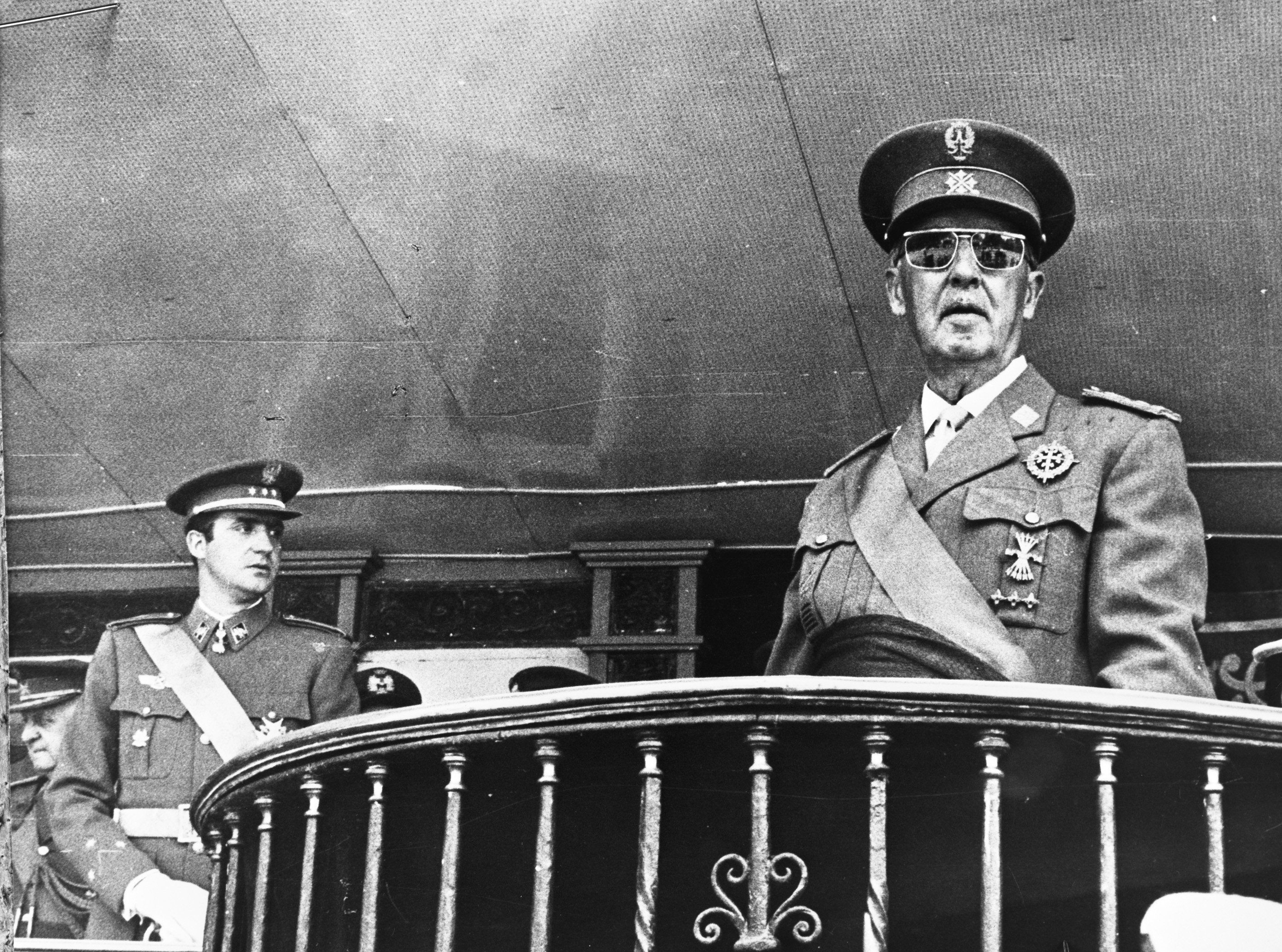
El general Francisco Franco presidiendo el desfile militar de la Victoria (Madrid, 5 de junio de 1969). En segundo plano el príncipe Juan Carlos a quien el mes siguiente Franco designaría como su sucesor «a título de rey».

El Ejército en la dictadura franquista constituyó uno de los tres pilares del régimen junto con la Iglesia católica y el partido único Falange Española Tradicionalista y de las JONS (o Movimiento Nacional); incluso se podría considerar el más importante. Así lo constató Francisco Franco Salgado-Araujo, primo y secretario militar del caudillo, en el apunte de su diario (publicado nada más morir Franco) correspondiente al 28 de octubre de 1955: «Se habla demasiado del Movimiento, de sindicatos, etc., pero la realidad es que todo el tinglado que está armado sólo se sostiene por Franco y el Ejército». Algunos autores han llegado a considerar la existencia de la «familia militar», dentro de las «familias del franquismo» (falangistas, católicos, monárquicos —carlistas y juanistas—…). Sería la menos definida ideológicamente y a su vez tendría componentes cercanos a todas las demás. Sin embargo, Roberto Muñoz Bolaños considera que los militares no fueron una de las «familias del franquismo», sino que conformaron «un poder autónomo superior a cualquiera de esos grupos políticos, ya que habían sido el poder constituyente y eran el principal garante del franquismo», tal como quedó establecido en el artículo 37 de la Ley Orgánica del Estado: «Las Fuerzas Armadas de la Nación, constituidas por los Ejércitos de Tierra, Mar y Aire y las Fuerzas de Orden Público, garantizan la unidad e independencia de la Patria, la integridad de sus territorios, la seguridad nacional y la defensa del orden institucional».
El régimen franquista respondió a los postulados del militarismo (y del pretorianismo) desarrollados en España desde principios del siglo XX. El exministro y militar Jorge Vigón en Teoría del militarismo (1955) sostuvo que entre los «deberes del Ejército» se encontraba el de ser «vigilante defensor de los valores y constantes históricas de su nación». Pocos años antes ya había afirmado que «el Ejército tiene una "función política" que cumplir». En el tardofranquismo la concepción militarista permanecía inalterada. Con motivo de las movilizaciones de protesta dentro y fuera de España por el «proceso de Burgos» el capitán general de Cataluña Alfonso Pérez Viñeta manifestó en diciembre de 1970 que «el Ejército está dispuesto a no permitir jamás la vuelta de la horda que ya puso en peligro la existencia de la Patria», y que «si fuera preciso se llamaría otra vez a Cruzada para barrer nuevamente de nuestra Patria a los hombres sin Dios y sin Ley». A mediados de 1975 el teniente general Francisco Coloma Gallegos (exministro del Ejército), en un acto público con miembros de la Organización Sindical franquista dijo: «El Ejército está unido a ese otro ejército que formáis vosotros los sindicalistas, dispuestos a mantener el desarrollo conseguido por España. Y en este objetivo encontrará siempre la ayuda y la colaboración del Ejército, al mismo tiempo que nuestra repulsa para el que no sepa estar dentro de los límites del orden, la paz y que no sepa valorar las grandes metas conseguidas por el Caudillo».
Que el Ejército era el último garante del régimen («el guardián del franquismo») lo reconoció el propio Franco en diversas ocasiones. El 29 de octubre de 1970 en un discurso pronunciado ante el Consejo Nacional del Movimiento en conmemoración del mitin del Teatro de la Comedia de 1933 (acto fundacional de Falange Española) el Generalísimo dijo que el Ejército era el «custodio celoso de la conciencia nacional» y que por eso el 18 de julio de 1936 «se levantó en defensa de una civilización cristiana y de unas tradiciones». Cuando en febrero de 1971 el general Vernon A. Walters, segundo jefe de la CIA, le preguntó en una audiencia privada sobre qué sucedería tras su muerte el Caudillo le respondió que «el Ejército nunca permitiría que las cosas se escaparan de las manos». El 28 de agosto de 1974, cuando se encontraba pasando unos días de descanso en el Pazo de Meirás tras haber salido del hospital (en aquel momento el jefe del Estado interino era el príncipe de España don Juan Carlos) le dijo al ministro «ultra» José Utrera Molina, quien le había hablado de unos supuestos planes para incapacitarlo, por lo que era urgente que recuperara sus poderes: «No olvide que, en último término, el Ejército defenderá su victoria».
Sin embargo, Juan Francisco Fuentes ha matizado el militarismo bajo el régimen franquista y las consecuencias que tuvo durante la transición. Según este historiador, para asegurar su poder omnímodo «el dictador hizo mucho por extirpar del Ejército sus querencias intervencionistas. Fue, podría decirse, el padre castrador de una institución que bajo su caudillaje perdió algunos de sus viejos hábitos y desarrolló una adhesión ciega al poder establecido. Esa actitud continuó después por pura inercia y por lealtad al rey, su nuevo jefe supremo… Ayudó también la reforma impulsada por el general Manuel Díez-Alegría en los años sesenta para despolitizar las Fuerzas Armadas y prepararlas para un futuro sin Franco. Su continuador en la década siguiente será el general Manuel Gutiérrez Mellado, miembro destacado del círculo de militares reformistas que tuvo en Díez-Alegría a su principal mentor».
Pero el mismo Juan Francisco Fuentes constata que en los años finales de la dictadura, especialmente tras el asesinato de Carrero Blanco en diciembre de 1973, «el Ejército estaba dejando de ser un bloque monolítico y la forma de combatir el terrorismo o la necesidad de introducir algunas reformas podían provocar graves discrepancias». No deja de ser sintomático que los sectores «ultras» lanzaran el grito de «¡Ejército al poder!». En las Fuerzas Armadas las posiciones «reformistas» eran minoritarias (como lo demostraría la destitución en junio de 1974 del teniente general Manuel Díez-Alegría como jefe del Alto Estado Mayor, después de haber conseguido parar la «noche de los cuchillos largos» que pretendieron llevar a cabo los militares más radicales como reacción al asesinato de Carrero Blanco). Predominaba, en cambio, «un sentido inmovilista de su misión institucional, en consonancia con las tesis defendidas por una prensa ultraderechista [Fuerza Nueva, El Alcázar] que gozaba de gran predicamento en los cuarteles».

### El Ejército ante la Transición
Como ha destacado Juan Francisco Fuentes, «muerto Franco, la lealtad al rey, el acatamiento, aunque fuera a regañadientes, del poder constituido y la ruptura de la tradición golpista hicieron más llevadera la difícil convivencia con una democracia en construcción. Pero en un contexto de aguda crisis social, económica y territorial y de brutal ofensiva terrorista, dirigida precisamente contra el Ejército y las fuerzas del orden, la eficacia de aquellos factores paliativos tenía que ser limitada. Todo ello explica la existencia de un malestar estructural en las Fuerzas Armadas, que en el lenguaje de la época se acabó conociendo como "ruido de sables" y que los más extremistas quisieron convertir en argumento para una acción de fuerza». A esto habría que añadir la presión que ejercieron sobre los militares los sectores políticos y sociales asociados con el régimen franquista que se oponían radicalmente a la «reforma política».
Charles Powell, por su parte, sostiene que «a pesar de su indudable influencia, los militares no ocupaban el poder bajo el régimen de Franco, y por tanto la tarea de los reformistas civiles no consistió en desplazarles de él, sino en garantizar en la medida de lo posible su aceptación de los cambios en curso, o al menos su no intervención en el proceso. Esto explica en no poca medida el interés de los reformistas por respetar en todo momento la legalidad vigente, precaución que privó a las Fuerzas Armadas del único pretexto legal que podían haber aducido para frenar el proceso democratizador a la fuerza». Además los reformistas actuaron «en todo momento en nombre del monarca, a quien los militares siempre percibieron como el comandante de las Fuerzas Armadas y el sucesor nombrado por Franco, lo que facilitó notablemente la transmisión de lealtades de un régimen a otro». Powell también destaca que, «aun aceptando que la mayoría vio con recelo el proceso democratizador, las Fuerzas Armadas carecieron de un proyecto posfranquista propio, de líderes capaces de articularlo, y del mínimo apoyo social imprescindible para implementarlo».

#### La reunión de Suárez con la cúpula militar del 8 de septiembre de 1976

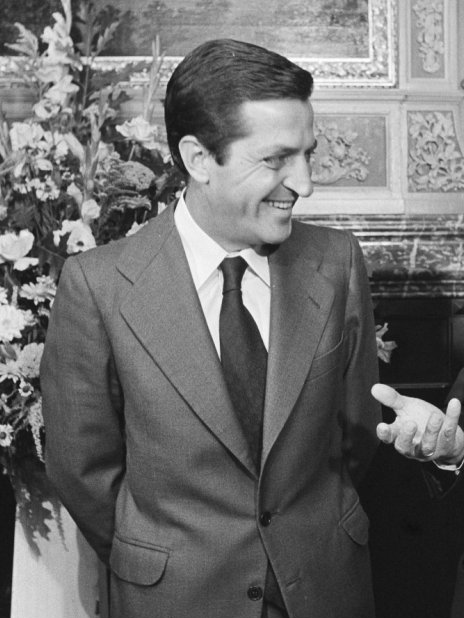
El presidente del Gobierno Adolfo Suárez en 1977.

El obstáculo que más preocupaba al gobierno de Adolfo Suárez (nombrado en julio de 1976 por el rey Juan Carlos I) para sacar adelante la «reforma política» que diera paso a un régimen democrático, no era lo que pudiera decir la oposición democrática, sino las Fuerzas Armadas, pues Suárez era consciente de que estas se consideraban el garante último del «legado de Franco». De hecho uno de los militares que se mostraba más crítico se encontraba dentro del propio gobierno: era el vicepresidente para Asuntos de la Defensa, el general Fernando de Santiago. Su oficina emitió un documento clasificado como de máximo secreto el 2 de septiembre, seis días antes de la reunión que iba a mantener el presidente Suárez con la cúpula militar —según Roberto Muñoz Bolaños, había sido elaborado por el exministro franquista Gonzalo Fernández de la Mora—. En el documento se decía que «parece conveniente no desaprovechar la ocasión para exponer el límite tolerable de la reforma política según el sentir de las Fuerzas Armadas y evitar verse en la necesidad del protagonismo político que supondría la aplicación del artículo 37 de la Ley Orgánica del Estado. [...] Parece aconsejable por tanto que algún Capitán General formule algunas preguntas que obliguen al Presidente a exponer con concreción la política a seguir por el Gobierno y que al mismo tiempo se haga saber el sentir al respecto de las Fuerzas Armadas». En el documento se sugería que se formulara la siguiente pregunta:

Existe la inquietud de que con la política de diálogo y tolerancia con la oposición se está propiciando un cambio de Régimen hacia un sistema parlamentario que pueda arrastrar a la Corona ¿qué medidas va a tomar el Gobierno para evitarlo sin recurrir al artículo 37 de la Ley Orgánica del Estado? ¿Es verdad que aunque se ha negado formalmente la entrada en España de Santiago Carrillo, se le tolera y de hecho está teniendo lugar?

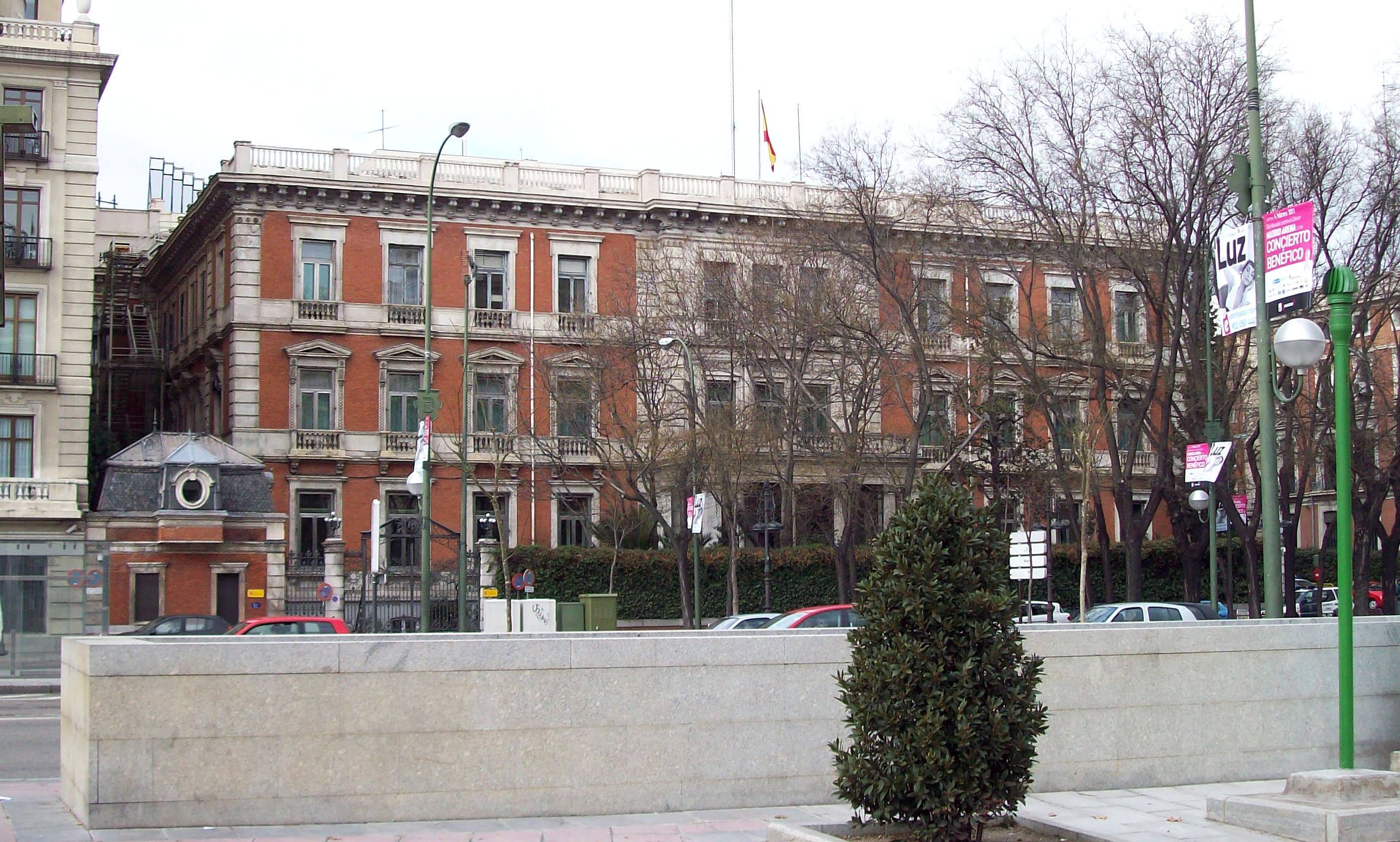
Palacio de Villamejor, situado en el Paseo de la Castellana número 3, sede de la Presidencia del Gobierno. Allí tuvo lugar la reunión entre el presidente Adolfo Suárez y la cúpula militar el 8 de septiembre de 1976.

El 8 de septiembre se produjo la reunión prevista de Adolfo Suárez con la cúpula militar para convencer a los altos mandos de la necesidad de la reforma —asistieron veintinueve generales y almirantes—. En esa reunión se habló de los límites que nunca se traspasarían: no se cuestionaría ni la monarquía ni la «unidad de España»; no se exigirían responsabilidades por lo acontecido durante la dictadura franquista; no se formaría ningún gobierno provisional que abriera un proceso constituyente; no se legalizarían los partidos «revolucionarios» —en este punto los militares incluían al Partido Comunista de España, su «bestia negra» desde la guerra civil—. En fin, que el proceso que conduciría a las elecciones siempre estaría bajo el control del gobierno. Una vez clarificados los límites, los recelos del Ejército quedaron aparentemente disipados y Suárez obtuvo el visto bueno para el proceso que iba a emprender. Cuando concluyó el acto el capitán general de Burgos, Mateo Prada Canillas, le dijo a Suárez: «Presidente, ¡viva la madre que te parió!». Sin embargo, el general Alfonso Armada, entonces secretario de la Casa Real, le transmitió al rey una versión menos triunfalista.
La primera crisis con los militares no tardó mucho tiempo en producirse. El general De Santiago se manifestó contrario al desmantelamiento de la Organización Sindical franquista que se estaba planeando y sobre todo a los contactos que estaba manteniendo el gobierno con el sindicato clandestino Comisiones Obreras —y también con la ilegal UGT—, por lo que fue cesado de su cargo de vicepresidente del Gobierno y retirado del servicio activo. «La ruptura se produjo en una entrevista muy poco amistosa en la que Suárez y De Santiago pudieron comprobar el abismo político que los separaba. La conversación alcanzó su momento de máxima tensión cuando el general le recordó que España era un país propenso a los golpes militares y Suárez, que no era hombre que se dejara intimidar fácilmente, le contestó con una advertencia apenas velada: "Te recuerdo, Fernando, que en España sigue vigente la pena de muerte"». Fue sustituido por el general Manuel Gutiérrez Mellado, un militar «reformista» del círculo del general Manuel Díez-Alegría, y a quien Suárez ya le había ofrecido la cartera de Gobernación cuando formó su gobierno, pero Gutiérrez Mellado la rechazó. Su nombramiento no fue bien acogido por los otros ministros militares porque Gutiérrez Mellado tenía menos antigüedad que ellos (acababa de ser ascendido a teniente general). El ministro de Marina, el almirante Gabriel Pita da Veiga (militar que había estado muy unido a Franco), fue el más decepcionado, pues pensaba que el cargo de vicepresidente para Asuntos de la Defensa tendría que haberlo ocupado él. Los tres ministros militares se plantearon dimitir, pero fueron disuadidos por el rey.
El mismo día 22 de septiembre de su «cese amistoso y pactado» —esa fue la versión oficial—, De Santiago envió una carta privada a los tenientes generales y almirantes que pronto se hizo pública en la que denunciaba la intención del Gobierno de legalizar a «las centrales sindicales CNT, UGT y FAI, responsables de los desmanes cometidos en la zona roja, y de las CC. OO., organización del Partido Comunista», a lo que añadía: «la compresión tiene el límite de las interpretaciones equívocas que algunos pudieran atribuirle». Su «cese-dimisión» fue aplaudido por la extrema derecha y el día 23 Antonio Izquierdo, director del ultraderechista El Alcázar, invitaba a los miembros de las Fuerzas Armadas a seguir el ejemplo de De Santiago en un artículo publicado en primera página con el título «Solo un hombre». Cuatro días después el mismo diario publicaba una carta del teniente general Carlos Iniesta Cano, procurador en Cortes y exdirector de la Guardia Civil, en la que se solidarizaba con De Santiago al que expresaba su «personal admiración». Llevaba por título «Una lección de honradez y patriotismo». El Gobierno reaccionó enviándolo también a la reserva. Simultáneamente la extrema derecha civil y militar lanzaba una campaña contra el «señor Gutiérrez», en referencia al general Gutiérrez Mellado al que le negaban su pertenencia al estamento militar. Sin embargo, los dos tenientes generales ganaron el recurso que presentaron contra la decisión del Gobierno de pasarlos a la reserva —alegaron que no habían sido escuchados tal como determinaba la ley— por lo que siguieron en el servicio activo y a partir de ese momento ambos fueron jaleados por la prensa de extrema derecha.
En la votación de las Cortes franquistas del 18 de noviembre de 1976 que aprobó por abrumadora mayoría la Ley para la Reforma Política, entre los 59 procuradores que votaron en contra había siete tenientes generales y dos generales. De los siete tenientes generales, tres habían sido ministros con Franco (Antonio Barroso y Sánchez Guerra, Juan Castañón de Mena y Julio Salvador y Díaz-Benjumea), dos capitanes generales (Alfredo Galera Paniagua y Alfonso Pérez Viñeta), uno director general de la Guardia Civil (Carlos Iniesta Cano) y el último director general del Tesoro (Álvaro de Lacalle Leloup). Todos ellos nombrados directamente por el Caudillo. Por el contrario, el ministro de Marina Gabriel Pita da Veiga votó a favor. «Mi conciencia está tranquila porque la reforma democrática se hará desde la legalidad franquista», afirmó.

#### La crisis provocada por la legalización del Partido Comunista de España (abril de 1977)
El 9 de abril de 1977, aprovechando que medio país estaba de vacaciones de Semana Santa, el presidente Suárez tomó la decisión más arriesgada de toda la transición: legalizar al Partido Comunista de España (PCE). Ese día, Sábado Santo, los comunistas salieron a la calle con sus banderas rojas para celebrar que después de treinta y ocho años volvían a ser un partido legal en España. Las reacciones negativas se produjeron a partir del día siguiente, a pesar de que era Domingo de Resurrección, y la más grave fue la de las Fuerzas Armadas. El ministro de Marina, almirante Gabriel Pita da Veiga, dimitió el lunes 11 de abril y el gobierno tuvo que recurrir a Pascual Pery Junquera, un almirante de la reserva y amigo de Gutiérrez Mellado, para cubrir su puesto, ya que ninguno en activo quiso sustituirle (su toma de posesión tuvo lugar el viernes 15 de abril). El Consejo Superior del Ejército de Tierra, que se reunió con carácter de urgencia el martes 12, expresó «disciplinariamente» su acatamiento «en consideración a los intereses nacionales de orden superior», aunque no se abstuvo de expresar «la profunda y unánime repulsa del Ejército ante dicha legalización y acto administrativo llevado a efectos unilateralmente» (en la reunión uno de los militares más beligerantes fue el general Jaime Milans del Bosch que dijo: «El presidente del Gobierno dio su palabra de honor de no legalizar el partido comunista. España no puede tener un presidente sin honor: deberíamos sacar los tanques a la calle»). Algunos otros altos mandos militares manifestaron su opinión de que Suárez les había «mentido» en la reunión que habían tenido con él el 8 de septiembre del año anterior y que les había «traicionado».
El ministro del Ejército, teniente general Félix Álvarez-Arenas Pacheco, declaró que se le había mantenido «sin información y marginado» y envió una nota a todos los oficiales y suboficiales del Ejército en la que se hacía eco de la «profunda y unánime repulsa» del Ejército por la legalización del PCE, «hecho consumado que admite disciplinariamente». Ese mismo jueves, 14 de abril, el Gabinete de Prensa del Ministerio del Ejército hacía pública una nota en la que se daba cuenta de los acuerdos tomados en la reunión del Consejo Superior del Ejército. En ella se decía que «la legalización del PC ha producido una repulsa general en todos las unidades el Ejército. No obstante, en consideración a intereses nacionales de orden superior, admite disciplinadamente el hecho consumado». Y a continuación se decía: «El Consejo estima debe informarse al Gobierno de que el Ejército, unánimemente unido, considera obligación indeclinable defender la unidad de la Patria, su Bandera, la integridad de las instituciones monárquicas y el buen nombre de las Fuerzas Armadas». Al día siguiente, viernes 15 de abril, todos los periódicos publicaban la nota, pero el diario ultraderechista El Alcázar, que la insertaba en primera página con el titular «La declaración del Consejo Superior del Ejército. Advertencia al Gobierno», le había añadido dos párrafos, que constituían, según el diario, la «versión oficiosa» de lo acordado por el Consejo Superior del Ejército. Los dos párrafos añadidos decían:

El Ejército manifiesta su disgusto ante el deterioro de la figura del Rey por culpa del gobierno. Considera inadmisible que por un error administrativo no se informe al ministro del Ejército con tiempo suficiente una decisión trascendental del gobierno del que forma parte.
Y, por último, el Ejército está dispuesto a resolver los problemas por otros medios si fuera necesario.

Al día siguiente, sábado 16 de abril, la nota publicada por El Alcázar era desautorizada por el ministerio del Ejército (y el propio ministro rectificaba la nota interna con un nuevo contenido conciliador). Cuatro días después eran destituidos los dos militares adscritos a la Sección Militar y Técnica del ministerio responsables de haber difundido la «versión oficiosa». Además el diario El Alcázar fue obligado a rectificar su información por orden del Ministerio de Información y Turismo. Los altos mandos militares enviaron una dura nota de protesta al rey y a Adolfo Suárez, algunos de cuyos párrafos coinciden con la «versión oficiosa» publicada por El Alcázar («Hacer llegar a S. M. el Rey directamente el disgusto del Ejército y que su figura se está deteriorando a consecuencia de la actitud del Gobierno»; «que es inadmisible que por un "error administrativo" se tenga al ministro del Ejército en la ignorancia de una decisión trascendental»; «que se adopten las medidas para que por ningún medio se ataque: LA UNIDAD DE LA PATRIA, LA CORONA Y A LAS FUERZAS ARMADAS, que están dispuestas a defender por todos sus medios»). Tras recibir la nota el rey ordenó al general Alfonso Armada, secretario de la Casa Real, que se informara de lo tratado en el Consejo Superior del Ejército y este tras hablar con los presentes le informó a don Juan Carlos que existía una fuerte desconfianza hacia el Gobierno que también afectaba al monarca. En un documento confidencial elaborado por los servicios de información del Ejército sobre los «estados de opinión» de las unidades militares de la I Región Militar se decía que existía «una total indignación ante la sensación de haber sido engañados» por el presidente del Gobierno.
Como ha destacado Santos Juliá, la legalización del PCE se convirtió en un «punto neurálgico de la transición» porque «fue la primera decisión política de importancia tomada en España desde la guerra civil sin contar con la aprobación del ejército y contra su parecer mayoritario». El Partido Comunista como contrapartida tuvo que aceptar la monarquía como forma de gobierno y la bandera rojigualda, y las banderas republicanas desaparecieron de sus mítines. El 13 de mayo aterrizaba en Madrid el avión procedente de Moscú que llevaba a bordo a Dolores Ibárruri, la Pasionaria, que volvía a España después de un exilio de 38 años. Pero tras la legalización del PCE, los militares «nunca volvieron a fiarse de Suárez ni del general Gutiérrez Mellado» y fue a partir de entonces cuando empezó a fraguarse el golpe del 23-F «porque los militares no le perdonaron a Suárez la legalización de los comunistas». Una posición similar es la que sostiene Roberto Muñoz Bolaños («Los militares jamás volvieron a confiar en Suárez… De hecho, las futuras operaciones involucionistas tuvieron su origen en ese momento») pero añade que la decisión de legalizar al PCE «provocó, igualmente, que Suárez se enemistara con la élite política y económica conservadora…».

### La «estrategia de la tensión» y el «ruido de sables»
Para intentar paralizar la transición la extrema derecha neofranquista puso sus máximas esperanzas en que los sectores involucionistas del Ejército se embarcasen en un intento de golpe de Estado. Para ello desarrolló una «estrategia de la tensión» que crease (o acrecentase) la percepción social de inseguridad, desorden e inestabilidad que lo justificara. A diferencia de Italia y de algunos países latinoamericanos donde también se había llevado a cabo para intentar derribar a los gobiernos democráticos, la extrema derecha española no tuvo que recurrir a acciones de tipo terrorista, pues ya existían los atentados del GRAPO y, sobre todo, de ETA. Solo tuvo que instrumentalizarlos «presentándolos como expresión de un supuesto vacío de poder». La otra cara de la «estrategia de la tensión» consistió en presionar a un sector de las Fuerzas Armadas a dar un «golpe de timón» (salida blanda) o, preferiblemente, un golpe de Estado (salida dura).
En la creación del «ambiente» de inseguridad desempeñaron un importante papel los periódicos ultraderechistas, entre los que destacaron El Alcázar, dirigido desde julio de 1977 por Antonio Izquierdo, muy vinculado al exministro «ultra» y líder de la neofranquista Confederación Nacional de Excombatientes José Antonio Girón de Velasco, quien dijo que El Alcázar era «un periódico que asume la honrosa tarea de simbolizar a las fuerzas nacionales» (en 1980 vendía casi 80 000 ejemplares diarios); y El Imparcial, fundado en diciembre de 1977 y cuyo primer director fue Emilio Romero, siendo sustituido casi un año después por Julio Merino, quien en junio de 1979 abandonó El Imparcial para pasar a fundar y dirigir en abril de 1980 el semanario progolpista Heraldo Español (El Imparcial cerró por dificultades económicas en diciembre de 1979 y durante el tiempo que estuvo en la calle se alineó con la neofranquista Fuerza Nueva y se volcó en elogios hacia su máximo dirigente Blas Piñar, «el único líder no marxista que tiene España»; además apoyó las celebraciones del «20N» y también abrió sus páginas a la Asociación Cultural de Mujeres de Militares, Guardia Civil y Policía Nacional, presidida por la esposa del capitán de navío Camilo Menéndez Vives ―involucrado en el 23-F―, y que reclamaba la restauración de la pena de muerte y la competencia de la jurisdicción militar sobre los actos terroristas, como en el franquismo). Otro medio progolpista era la revista militar Reconquista, cuyo redactor jefe era el comandante Ricardo Pardo Zancada (que participó en el 23-F) y el general Alfonso Armada (uno de los cabecillas del 23-F) formaba parte de su consejo de dirección. La táctica utilizada por estos medios de prensa «abundaba en la manipulación informativa mediante el falseamiento, deformación o simple omisión de la información, haciendo uso de “datos” no demostrados para sembrar el desconcierto, o incluso aprovechando hechos verídicos para deformar deliberadamente su contenido real y provocar en los lectores sentimientos antidemocráticos». Estos medios ultraderechistas no son muchos, pero son importantes porque «son casi los únicos que entran en los cuarteles, persuadiendo a los militares de que la situación es todavía peor de lo que es».
En un informe confidencial de mayo de 1979 dirigido al Gobierno sobre la «estrategia de la tensión» puesta en marcha por la prensa de extrema derecha, concretamente por El Imparcial, y sobre su impacto sobre los militares se decía:

El socavamiento que de la disciplina militar se está produciendo desde las columnas, artículos e informaciones de El Imparcial ha de calificarse forzosamente de espectacular y parece que debería frenarse, insisto, por el procedimiento que fuera. No se puede hacer el avestruz e ignorar por más tiempo el daño que este periódico está haciendo al mantenimiento más elemental de la disciplina.

#### «Siete días de enero»

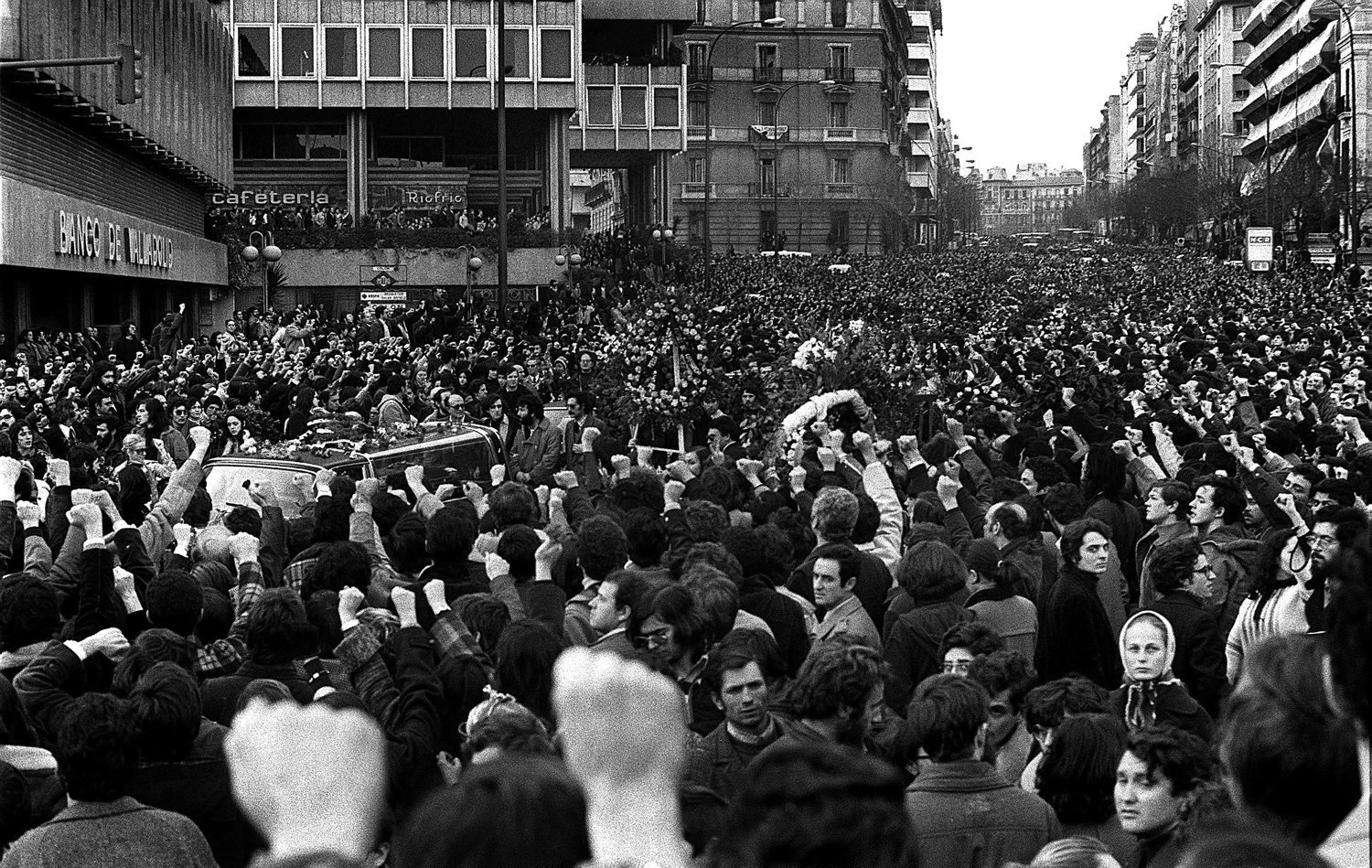
Miles de personas se congregan ante el paso del cortejo fúnebre de los asesinados en la «Matanza de Atocha» (Madrid, 26 de enero de 1977). Esta manifestación silenciosa y pacífica (muchas personas levantan los puños al paso de los coches fúnebres) fue decisiva para que el presidente del gobierno Adolfo Suárez legalizara al Partido Comunista de España dos meses y medio después (el «Sábado Santo Rojo»).

El primer momento en que se puso en evidencia la «estrategia de la tensión» fue la última semana del mes de enero de 1977 —la semana trágica de la transición o los Siete días de enero—. Mes y medio antes se había aprobado en referéndum la Ley para la Reforma Política que abría las puertas a la convocatoria de las primeras elecciones democráticas desde 1936. La primera provocación se produjo el 23 de enero en la Gran Vía de Madrid, cuando un estudiante, Arturo Ruiz, que participaba en una manifestación proamnistía era asesinado por unos matones del grupo de extrema derecha Fuerza Nueva —el capitán general de Madrid en funciones Jaime Milans del Bosch había ordenado el día antes que se alertase a una compañía de Operaciones Especiales por si las fuerzas de orden público se veían desbordadas—. Al día siguiente, 24 de enero, en la manifestación de protesta por el crimen murió una de los participantes, María Luz Nájera, a causa de un bote de humo lanzado por la policía antidisturbios, y por la noche se produjo el hecho más grave: pistoleros «ultras» irrumpieron en el despacho de unos abogados laboralistas vinculados a «comisiones obreras» y al Partido Comunista, sito en la calle de Atocha de Madrid, y pusieron contra la pared a ocho de ellos y a un conserje, disparando a continuación. Cinco miembros del bufete murieron en el acto y cuatro fueron gravemente heridos. Entre los asesinos había dos jóvenes vinculados a Fuerza Nueva. El mismo día de la que sería conocida como la «Matanza de Atocha» los GRAPO, que como la extrema derecha —pero por razones contrarias— también querían detener el proceso de transición política, habían secuestrado por la mañana al presidente del Consejo Supremo de Justicia Militar, general Emilio Villaescusa Quilis —mientras todavía mantenían secuestrado a Antonio María de Oriol, presidente del Consejo de Estado—. El 25 los GRAPO asesinaron a dos policías y un guardia civil.
En el funeral por los policías asesinados, celebrado el 29 de enero, se produjeron unos graves incidentes durante los cuales fue increpado el teniente general Manuel Gutiérrez Mellado, vicepresidente del gobierno. Cuando salían los féretros del Hospital Militar Gómez Ulla un grupo de civiles y de militares comenzaron a cantar el himno de Infantería, lo que dio lugar a que Gutiérrez Mellado ordenara: «Todo el que lleve uniforme, firmes, y el que sepa y quiera que rece». Lo que fue contestado inmediatamente por el capitán de navío Camilo Menéndez (implicado más adelante en el 23-F): «Por encima de la disciplina está el honor». A continuación se produjo un forcejeo y se pudieron escuchar varios gritos de «¡Gobierno dimisión!» y «¡Traidores!» (la insubordinación del capitán Menéndez solo sería sancionada por falta leve). El 11 de febrero serían liberados los dos secuestrados, Villaescusa y Oriol, en una operación de la policía dirigida por un conocido comisario franquista, Roberto Conesa. El entonces ministro de la Gobernación Rodolfo Martín Villa reconoció años después: «Yo tengo que decir que el único momento en el que yo vi el proceso político amenazado fue justamente la semana final de enero».

#### La reunión de los generales de septiembre de 1977 en Játiva (o en Jávea)

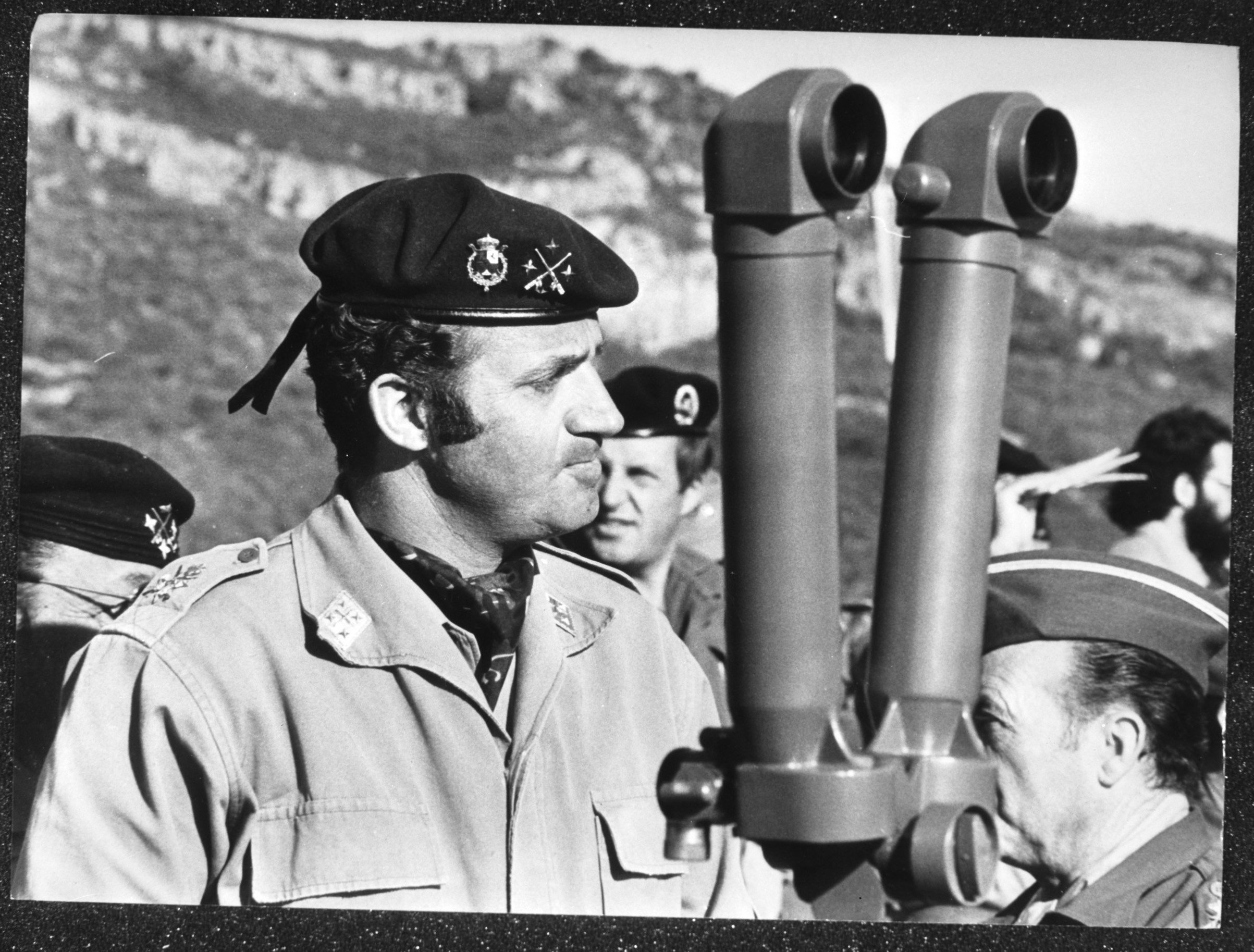
El rey Juan Carlos en uniforme de campaña presidiendo unas maniobras militares (1978).

Tras los «siete días de enero» el proceso de transición continuó y el 15 de junio de 1977 se celebraron las primeras elecciones democráticas desde 1936. Las ganó Unión de Centro Democrático, encabezada por el presidente Suárez, aunque no consiguió la mayoría absoluta. Las Cortes surgidas de esas elecciones comenzaron a elaborar la nueva Constitución. Entre el 13 y el 16 de septiembre se reunieron en Játiva (o en Jávea, según otras versiones) varios generales convocados por el exvicepresidente del Gobierno, teniente general Fernando de Santiago —que dimitió por su desacuerdo con la «reforma política»—, aprovechando que todos ellos veraneaban por la zona. Según Paul Preston, asistieron dos exministros franquistas del Ejército, tenientes generales Antonio Barroso y Sánchez Guerra y Francisco Coloma Gallegos, y el único de la monarquía, Félix Álvarez-Arenas y Pacheco, y tres generales «ultras»: Carlos Iniesta Cano, Ángel Campano López y Jaime Milans del Bosch. Charles Powell, por su parte, afirma que asistieron «media docena de generales en la reserva de ideología ultraderechista, entre ellos varios ex ministros» (de los que solo da el nombre de Álvarez-Arenas). En lo que sí coinciden Preston y Powell (y también Francisco Alía Miranda) es en que en la reunión se redactó un memorándum que pretendían hacer llegar al rey y al conjunto de las Fuerzas Armadas en el que mostraban su descontento con la evolución política. Según Preston, el documento pedía al rey que pusiera «el espíritu de orden, disciplina y seguridad nacional por encima del mal llamado orden constitucional», y que formara un gobierno de «salvación nacional» presidido por De Santiago, o cuando menos que cesara a Adolfo Suárez y suspendiera el Parlamento durante dos años. El memorándum contenía una amenaza de golpe militar incruento «incluso contra la Corona». Desde el Ministerio de Defensa se negó que tal memorando se hubiera presentado al rey e incluso se puso en duda su existencia. Sin embargo, poco tiempo después Milans del Bosch era sustituido por Antonio Pacual Galmés al frente de la estratégica División Acorazada Brunete (DAC), y como compensación fue nombrado capitán general de la III Región Militar con sede en Valencia —desde donde dirigiría el golpe del «23-F»—. Simultáneamente, Guillermo Quintana Lacaci tomó posesión de Capitanía general de Madrid, de la que dependía la DAC, lo que se demostraría como un gran acierto durante el «23-F».
Roberto Muñoz Bolaños considera que la reunión de Játiva no tuvo lugar, pero sí que hubo varias reuniones en Jávea «en el verano de 1977» en las que participaron de forma regular los generales de Artillería Álvaro de Lacalle Leloup, Esquivias Franco y Víctor Castro Sanmartín —«que se caracterizaban por su posición crítica con el proceso de cambio político y tenían una estrecha relación con otro artillero, Alfonso Armada»— y a las que asistieron ocasionalmente Jaime Milans del Bosch y el jefe del Estado Mayor del Ejército, José Miguel Vega Rodríguez.

#### El conflicto por la UMD y la Ley de Amnistía
La tramitación por las Cortes de la Ley de Amnistía, que sería aprobada en octubre de 1977, provocó un grave conflicto con los militares cuando se conoció que el proyecto de ley incluía el regreso al Ejército de los miembros de la Unión Militar Democrática. La presión del Ejército fue tan grande que finalmente no se aprobó esa medida. En el artículo 6 se decía: «Respecto del personal militar al que se le hubiere impuesto, o pudiera imponérsele como consecuencia de causas pendientes, la pena accesoria de separación del servicio o pérdida de empleo, la amnistía determinará la extinción de las penas principales y el reconocimiento, en las condiciones más beneficiosas, de los derechos pasivos que les correspondan en su situación». Según Roberto Muñoz Bolaños, fueron tres las razones por las que en la ley de amnistía no se permitió, como ya había sucedido en la amnistía parcial aprobada en julio de 1976, que los miembros de la UMD que habían sido condenados y expulsados de las Fuerzas Armadas pudieran reingresar: el rechazo generalizado de los militares a tal medida, la palabra dada por Gutiérrez Mellado de que la reincorporación no se produciría y el empeño del Gobierno en mantener la unidad de las Fuerzas Armadas, «evitando cualquier problema que pudiese ponerla en peligro». Charles Powell ha destacado que «ésta fue la única vez que los militares ejercieron con éxito una presión concertada, oponiéndose a una decisión emanada del poder civil; si tuvo el efecto deseado, ello se debió a que afectaba a un asunto que consideraban propio, y a la existencia de un consenso interno casi unánime al respecto».
Tres años más tarde, en junio de 1980, todos los grupos parlamentarios, excepto Coordinación Democrática, presentaron una proposición de ley que rectificaba la Ley de Amnistía de 1977 y permitía el reingreso en el Ejército de los militares condenados de la UMD. La reacción en contra de los militares fue fulminante —«se decía que la indignación en los cuartos de banderas era aún mayor de lo que había sido tras la legalización del PCE»—, pero la respuesta más contundente fue la del vicepresidente del Gobierno Manuel Gutiérrez Mellado que amenazó con dimitir si se aprobaba. En una carta que dirigió al propio Gobierno y al partido que lo sustentaba, Unión de Centro Democrático (UCD), expuso sus argumentos y finalmente su opinión prevaleció y la proposición de ley fue retirada. En la carta decía lo siguiente:

Hay ciertos mandos agazapados, esperando la ocasión. Bastantes argumentos los da la ETA, GRAPO, cierta prensa, ciertas declaraciones, ciertas actitudes en la cuestión autonómica, el sentimiento de bastantes a los que no les gusta nada de lo que está pasando. Si la proposición se aprueba se les da la oportunidad en bandeja.
Los hechos son así, con razón o sin ella, gusten o no gusten. No hay alternativa. Los amnistiados no pueden volver al servicio activo. Ni el Gobierno ni el partido que lo sustenta, la UCD, pueden admitirlo por el bien de las Fuerzas Armadas, por el de la democracia, en definitiva, por el de España.

#### La «Operación Galaxia»
Un par de semanas antes del 6 de diciembre de 1978 en que se iba a celebrar el Referéndum para la ratificación de la Constitución española la policía desarticulaba la «Operación Galaxia», una intentona golpista contra el Gobierno de Adolfo Suárez, la primera operación golpista de la Transición. Su principal responsable, el teniente coronel de la Guardia Civil Antonio Tejero (quien dirigiría el asalto al Congreso de los Diputados en el 23F), solo fue condenado a siete meses de arresto, por lo que recobró inmediatamente la libertad, ya que los había cumplido mientras se celebraba el consejo de guerra. Según Paul Preston, «fue un intento malamente improvisado de reforzar los planes inicialmente planteados en la reunión de generales de Játiva/Jávea catorce meses antes».

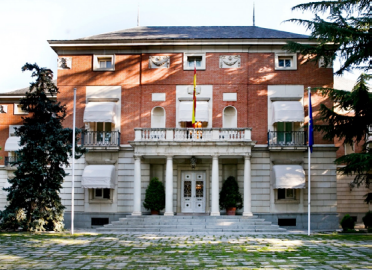
Fachada del edificio principal del Palacio de la Moncloa, residencia oficial del presidente del gobierno de España. El asalto al Palacio de la Moncloa era el objetivo de la «Operación Galaxia».

La «Operación Galaxia», llamada así por el nombre de la cafetería del barrio madrileño de Moncloa donde los dos principales cabecillas (el teniente coronel de la Guardia Civil Antonio Tejero y el capitán de la Policía Nacional Ricardo Sáenz de Ynestrillas Martínez) se reunieron el sábado 11 de noviembre de 1978 con tres oficiales del Ejército destinados en la Policía Nacional, consistía en el asalto por una fuerza de unos doscientos hombres del Palacio de la Moncloa, nueva sede de la Presidencia del Gobierno, el viernes 17 de noviembre cuando el Consejo de Ministros estuviera reunido (y aprovechando que el rey se encontraría de viaje oficial en México; y también que el general Gutiérrez Mellado estaría de visita en la III Región Militar y que gran cantidad de fascistas iban a congregarse en la capital con motivo del «20-N»). Paralelamente se ocuparían los puntos neurálgicos de Madrid. El vacío de poder creado por el secuestro del presidente Suárez y de su gobierno sería el pretexto para que se formara un Gobierno de salvación nacional, que paralizara el proceso constituyente. El plan se desbarató porque uno de los tres oficiales del Ejército que asistieron a la reunión lo denunció a sus superiores el 15 de noviembre. Al día siguiente, tras reforzarse la seguridad del Palacio de la Moncloa, Tejero e Ynestrillas eran detenidos mientras la prensa relataba el plan golpista. El 19 de noviembre el diario El País informaba de la reunión que habían mantenido la noche del 16 al 17 el rey, Suárez y Gutiérrez Mellado para evaluar la gravedad de la situación y decidir si Juan Carlos I debía suspender su viaje a México, lo que finalmente no se produjo (allí el rey se encontró con Dolores Rivas Cherif, viuda de Manuel Azaña, presidente de la Segunda República). El impacto en la opinión pública fue enorme, pero la prensa de extrema derecha le restó importancia aduciendo que solo había sido «una charla de café», versión a la que recurrieron Tejero e Ynestrillas en su declaración ante el tribunal, cuando no una patraña inventada por el Gobierno, argumento al que también recurrieron las defensas. Ynestrillas dijo que todo había sido «una especie de juego» para demostrar la vulnerabilidad de la sede de la Presidencia del Gobierno. Tejero en tono desafiante dijo que el plan era «un deseo, más que una hipótesis» y que en caso de haberse realizado habría ofrecido al rey, a su vuelta de su viaje de México, «una nueva situación para que decidiera lo más conveniente».
El 31 de agosto de 1978, dos meses y medio antes de su detención, Tejero había escrito un artículo en el ultraderechista El Imparcial en forma de carta al rey Juan Carlos I —que el periódico publicó en primera página— en el que decía: «En este proyecto de Constitución no van incluidos algunos de los valores por los que creemos vale la pena arriesgar nuestras vidas. […] Necesitamos, señor, una buena y ágil ley terrorista, con facilidades para los actuantes y castigo rápido y ejemplar para los asesinos». También le pedía al rey que acabase «con los apologistas de esta farsa sangrienta, aunque sean parlamentarios y se sienten entre los padres de la Patria». Terminaba afirmando que «mi Dios, mi patria, mi Bandera y mi honor me han obligado a hablar». Por este artículo solo fue arrestado catorce días, y sin pérdida de destino, lo que «no hizo sino acrecentar los planes golpistas que tenía in mente desde hacía tiempo».
La sentencia de la «Operación Galaxia», hecha pública el 8 de mayo de 1980, no creyó la versión de la «charla de café», sino que consideró que se había cometido «un delito de conspiración y proposición para la rebelión militar», por haber tramado «un golpe de mano que habría de ocupar [sic] el palacio de la Moncloa en el momento en que estuviese reunido en él el Consejo de Ministros, para, posteriormente, someter la nueva situación a S.M. el Rey», pero a pesar ello condenó a los dos acusados a penas muy leves: Tejero a siete meses y un día de arresto y a Ynestrillas a seis meses y un día. Como ya habían cumplido esos tiempos de arresto mientras se celebraba el juicio, recobraron la libertad inmediatamente y celebraron el fallo con sus familiares, amigos y militares allegados en un bar cercano al Gobierno Militar de Madrid. «Brindaron con champán por un fallo que permitía el regreso de los condenados al servicio activo, pronto se vio con qué intenciones». «Fue entonces cuando empezó a preparar el 23 de febrero». «Cambiaría de objetivo: el Palacio de la Moncloa (poder ejecutivo) por el palacio de las Cortes (poder legislativo)».
La clave de que la sentencia fuera tan sumamente benévola se encuentra quizás, según Roberto Muñoz Bolaños, en el primer resultando de la misma en el que parecía justificarse la operación golpista. En él se decía que Tejero e Ynestrillas, «profundamente preocupados por los progresivos ataques a los componentes de las Fuerzas Armadas y del Orden Público perpetrados principalmente en las provincias del norte por el terrorismo separatista, pensaron en la posibilidad de poner fin a tal estado de cosas, por lo cual, previo diversos contactos entre ambos… llegaron a preparar un "golpe de mano" que había de ocupar el Palacio de la Moncloa en el momento en que estuviera reunido el Consejo de Ministros, para posteriormente someter la nueva situación a S. M. el Rey». El capitán general de la I Región Militar Guillermo Quintana Lacaci no confirmó la sentencia al considerarla demasiado benigna y solicitó al Consejo Supremo de Justicia Militar que triplicase las penas, pero este organismo superior de la jurisdicción militar solo las elevó un mes, y eso para no dejar en mal lugar a Quintana Lacaci delante de sus subordinados. Por aquel entonces ya se sabía que la «Operación Galaxia» había tenido unas dimensiones mayores de las que se había dicho inicialmente. Sus instigadores habían contactado con cerca de doscientos oficiales, ninguno de los cuales había informado a sus superiores, y al parecer, varias unidades de Burgos, Valladolid, Sevilla y Valencia se encontraban en estado de alerta la noche antes de la fecha fijada para el asalto al Palacio de la Moncloa. «Solo la enérgica intervención del general liberal Antonio Pacual Galmés evitó que se sumara la decisiva División Acorazada Brunete (DAC)», afirma Paul Preston.

#### La insubordinación del general Atarés Peña

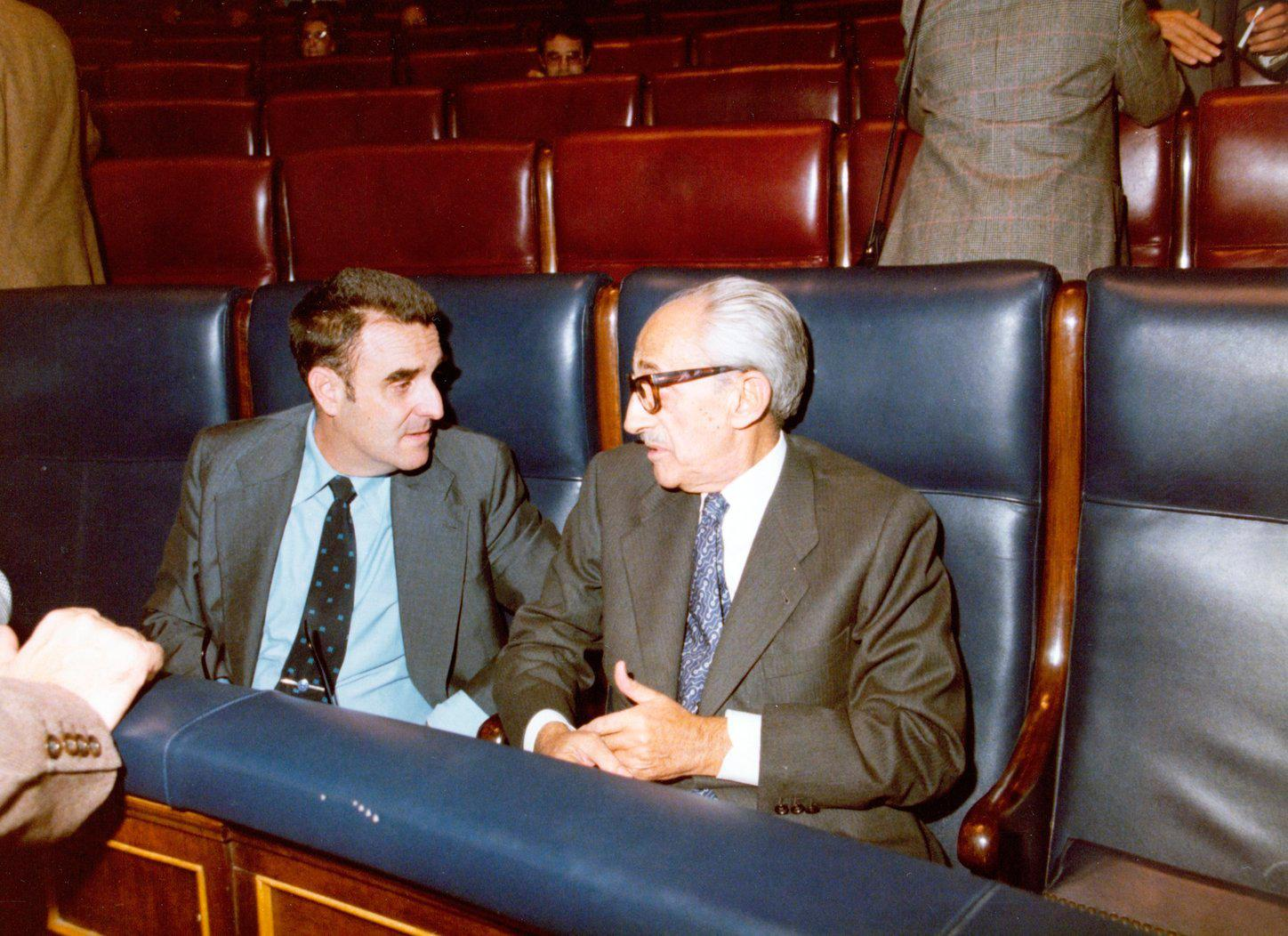
El vicepresidente del Gobierno, teniente general Manuel Gutiérrez Mellado, conversa en el Congreso de los Diputados con el ministro de Defensa Agustín Rodríguez Sahagún.

Mayor perplejidad aún si cabe causó la sentencia hecha pública a finales de mayo de 1979 sobre la insubordinación del general de brigada de la Guardia Civil Juan Atarés Peña (superior del teniente coronel Tejero en el País Vasco en 1976) que lo absolvió de todos los cargos, fallo que fue ratificado por el Capitán general de la III Región Militar Jaime Milans del Bosch tras resaltar las «virtudes humanas y militares» del procesado. Los hechos se habían producido en Cartagena el viernes 17 de noviembre de 1978, el día previsto por la «Operación Galaxia» para el asalto del Palacio de la Moncloa —esa misma mañana Diario 16 había dado la noticia de la detención de Tejero y de Ynestrillas por la Operación Galaxia. La reunión había sido convocada por el general Gutiérrez Mellado en un enorme hangar de aviación para explicar a varios centenares de jefes y oficiales de la guarnición y de la Armada el alcance de las reformas militares que estaba poniendo en marcha el Gobierno y aclarar sus dudas sobre la Constitución, que iba a someterse en referéndum el 6 de diciembre. También pretendía elevar la moral de las unidades en un momento en que arreciaban los atentados terroristas de ETA contra los miembros de las Fuerzas Armadas y de las Fuerzas de Orden Público. El vicepresidente del Gobierno ya había celebrado reuniones similares en otros lugares sin que se produjeran incidentes —Gutiérrez Mellado las denominaba visitas «apostólicas»—, pero la de Cartagena derivó en un tumulto —iniciado por las preguntas en forma de arengas contrarias a la Constitución por parte de varios oficiales de la Armada— en el que hubo gritos en contra del general Gutiérrez Mellado. El que más destacó fue el general Atarés, «hombre de muy corta estatura pero ardiente defensor del franquismo», quien «con gritos destemplados y desabridos» acusó al vicepresidente del Gobierno de mentiroso, de traidor, de masón y de espía (esto último debido a que había sido miembro de la quinta columna durante la guerra civil). Gutiérrez Mellado ordenó su arresto inmediato —según algunos testimonios Atarés respondió con el grito de «¡Viva Franco! ¡Viva España!»— y puso fin al acto. Enseguida el general Atarés recibió numerosas muestras de solidaridad, que la sentencia absolutoria pronunciada por un consejo de guerra confirmó.
Durante la conmemoración del 20-N celebrada en la Plaza de Oriente de Madrid el 19 de noviembre, dos días después del incidente de Cartagena, se desplegaron pancartas a favor del general Atarés y con insultos al Rey, a Gutiérrez Mellado y a Adolfo Suárez. En los discursos que pronunciaron los neofranquistas José Antonio Girón de Velasco y Blas Piñar pidieron la intervención del Ejército. Al día siguiente, 20-N, unos quinientos oficiales rindieron homenaje al general Franco ante su tumba en el Valle de los Caídos en una «ceremonia fascista».
En esos meses habían aparecido pintadas y se habían distribuido panfletos en los cuarteles que estaban firmados por grupos clandestinos autodenominados Unión Patriótica Militar, Movimiento Patriótico Militar, Juntas Patrióticas, Movimiento de Resistencia Patriótica o Unión Militar Española (esta última retomaba el nombre de la Unión Militar Española, que había tenido un papel muy destacado en el golpe de Estado de julio de 1936). En un panfleto de esta «nueva UME» se calificaba a «los partidos políticos y [a] las instituciones democráticas» como «entelequias surgidas para afincamiento de la lucha de clases y de la proliferación de grupos sin otra filosofía que la del enfrentamiento». En otros panfletos se exigía que la lucha antiterrorista fuera encomendada al Ejército.

#### Incidentes durante los funerales por los militares asesinados por ETA

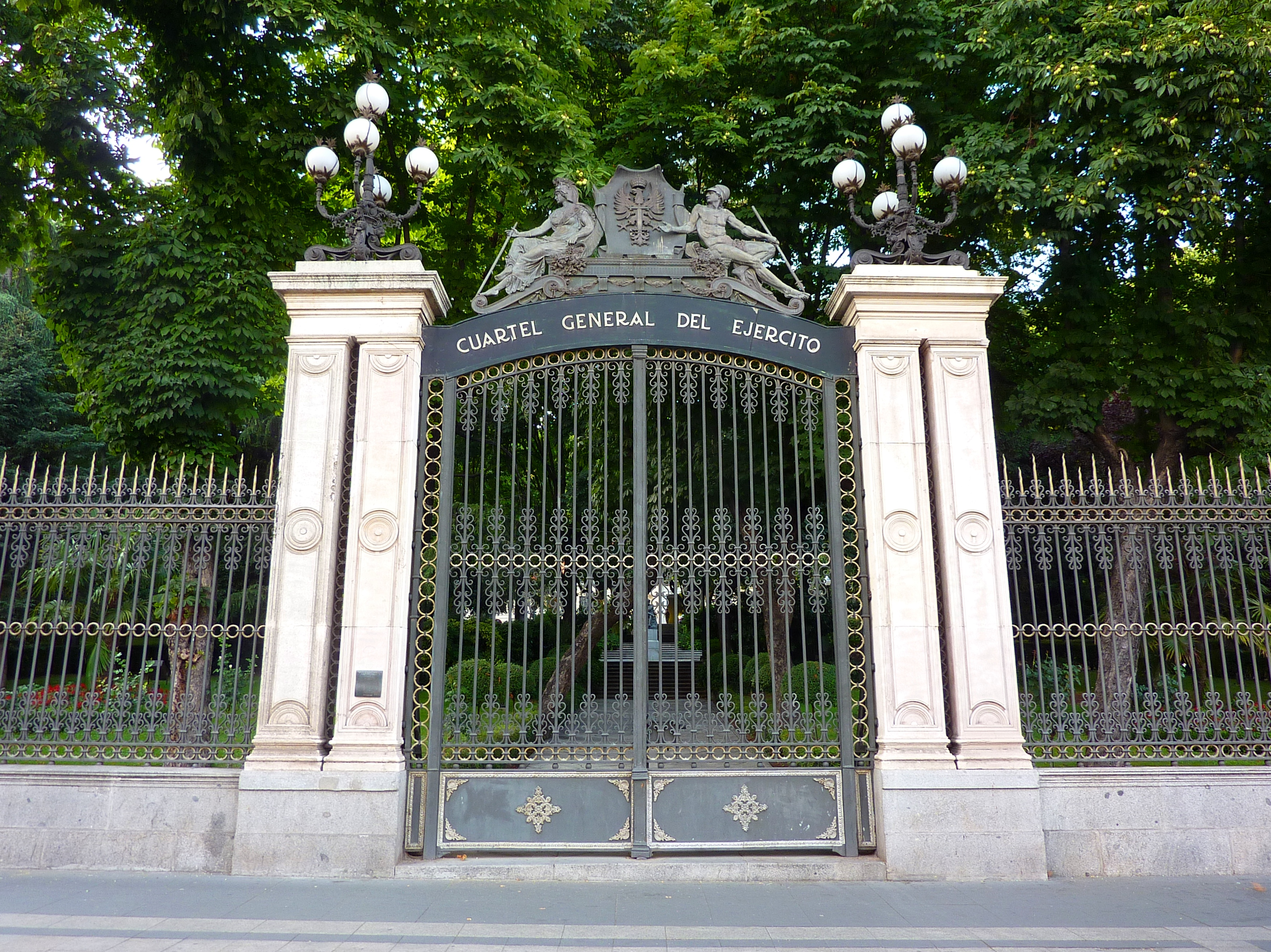
Verja de entrada al Palacio de Buenavista, sede del Cuartel General del Ejército de Tierra (España).

La aprobación de la Constitución no solo no detuvo la «estrategia de la tensión», sino que se incrementó e involucró a sectores más amplios del Ejército, gracias sobre todo a la instrumentalización de los atentados terroristas de ETA que había puesto en su punto de mira a los miembros de las Fuerzas Armadas y de los Cuerpos y Fuerzas de la Seguridad del Estado —en 1978 ETA había asesinado a 64 personas; en 1979 asesinó a 84 y en 1980 a 93, la inmensa mayoría de ellas militares y miembros de las fuerzas de orden público—. En los funerales por las víctimas se solían producir incidentes en los que se atacaba al gobierno y a la democracia y se invocaba la intervención del Ejército. Incidentes que eran amplificados por la prensa de extrema derecha. «Por lo general, el gobierno se mostró impotente ante estos casos de indisciplina debido a la permisividad de las propias autoridades militares, que en algunas ocasiones rozó la connivencia», ha afirmado Charles Powell.
Uno de los casos más graves se produjo tras al asesinato por ETA el 3 de enero de 1979 del gobernador militar de Madrid, general Constantino Ortín. Al terminar el funeral, celebrado en el Palacio de Buenavista, sede del Cuartel General del Ejército, un numeroso grupo de militares profirió gritos de protesta e insultó a las autoridades que presidían el acto. En un momento de gran confusión varios militares insultaron, zarandearon y golpearon al vicepresidente, general Manuel Gutiérrez Mellado —«¡Guti, masón, irás al paredón!»—, y a continuación un grupo numeroso de uniformados y de civiles, entre gritos de «¡Gobierno asesino!» y «¡Ejército al poder!», se apoderaban del féretro y lo paseaban a hombros en manifestación por el centro de Madrid. Uno de los que participaron en el tumulto fue el comandante Ricardo Pardo Zancada, implicado en el «23-F». «En el trayecto a pie hasta el cementerio se produjeron avalanchas en torno al féretro, agresiones a la prensa, rotura de cristales, quema de ikurriñas y nuevos gritos sediciosos, que se repitieron en el cementerio». El rey Juan Carlos se refirió a lo que calificó de «espectáculo bochornoso» en su discurso por la Pascua Militar que se celebró dos días después: «Un Ejército que ha perdido la disciplina… ya no es un Ejército».
La reacción de la prensa y de los militares «ultras» fue bien diferente. El mismo día 4 de enero en que se había celebrado el funeral, el diario El Alcázar había titulado «El asesinato del gobernador militar de Madrid, una agresión contra España. La ETA marxista, responsable. El Gobierno, culpable». Por su parte El Imparcial publicó en portada una fotografía de la viuda del general asesinado con el titular «¡Silencio, españoles! LAS MUJERES DEL EJÉRCITO ESTÁN LLORANDO», al que seguía un texto que decía: «Al gobierno Suárez no le que queda ya más que una solución: DIMITIR». El día 5 El Alcázar publicaba un artículo en el que se decía que el general Ortín había sido «asesinado a un mismo tiempo por las milicias irregulares y cipayas de la Unión Soviética y por una política concesiva y amnistiadora». Y añadía: «el pueblo español sabe que estamos en guerra. Lo conocen también los hombres de la Fuerzas Armadas». El 13 de enero el capitán de navío Camilo Menéndez, que ya había participado en varios incidentes protagonizados por militares involucionistas, publicaba en El Alcázar un artículo en el que decía: «En ocasiones críticas en las que el error del poder amenazaban gravemente a España, siempre hubo hombres que pusieron por encima de todo el Honor» (por este artículo el capitán Menéndez solo fue arrestado quince días).
Los incidentes se reprodujeron, aunque con menor gravedad, tras el asesinato por ETA el 25 de mayo, dos días antes del día de las Fuerzas Armadas, del general Luis Gómez Hortigüela y otros dos militares. De nuevo el funeral tuvo lugar en el Palacio de Buenavista. Al salir el féretro a la calle y recibir honores militares, un grupo numeroso de civiles que ocupaban las aceras comenzó a cantar el himno falangista Cara al Sol y a lanzar insultos contra el Gobierno, especialmente contra Gutiérrez Mellado. Se coreó de forma insistente el grito «¡Gutiérrez Mellado, tú los has matado!». Unas horas después del funeral estallaba una bomba en la cafetería California 47, cercana a la sede de Fuerza Nueva, en el barrio de Salamanca de Madrid, que se encontraba atestada de gente porque era sábado por la tarde. Ocho personas murieron y otras cincuenta resultaron heridas. El atentado fue atribuido al GRAPO.

#### La conmoción producida por el nombramiento del general Gabeiras como jefe del Estado Mayor del Ejército
Pocos días antes de los incidentes del funeral del general Hortigüela, se había producido una gran conmoción entre los militares por el nombramiento del general José Gabeiras como jefe del Estado Mayor del Ejército, ya que para que pudiera acceder al puesto había sido ascendido precipitadamente a teniente general y con él los cinco generales de división que le precedían en el escalafón. Gutiérrez Mellado, vicepresidente del Gobierno para la Seguridad Nacional y Defensa, no se fiaba de los dos tenientes generales que por antigüedad y prestigio acumulaban más méritos para ser nombrados para el puesto, Jaime Milans del Bosch, capitán general de la III Región Militar, y González del Yerro, capitán general de Canarias, y prefería a un militar que como Gabeiras fuera leal, como lo demostraría durante el 23-F. Sin embargo, como ha señalado Charles Powell, «el resultado fue que Gabeiras jamás gozó de la autoridad imprescindible para desarrollar satisfactoriamente su función».
Cuatro meses después, los dos militares postergados, González del Yerro y Milans del Bosch, mostraron su indignación con motivo del asesinato por ETA de dos militares en Bilbao el 19 de septiembre realizando unas duras declaraciones. El primero afirmó que «España se nos está muriendo», insistiendo en la «falta de autoridad»; el segundo, después de hacer un balance negativo de la Transición («terrorismo, inseguridad, inflación, crisis económica, paro, pornografía») e insistir en la «crisis de autoridad», afirmó: «El Ejército deberá intervenir cuando se evidencie que las leyes, la acción policial y la judicial son insuficientes». Por estas declaraciones fueron amonestados por el ministro de Defensa Agustín Rodríguez Sahagún —el primer civil en ostentar el cargo desde 1936— quien no aceptó la dimisión como capitán general de Canarias de González del Yerro, ya que este lo que pretendía era que su renuncia fuera seguida por la de los otros diez capitanes generales, lo que hubiera provocado una grave crisis política. El capitán general de la II Región Militar Pedro Merry Gordon, por su parte, se refirió a «una serie de enanos asesinos, ratas de alcantarilla, que nos atacan por la espalda» y amenazó con la intervención del Ejército. Las opiniones de González del Yerro y de Milans del Bosch (y de Merry Gordon) coincidían con la expresada dos meses antes, con motivo del aniversario del golpe de Estado del 18 de julio de 1936, por el líder ultraderechista y neofranquista José Antonio Girón en El Alcázar: «Son muchos los compatriotas que piensan que las circunstancias de erosión o destrucción que hoy advertimos en el edificio del Estado» son «infinitamente más graves, más duras, más trágicas, más angustiosas» que las de la «década de los treinta».

#### El intento de golpe de Estado del general Torres Rojas
En enero de 1980 el Gobierno abortó un plan para tomar el Palacio de la Moncloa, como en la «Operación Galaxia». Su instigador era el general Luis Torres Rojas, jefe de la División Acorazada Brunete (DAC), la unidad más importante del Ejército de Tierra situada en las inmediaciones de Madrid. Torres Rojas, un militar «profundamente franquista», pretendía que la Brigada Paracaidista (que había estado bajo su mando entre 1975 y 1979) realizara el asalto y una vez ocupada La Moncloa —y los puntos neurálgicos de la capital «neutralizados» por los carros de combate de la DAC— imponer un Gobierno presidido por un militar «de prestigio», presumiblemente el general Fernando de Santiago o el general José Miguel Vega Rodríguez, este último amigo de Torres Rojas. A continuación las Cortes serían disueltas, el Partido Comunista de España prohibido y se interrumpiría el proceso autonómico. El general Torres Rojas, que negó los hechos, fue destituido de forma fulminante del mando de la DAC el 24 de enero y destinado al gobierno militar de La Coruña. Sin embargo, el Gobierno no informó de los verdaderos motivos del cambio de destino de Torres Rojas y negó que tuviera alguna relación con actividades golpistas. Un año después Torres Rojas sería uno de los principales protagonistas del 23F —lo mismo que el coronel José Ignacio San Martín, jefe del Estado Mayor de la DAC, que continuó en su puesto, a pesar de su estrecha relación con Torres Rojas—. El plan fue descubierto gracias a un oficial de la Brigada Paracaidista que informó a Fernando Reinlein, antiguo miembro de la UMD, quien a su vez avisó al ministro de Defensa Agustín Rodríguez Sahagún. Según Charles Powell, quien alertó al ministro fue Julio Busquets, fundador de la UMD. Busquets, según Powell, o Reinlein, según Paul Preston, informaron a Miguel Ángel Aguilar, director de Diario 16, de cuál había sido el verdadero motivo de la destitución de Torres Rojas como comandante de la DAC y su traslado a la Coruña. Aguilar publicó la noticia y esto le supuso ser procesado por injurias al Ejército y finalmente tener que dejar la dirección del diario. «La salida de Torres Rojas neutralizó efectivamente la DAC y con ello eliminó un elemento crucial del arsenal golpista».

## La conspiración

### Los planes de los golpistas

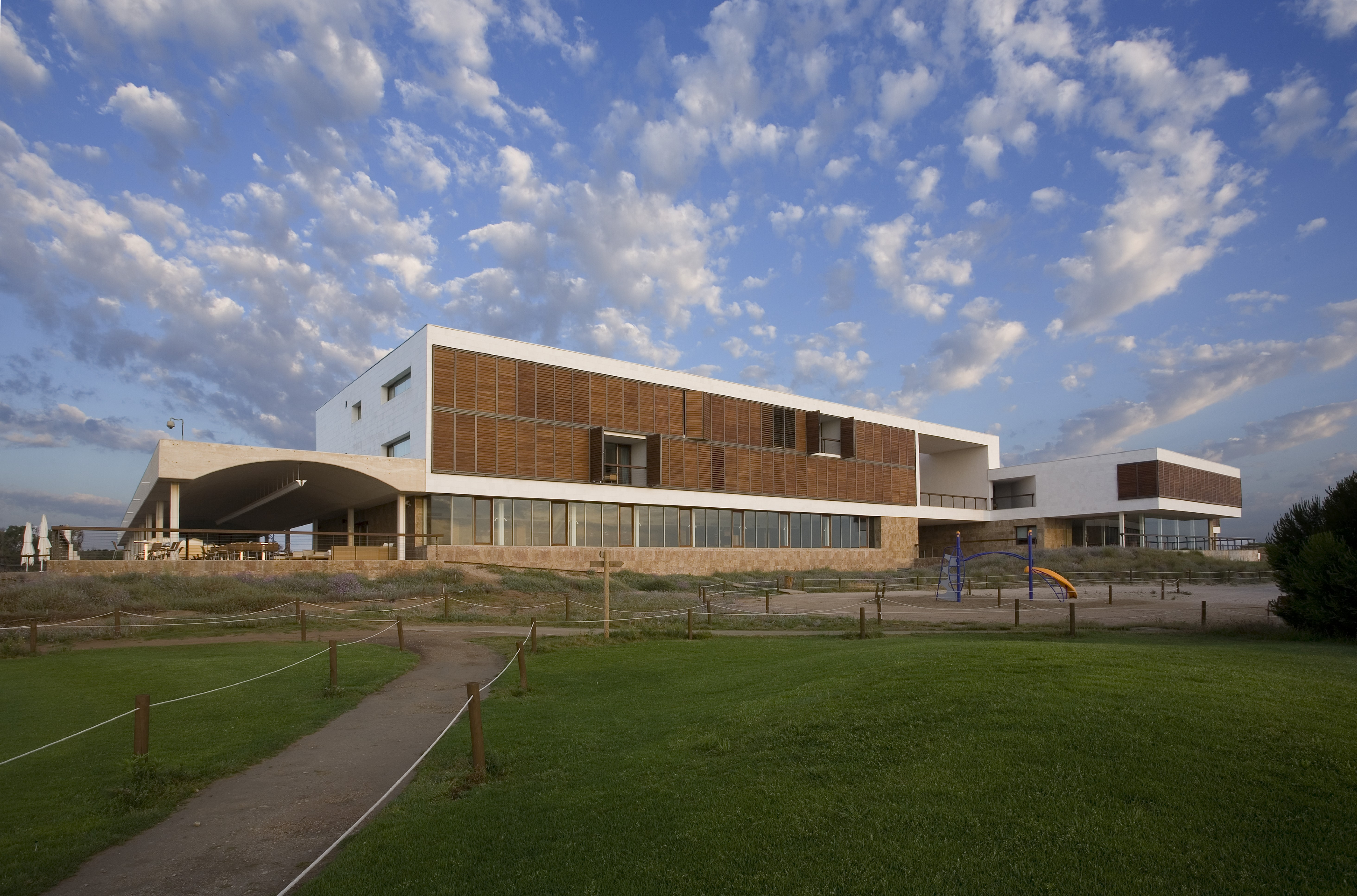
Parador Nacional de El Saler (Valencia), donde probablemente se reunieron los tenientes generales Jaime Milans del Bosch y Carlos Iniesta Cano. Fue el primer paso de la conspiración que desembocó en el 23-F.

El 30 de mayo de 1980 el teniente general «ultra» Carlos Iniesta Cano, amigo del teniente coronel Antonio Tejero que había sido condenado por la «Operación Galaxia», se entrevistó en El Saler (Valencia) con el capitán general de la III Región Militar Jaime Milans del Bosch, quien «desde la legalización del PCE se había convertido en el polo de atracción para todos los sectores involucionistas del Ejército». Iniesta Cano le pidió a Milans que liderara el golpe de Estado que estaban preparando y que consistía en crear un vacío de poder mediante la toma del Congreso de los Diputados lo que propiciaría una intervención en masa del Ejército. Milans puso como condición que el rey Juan Carlos apoyara la operación. Acordaron que seguirían en contacto a través del ayudante de Milans, el teniente coronel Pedro Mas Oliver.
El 15 de junio —en julio, según Javier Cercas— Mas Oliver almorzó en Madrid con el teniente coronel Tejero y con el ultraderechista Juan García Carrés, muy amigo de este y que fue quien los puso en contacto. La misión de Mas Oliver era comprobar el «grado de seriedad» de la operación de la que había hablado Iniesta Cano —«Tejero causó una grata impresión a su colega del Ejército, como así lo manifestó a su general»; por su parte Tejero consideró que la operación «se pondría en marcha bajo el liderazgo de Milans del Bosch»—. Fue el primer contacto, aunque indirecto, que mantuvieron Tejero y Milans. Inmediatamente Tejero reunió a varios capitanes y tenientes de la Guardia Civil de su confianza para pedirles el apoyo al plan golpista —en aquel momento Tejero no tenía fuerzas bajo su mando porque se encontraba en la situación de disponible forzoso—, pero no lo logró. Días o semanas más tarde volvieron a reunirse Tejero y Mas Oliver y en esta ocasión este le comunicó a Tejero la conformidad de Milans a que estudiara la operación para tomar el Congreso de los Diputados, cuando se estuviera celebrando una sesión parlamentaria con la presencia del Gobierno. Según Javier Cercas, Tejero escogió como modelo la toma del Palacio Nacional de Managua por el comandante sandinista Edén Pastora que tuvo lugar el 22 de agosto de 1978. En las semanas siguientes Tejero estudió el objetivo y sus medidas de seguridad y compró seis autobuses de segunda mano para transportar a la fuerza que llevaría a cabo el asalto, así como gabardinas y anoraks para camuflar sus uniformes. Para guardar los autobuses alquiló una nave industrial en Fuenlabrada. Tejero nunca reveló el origen del dinero —unos dos millones y medio de pesetas—, pero todo parece indicar que procedió de alguno o de varios de sus amigos «ultras»: Juan García Carrés, José Antonio Girón o el general en la reserva Carlos Iniesta Cano.
Paralelamente a los primeros contactos entre Tejero y Milans, nacía la «Solución Armada». Javier Cercas sitúa su inicio en el mes de julio de 1980 cuando el general Alfonso Armada, antiguo secretario de la Casa Real, entregó en La Zarzuela un informe redactado por un catedrático de derecho administrativo —posiblemente el exministro franquista Laureano López Rodó— en el que, tras señalar la inconstitucionalidad de los proyectos de estatuto de autonomía vasco y catalán, se proponía como salida a la crisis política que estaba viviendo el país desalojar del poder a Adolfo Suárez mediante una moción de censura y sustituirlo por un gobierno unitario presidido por una personalidad independiente, posiblemente un militar. «En muy poco tiempo la hipótesis de un gobierno de unidad presidido por un militar como salvavidas contra el hundimiento del país había llegado a todos los rincones del pequeño Madrid del poder». El propio Suárez hizo mención a ello en una declaración a la prensa: «Sé que el PSOE está barajando la posibilidad de llevar a un militar a la presidencia del gobierno. Me parece descabellado». Mientras tanto, el general Armada mantenía reuniones con políticos, militares, empresarios y financieros y en ellas siempre dejaba caer de forma velada que contaba con el respaldo del rey.
Roberto Muñoz Bolaños retrotrae a finales de 1979 los orígenes de la «solución Armada», cuyo principal ideólogo sería el periodista Luis María Ansón, director de la agencia oficial de noticias Efe, que proponía aplicar en España el modelo del acceso al poder del general De Gaulle en 1958 que dio nacimiento a la V República Francesa (en lo que coincide Muñoz Bolaños con Javier Cercas). Fue entonces cuando los sectores conservadores políticos y económicos promotores de lo que Muñoz Bolaños llama la transición paralela —que a diferencia de la Transición se proponía instaurar en España una democracia limitada—, llegaron a la conclusión de que el «golpe de timón» —expresión acuñada por el expresidente de la Generalidad de Cataluña Josep Tarradellas y empleada por diversos líderes políticos como Manuel Fraga, presidente de la derechista Alianza Popular— no podía ser liderado por un civil, sino por un militar. Y el escogido fue el general Alfonso Armada, quien «desde el primer momento estuvo apoyado por un staff de técnicos e intelectuales que elaboraron numerosos informes sobre diferentes ámbitos que deberían reordenarse». Así pues, según Roberto Muñoz Bolaños, la «Solución Armada» «fue una operación civil, diseñada por miembros de la élite económica y política conservadora, con un componente militar subordinado».
Javier Cercas afirma, por el contrario, que «tras los militares rebeldes no hubo trama civil alguna… porque Armada, Milans y Tejero no tenían necesidad de que ningún civil inspirara una operación militar y porque no permitieron que ningún civil se inmiscuyera en sus planes más que de forma anecdótica» (como fue el caso del ultraderechista Juan García Carrés, amigo de Tejero). Cercas reconoce la existencia de «una serie de extrañas maniobras políticas con el objeto de derribar el gobierno de Adolfo Suárez», pero estas maniobras «fueron el contexto que propició la operación militar; fueron la placenta del golpe, no el golpe». Le suministró «argumentos y coartadas, al discutir sin disimulo la posibilidad de ofrecer el gobierno a un militar o pedir ayuda a los militares», con lo que «la clase dirigente entreabrió la puerta de la política a un ejército que clamaba por intervenir en política para destruir la democracia». Esa idea se fue extendiendo «con profusión por el pequeño Madrid del poder y apenas había partido político que no considerase la hipótesis de situar a un militar al frente de un gobierno de coalición o concentración o unidad como una de las formas posibles de expulsar a Suárez del poder» (la excepción fue Santiago Carrillo, secretario general del PCE). Charles Powell también señala que «a partir del verano se intensificaron los rumores sobre una intervención militar, así como la posible creación de un gobierno civil presidido por un general de prestigio… Con notable irresponsabilidad, dirigentes de los principales partidos políticos mantuvieron conversaciones con miembros destacados del estamento militar contribuyendo a la confusión reinante». Powell también advierte que el golpe militar en Turquía del 12 de septiembre fue seguido con atención por algunos sectores militares.
Además Cercas destaca (y lamenta) que el rey Juan Carlos I participara en «las maniobras destinadas a sustituir a Suárez que formaron la placenta del 23 de febrero». «Quiso volver a intervenir en la política del país más allá de los límites impuestos por las reglas recientes de la monarquía parlamentaria. […] No se limitó el Rey a incentivar con el peso de su autoridad el acoso a Suárez; también discutió con unos y con otros la forma de sustituirlo». Según Paul Preston, «no faltaron personas, desde directores de periódicos a generales destacados, que insinuaran al Rey que únicamente él podía dar dicho golpe de timón», del que hablaba Tarradellas.
La primera mención pública a la «solución Armada» data del 7 de agosto de 1980. Ese día el progolpista Heraldo Español publicó en portada un dibujo de un caballo encabritado sin jinete con el titular «¿Quién montará este caballo? Se busca general». En las páginas interiores un artículo firmado por «Merlín» (seudónimo del periodista Fernando Latorre) aludía de forma aparentemente críptica al general Armada cuando finalizaba diciendo: «Pero ¿dónde está el HOMBRE [que ponga orden en el país y tenga la confianza del Rey]? ¡Que venga pronto! ¡Que venga ese HOMBRE de las Fuerzas Ar…ma…das…». En ese mismo número aparecía un artículo con tonos amenazadores del colectivo «Sertorio» titulado «Los agravios al Ejército». Según Roberto Muñoz Bolaños, Merlín recibía la información del comandante del CESID José Luis Cortina (procesado por el 23-F, pero finalmente absuelto por el tribunal). Según este autor, Cortina era uno de los impulsores de la «solución Armada» (su hermano Antonio Cortina, concejal de AP en el Ayuntamiento de Madrid, mantenía una estrecha relación con el general Armada) y como tal estaba muy interesado en crear un clima de miedo que favoreciera el proyecto. Quince días después Merlín volvió a insistir en el mismo tema con otro artículo, titulado «De Gaulle o la pechuga».

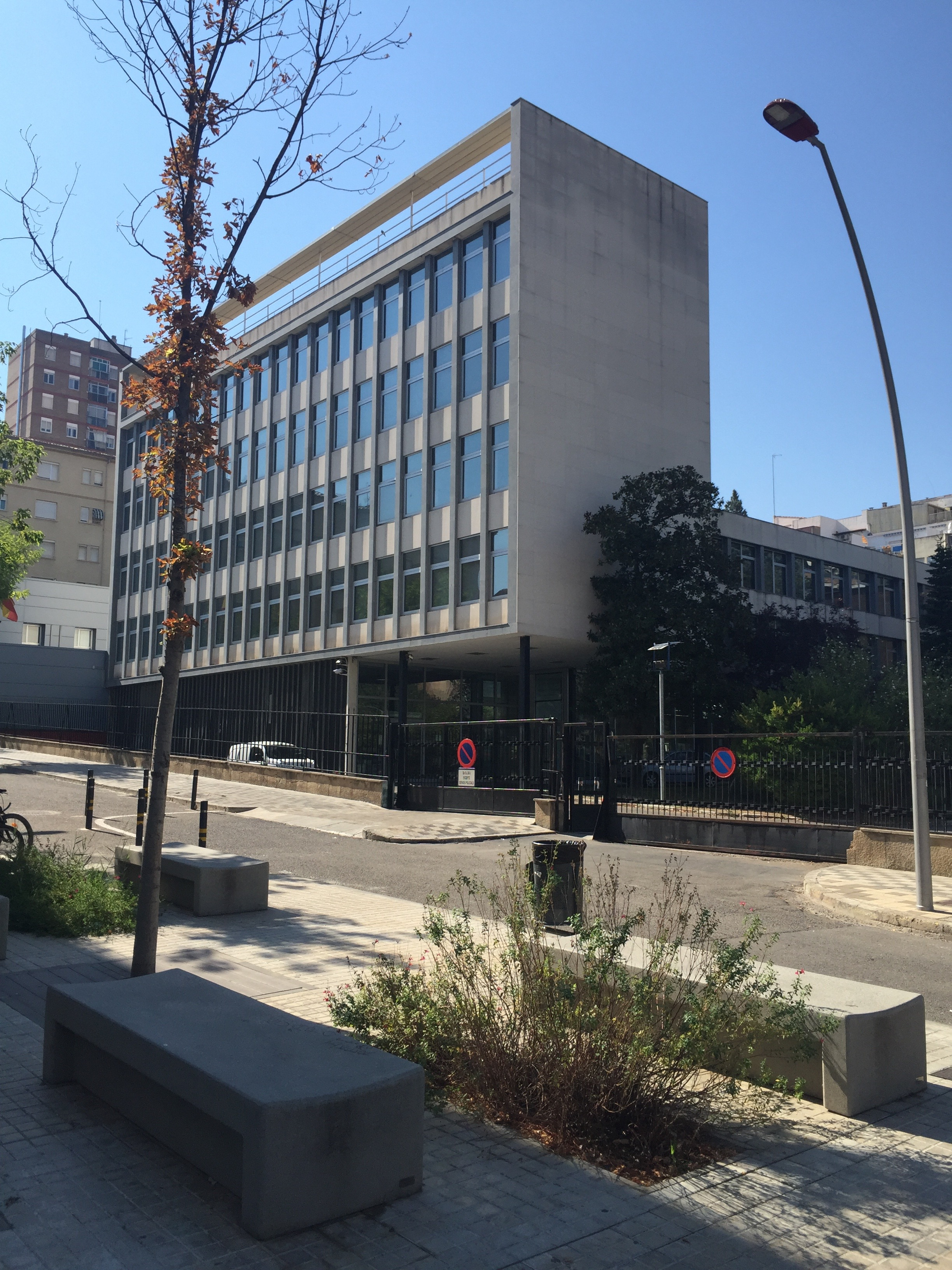
Edificio del Gobierno militar de Lérida. El 22 de octubre de 1980 el general Alfonso Armada, gobernador militar de Lérida y antiguo secretario de la Casa Real, se reunió en casa del alcalde socialista de la ciudad Antoni Siurana, con los líderes socialistas Joan Reventós y Enrique Múgica Herzog durante la cual el general se postuló discretamente para presidir un gobierno de «salvación nacional».

A lo largo del verano Armada había hablado con políticos de UCD y de la derecha, pero no conocía a los dirigentes socialistas. Fue el 22 de octubre cuando contactó con algunos de ellos. Ese día tuvo lugar una comida en casa del alcalde socialista de Lérida Antoni Siurana a la que asistieron además de Armada, entonces gobernador militar de esa provincia, los líderes socialistas Joan Reventós y Enrique Múgica Herzog (este último había estado manteniendo reuniones regulares con el entonces secretario de la Casa Real, el general Sabino Fernández Campo). Lo que se habló en esa comida, cuya sobremesa duró cuatro horas, sigue siendo objeto de polémica, ya que los testimonios de los asistentes son contradictorios. Mientras Armada le restó importancia a lo tratado, Enrique Múgica le trasladó a su secretario general Felipe González que Armada se había postulado discretamente para presidir el gobierno (y Felipe González se lo comunicó al rey y también a Suárez). Cuando el ministro de Defensa Agustín Rodríguez Sahagún se enteró de la comida telefoneó inmediatamente al general Armada para reconvenirle por haberse reunido con los líderes socialistas. Por otro lado, el líder de Alianza Popular Manuel Fraga Iribarne anotó en su diario, a finales de diciembre, que tenía «información segura» de que el general Armada «estaría dispuesto a presidir un gobierno de concentración». De hecho el presidente Suárez había recibido un informe reservado, fechado el 9 de octubre, en el que se planteaba la posibilidad de la formación de una «coalición de salvación nacional» presidida por una «personalidad independiente», con apoyo de los socialistas. Según Javier Cercas, el encuentro con los socialistas en Lérida y «los movimientos y rumores a que dio lugar constituyeron un respaldo a las inclinaciones golpistas de Armada y una buena coartada para que en los meses previos al golpe el antiguo secretario del Rey insinuara o declarara aquí y allá que los socialistas participarían en un gobierno unitario presidido por él».
El 17 de noviembre de 1980 el general Armada se reunió en Valencia con el capitán general de la III Región Militar, teniente general Jaime Milans del Bosch, quien en aquellas fechas ya mantenía una relación fluida con Tejero. Armada le informó de lo que había hablado con los líderes socialistas en Lérida y también intentó matizar lo que venía publicando la prensa de extrema derecha sobre la existencia de una «Operación De Gaulle» que encabezaría un general en activo (El Alcázar afirmaba que ese general era «el hombre de Múgica», en referencia poco velada al propio Armada). Una semana antes el general Armada había mantenido un largo encuentro con el rey en un refugio de montaña del Valle de Arán, en la provincia de Lérida de la que Armada era el gobernador militar. Al parecer Armada le habló al monarca del malestar que existía en las Fuerzas Armadas y este le pidió que se enterara mejor y que le informase. Ese habría sido el motivo inmediato de que Armada fuera a Valencia para entrevistarse con Milans, «consciente de que no había en el ejército un militar más descontento que Milans y de que cualquier intriga golpista partía o desembocaba en Milans, o lindaba con él». En la entrevista es probable que Armada le hablara a Milans de su proyecto de constituir un gobierno de unidad presidido por él, que contaría con el respaldo del rey, y que le ofreciera el puesto de jefe del Estado Mayor del Ejército. También le dijo que «se temen acciones violentas y debemos reconducirlas». Según Javier Cercas, «Milans aceptó el trato, y de esa forma la Operación Armada se dotó de un ariete militar».
Ese mismo mes de noviembre el Rey y el Gobierno recibieron un informe de los servicios de inteligencia (atribuido al CESID, pero que según Javier Cercas y Paul Preston fue obra del teniente coronel Manuel Fernández-Monzón Altolaguirre, jefe del gabinete de prensa del Ministerio de Defensa y un antiguo miembro de los servicios de información, aunque también se ha afirmado que fue elaborado por el comandante del CESID Santiago Bastos Noreña) que llevaba por título «Panorámica de las operaciones en marcha» —según Javier Cercas, «se trata del documento más útil de que disponemos para entender los antecedentes directos del golpe»—. En el informe se decía que estaba en curso una «operación de ámbito cívico-militar» y tres estrictamente militares, aunque sin relación entre sí: la de los tenientes generales (cuyo modelo era el golpe militar que se acababa de producir en Turquía, pero el informe no daba ningún nombre), la de los coroneles y una tercera, denominada «de los espontáneos», a la que relacionaba con la «famosa Operación Galaxia», y que el informe la consideraba como la más peligrosa, ya que podía fracturar la unidad de las Fuerzas Armadas, con peligro real de guerra civil. La más radical de las tres conspiraciones militares, según el informe, era la «operación de los coroneles»: «No tienen convencimiento monárquico de ninguna clase y por ello piensan más en una “república de tinte presidencialista” con tintes muy nacionalistas». Aunque el informe no daba ningún nombre, Roberto Muñoz Bolaños —apoyándose en Medina, Pardo Zancada y el coronel José Ignacio San Martín, jefe del Estado Mayor de la División Acorazada Brunete— sitúa dentro de este grupo al propio San Martín, al coronel José Ramón Pardo de Santayana, antiguo miembro del CESID, y al coronel José Luis Carrasco Lanzós, como tres de sus principales promotores. Este mismo autor destaca —apoyándose en el sumario de la causa judicial instruida tras el fracaso del golpe de Estado— que dentro del grupo de los coroneles había uno específico denominado de los «Técnicos» que sería el protagonista del 27-O de 1982.
En cuanto a la «operación de ámbito cívico-militar», que Roberto Muñoz Bolaños identifica con la «Solución Armada», el informe decía que su objetivo era forzar la dimisión de Adolfo Suárez y que a continuación el rey propusiera como candidato a la presidencia del Gobierno a un general que contara «con respaldo del resto de la estructura militar». Este una vez investido formaría un «gobierno de gestión o de salvación nacional» que emprendería la reforma de la Constitución y daría marcha atrás en determinadas políticas de Suárez. El informe decía que la operación «podría culminar para antes de la primavera de 1981 (salvo imponderables)». La operación mixta civil y militar era un golpe blando destinado a conjurar los tres golpes duros estrictamente militares y sus promotores eran grupos de civiles sin militancia y un grupo de generales en activo «de brillantes historiales y capacidad de arrastre». En conclusión, según Javier Cercas, «el servicio de inteligencia poseía en noviembre de 1980 información tan solvente sobre las tramas golpistas como para ser capaz de predecir sin demasiado margen de error lo que acabaría sucediendo el 23 de febrero». Por su parte, Juan Francisco Fuentes ha destacado que «sorprende la falta de reacción del Gobierno, que recibió, lo mismo que el rey, copia del documento».
El informe atribuido al CESID coincide en gran medida con las memorias inéditas del ultraderechista Juan García Carrés, el único civil condenado por el 23-F. En ellas menciona la existencia de tres movimientos golpistas: el de los coroneles; la «solución Armada»; y «el nuestro», encabezado por el teniente general Jaime Milans del Bosch y por José Antonio Girón. El objetivo de este último, según García Carrés, no era «instalar una dictadura militar», sino «acabar con la guerra del norte» y «pacificada esta zona, proceder a la reconstrucción moral, social y económica de España… Todo esto, en los comienzos se haría sin la intervención de los partidos políticos, éstos y las centrales sindicales serían congelados». En sus memorias García Carrés dejó constancia de la intensa actividad que desplegó en los meses finales de 1980:

Me estoy desplazando a todas las provincias, a requerimiento de generales, almirantes y jefes y oficiales. […] Hay un gran disgusto en la familia militar… Me hablan y me invitan a asistir a reuniones de militares. Contacto con un grupo de coroneles y tenientes Coroneles. A alguna de estas reuniones ha asistido el teniente coronel Tejero. Por lo que me dicen, disponen de dinero.

El 17 de diciembre el diario El Alcázar publicaba el primero de los tres artículos del colectivo «Almendros», grupo que había surgido por una iniciativa de la dirección del diario a la que se habían sumado militares involucionistas como los generales Fernando de Santiago y Carlos Iniesta Cano, el coronel José Ignacio San Martín, el capitán de navío Camilo Menéndez, y el comandante Ricardo Pardo Zancada (los tres últimos implicados en el 23F), y exministros franquistas como Gonzalo Fernández de la Mora o Federico Silva Muñoz y el «falangista franquista» Jesús Fueyo Álvarez. Sin embargo, Roberto Muñoz Bolaños considera que quien se encontraba detrás del colectivo era el comandante José Luis Cortina del CESID, que quería «crear una auténtica psicosis golpista en la opinión pública española, principalmente en la élite política» para impulsar la «Solución Armada» que él promovía. Este primer artículo llevaba por título «Análisis político del momento militar» en el que, tras criticar la política del gobierno Suárez en relación con las Fuerzas Armadas, se daban una serie de consejos amenazadores al posible sucesor del presidente: «El sucesor debería reunir las condiciones necesarias para recuperar la autoridad moral sobre unos militares que, ante todo y sobre todo, apetecen el ejercicio de su profesión en un ambiente de honor y disciplina, al servicio de España, de todos los españoles y de un sistema de libertades que respete la pluralidad en el ser y en el sentir, pero sin que ello menoscabe o ensombrezca la innegable unidad de la Patria». El segundo artículo del Colectivo Almendros se publicó el 22 de enero de 1981, también en El Alcázar. En él se defendía la formación de un «Gobierno de amplios poderes» para resolver los problemas del país (paro, terrorismo, seguridad ciudadana), entre los que incluían «la razonable reconducción del proceso autonómico y la reforma de la Constitución». Y si esta opción no era aceptada se amenazaba con un golpe de Estado militar: «Ni nos abruma el fracaso del ensayo democrático actual ni carecemos de vigor y fuerza para resolver nuestros males».
En Navidad el presidente Suárez le dijo al miembro de su partido Fernando Álvarez de Miranda, quien había acudido al Palacio de la Moncloa alarmado por lo que se decía por los círculos madrileños: «Sí, ya sé que todos quieren mi cabeza. Ese es el mensaje que mandan hasta los socialistas: un Gobierno de coalición presidido por un militar, el general Armada. No aceptaré ese tipo de presiones, aunque tenga que salir de la Moncloa en un ataúd». Por esas fechas el socialista Múgica Herzog sondeaba al ministro de Sanidad, Alberto Oliart, sobre si apoyaría un gobierno presidido por el general Armada. Por su parte Armada se reunía a finales de diciembre con el embajador de Estados Unidos en España, Terence Todman, en Santa Cruz de Ribadulla (La Coruña), encuentro al que también asistió Pío Cabanillas, hombre fuerte de la UCD en Galicia y ministro sin cartera del Gobierno de Suárez (a principios de noviembre Todman había enviado un informe a Washington en el que decía que el rey Juan Carlos le había manifestado «su pesimismo sobre la situación interna de España, particularmente como resultado de la aparente ineficacia del primer ministro Suárez para afrontar los problemas domésticos»).

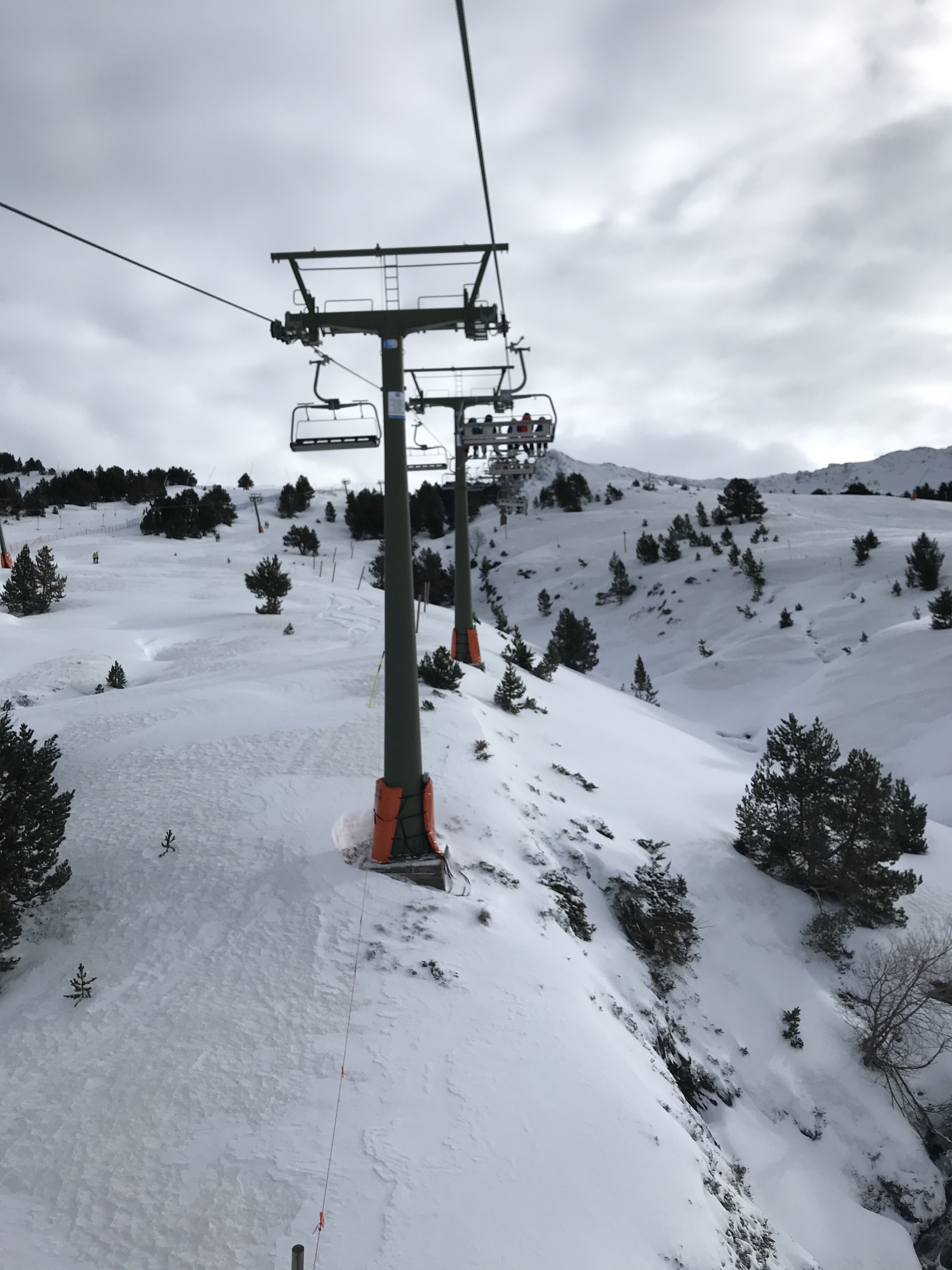
Estación de esquí de Baqueira Beret donde el 3 de enero de 1981 el general Alfonso Armada visitó al rey Juan Carlos I que se encontraba allí pasando las vacaciones navideñas. En esa «trascendental conversación» Armada le expuso al monarca el descontento de las Fuerzas Armadas y le informó de la existencia de militares de alta graduación dispuestos a tomar medidas radicales.

El 3 de enero, unos días después de que el rey hubiera desautorizado veladamente al presidente Suárez en el tradicional mensaje de Navidad, el general Armada se entrevistó con el monarca en Baqueira Beret, donde la familia real estaba pasando las vacaciones navideñas. En esa «trascendental conversación», en palabras de Juan Francisco Fuentes, Armada le expuso el descontento de las Fuerzas Armadas y le informó de la existencia de militares de alta graduación dispuestos a tomar medidas radicales (es probable que entonces el rey le prometiera que le encontraría un destino en la capital). Don Juan Carlos, alarmado, telefoneó al presidente Suárez, que se encontraba en Ávila disfrutando de unos días de descanso, y le dijo que fuera inmediatamente a Baqueira. Cuando llegó al día siguiente, el rey no le pidió la dimisión, pero sí le echó en cara su mala gestión en relación con el Ejército.
El día 10 Armada viajaba a Valencia para informar a Milans del Bosch (sería la última vez que los dos militares hablaran cara a cara antes del golpe). Trataron sobre «la posibilidad de que se produjesen acciones violentas» promovidas por ciertos sectores de las Fuerzas Armadas y de la necesidad de evitarlo colocando a un «presidente neutral» al frente del Gobierno. Según les contó después Milans a sus ayudantes, Armada había llegado a la conclusión de que el rey «quería que diese un "golpe de timón" a la situación». Milans se convenció de que don Juan Carlos «está harto de Suárez», tal como lo manifestó unos días después. Según uno de los condenados por el 23-F, de la reunión celebrada en Valencia el 10 de enero salió una dirección bicéfala de la conspiración, Milans-Armada, y de la que también formaba parte el teniente coronel Antonio Tejero, en contacto con Milans desde julio.
La reunión clave de la conspiración tuvo lugar un mes antes del golpe, el domingo 18 de enero de 1981, en el domicilio madrileño del teniente coronel Pedro Mas Oliver, ayudante del teniente general Milans del Bosch. No hay acuerdo sobre los militares que estuvieron presentes, además de Milans del Bosch y de Tejero. Según José Luis Rodríguez Jiménez, estuvieron los generales Carlos Iniesta Cano y Manuel Cabeza Calahorra, este último integrante del Colectivo Almendros. Juan Francisco Fuentes da por segura la presencia del general Luis Torres Rojas y como probable la del general Carlos Alvarado Largo, además de Iniesta Cano y de Cabeza Calahorra. Por su parte, Javier Cercas afirma que asistieron Iniesta Cano y Torres Rojas, y Roberto Muñoz Bolaños —apoyándose en el testimonio de Torres Rojas— menciona a Iniesta Cano, a quien Milans del Bosch le pidió que abandonara la reunión porque no estaba en activo, y a Torres Rojas, además de los generales Alvarado Largo y Francisco Dueñas Gavilán. Paul Preston nombra a Carlos Iniesta, a Manuel Cabeza Calahorra y a Luis Torres Rojas. En lo que coinciden todos es en que no asistió el general Armada. Según el ultraderechista Juan García Carrés, que afirmó haber estado presente en la reunión, pero al que Milans del Bosch le obligó a que se marchara, ya que era un civil, Milans dijo:

Hoy debería estar aquí el general Armada, pero a última hora me ha llamado excusando su asistencia por motivos de servicio. Os puedo anunciar que próximamente será designado como 2º Jefe de Estado Mayor del Ejército de Tierra, puesto clave en el caso de que S. M. el Rey diese la orden de actuar. Una vez que el Tte. Coronel [Tejero] haya ocupado el Congreso de los Diputados, producido el hecho detonante, se pondrá en marcha la operación Diana que motivaría el estado de alarma en todas las Fuerzas Armadas, lo que permitiría al general Armada desde su puesto controlar y dirigir el movimiento militar. El objetivo es, como todos sabéis, liberar a España de las lacras del terrorismo y del marxismo.

Aunque no estuvo presente (pero, según Juan Francisco Fuentes, «bebió de las mejores fuentes para narrar lo ocurrido»), el comandante Ricardo Pardo Zancada contó, en un libro que publicó en 1998, que en la reunión también se acordó que el general Torres Rojas se desplazaría desde La Coruña a Madrid para hacerse cargo del mando de la División Acorazada Brunete, clave para controlar la capital una vez se hubiera producido el asalto al Congreso dirigido por Tejero. También se refirió a las discrepancias que mantuvieron Milans y Tejero sobre el papel del general Armada. Tejero prefería la formación de una Junta Militar a un Gobierno de concentración presidido por este, pero Milans aparentemente lo convenció alegando que Armada era el enlace con el rey. Según Roberto Muñoz Bolaños, en la reunión asimismo se acordó congelar el asalto al Congreso que iba a comandar Tejero a la espera de si el general Armada llegaba a alcanzar la presidencia del Gobierno por la vía «constitucional», mediante la moción de censura que se estaba preparando contra Adolfo Suárez. Terminada la reunión Milans volvió a Valencia y allí ordenó a su ayudante el coronel Diego Ibáñez Inglés que viajara inmediatamente a Lérida para informar al general Armada de lo que se había acordado. Ibáñez Inglés también cumplió con otro encargo de Milans: entrevistarse con el coronel San Martín, para que este paralizase las operaciones golpistas que estuviese preparando. Se reunieron en el Parador Nacional de Alarcón el 31 de enero, dos días después de la dimisión de Suárez. También trataron de la movilización de la DAC en caso de que fuera necesaria. Cuando el 23 de enero se encontraba cazando en la sierra de Cazorla los servicios de inteligencia informaron al rey de que había habido una reunión de generales en la que se había hablado de la necesidad de una intervención militar, «ante lo cual regresó apresuradamente a Madrid».
Por aquellas mismas fechas —concretamente el 22 de enero— el rey intentó que el general Armada fuera nombrado 2.º jefe del Estado Mayor del Ejército (2.º JEME), pero Suárez se negó en redondo —«surgió una seria discusión entre ellos»— y don Juan Carlos aceptó su decisión. Sin embargo, acabaría siendo nombrado para el puesto el 3 de febrero, cuatro días después de la dimisión de Suárez, y el rey se lo comunicó personalmente por teléfono. Cuando Suárez, entonces ya presidente en funciones, se quejó del nombramiento el ministro de Defensa Agustín Rodríguez Sahagún le dijo: «Me lo ha pedido el rey». A lo que Suárez contestó: «Me parece que estamos cometiendo un error histórico».

### La dimisión de Adolfo Suárez

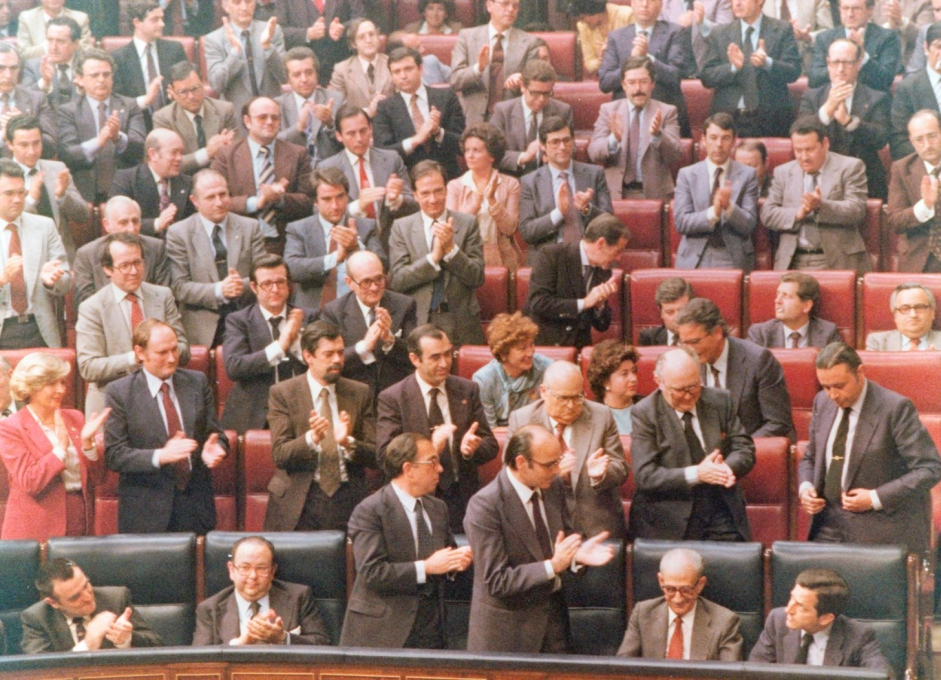
Adolfo Suárez es aplaudido por los miembros de su gobierno y por los diputados de su partido UCD, tras haber superado la moción de censura presentada por el secretario general del PSOE Felipe González (21 de mayo de 1980). A su derecha el vicepresidente del Gobierno, teniente general Manuel Gutiérrez Mellado.

El 29 de enero de 1981 Suárez anunció su dimisión como presidente del Gobierno y como presidente de su partido, la Unión de Centro Democrático (UCD). En su intervención televisiva —en la que no hizo ninguna referencia explícita al rey— dijo: «Me voy porque no quiero que por mi causa la democracia sea una vez más, un paréntesis en la historia de España». Se ha especulado mucho sobre las razones de la dimisión, ya que nunca llegaron a aclararse del todo. Años después dijo: «Nunca olvidaré el año 80». Suárez siempre negó que la dimisión tuviera algo que ver con el posterior intento de golpe de Estado. «Si hubiera sabido algo, no hubiera dimitido», afirmó rotundamente cuando ya estaba retirado de la política.
El distanciamiento con el rey fue un factor importante —«definitivo», según Javier Cercas—. La pérdida del apoyo del rey se puso en evidencia con motivo del tradicional mensaje navideño, ya que Suárez tras leer una copia del mismo antes de ser emitido lo consideró una clara desautorización de su política y por eso encargó al ministro de la Presidencia Rafael Arias-Salgado que lo modificara, aunque no consiguió suavizarlo del todo. En el mensaje navideño se decía que se debían asumir los errores propios sin echarle la culpa a los demás («Es urgente que examinemos nuestro comportamiento en el ámbito de responsabilidad que a cada uno es propio, sin la evasión que siempre supone buscar las culpas a los demás»). También se decía: «Quiero invitar a reflexionar a los que tienen en su manos la gobernación del país. Han de poner la defensa de la democracia y del bien común por encima de sus limitaciones y transitorios intereses personales, de grupo o de partido». Por primera vez desde que era rey, don Juan Carlos compareció ante las cámaras sin la presencia del resto de la familia real. En relación con el papel de la Corona circuló la historia de que el 23 o el 24 de enero Suárez fue víctima de una «encerrona» en el Palacio de la Zarzuela a donde había acudido para un almuerzo invitado por el rey. Allí se encontró con varios tenientes generales que le exigieron que dimitiera. Suárez se negó y en un momento de máxima tensión uno ellos puso su arma reglamentaria encima de la mesa. Suárez siempre calificó de falso «todo el relato, de arriba abajo».
La dimisión de Suárez no canceló los planes golpistas, aunque sí congeló momentáneamente la «solución Armada» (así se lo comunicó Milans del Bosch a los conjurados en una nueva reunión celebrada en el domicilio madrileño del coronel Mas Oliver). El ultraderechista El Alcázar publicó un artículo titulado «Suárez se va, pero apenas nada cambia»: «todo lo que no sea cambiar el sistema, congelar la Constitución y emprender el intento honesto de construir una democracia a la española, se traducirá en un apresuramiento hacia la catástrofe inapelable». El 1 de febrero el Colectivo Almendros publicaba su tercer artículo también en el El Alcázar, titulado «La decisión del mando supremo» y en él se volvía a insistir en la formación de «un Gobierno de regeneración nacional» «cuya única viabilidad se fundamentaría en el prestigio y la autoridad fáctica de quien lo presidiera» y que en caso de no constituirse (porque los partidos siguieran «obcecados más en sus cuestiones internas que preocupados por la decadencia nacional») «instauraría la posibilidad para una legítima intervención de las Fuerzas Armadas».
Ese mismo día 1 de febrero Emilio Romero, el antiguo director del diario de la Organización Sindical franquista Pueblo, defendió en un artículo publicado en ABC la necesidad de «un golpe de timón» y para encabezarlo propuso al general Armada. El 12 de febrero le respondía Antonio Izquierdo, director de El Alcázar, quien daba por seguro que si Leopoldo Calvo Sotelo, el candidato propuesto por Suárez (y aceptado por el rey el día anterior) para ocupar la jefatura del ejecutivo, no conseguía la investidura, «gobernaría un general, por supuesto,… pero no precisamente aquél a quien señaló Emilio Romero en un reciente comentario en ABC». Sobre Armada el expresidente de la Generalidad de Cataluña Josep Tarradellas comentó tras entrevistarse con él en Lérida el 1 de febrero: «¡Este hombre está lanzado! Me preocupa» (pretendía presidir un gobierno de salvación que evitara la «catástrofe» a la que estaba abocado el país). El 3 de febrero era nombrado a propuesta expresa del rey 2.º jefe del Estado Mayor del Ejército, tal como se había asegurado en la reunión que habían mantenido los conspiradores el 18 de enero en Madrid. Al enviado de Milans del Bosch, el coronel Ibáñez Inglés, Armada le dijo ese mismo día que ya contaba con el visto bueno de todos los partidos políticos y de las organizaciones sociales (patronal, Iglesia católica) para presidir el gobierno y que por eso lo destinaban a Madrid (esto fue lo que afirmó Ibáñez Inglés en el juicio por el 23-F). De hecho este convencimiento se puso de manifiesto dos días después durante una cena ofrecida por el presidente de la Generalidad de Cataluña cuando Armada le dijo a la esposa de Jordi Pujol: «No creo que Calvo Sotelo llegue a ser presidente del Gobierno».

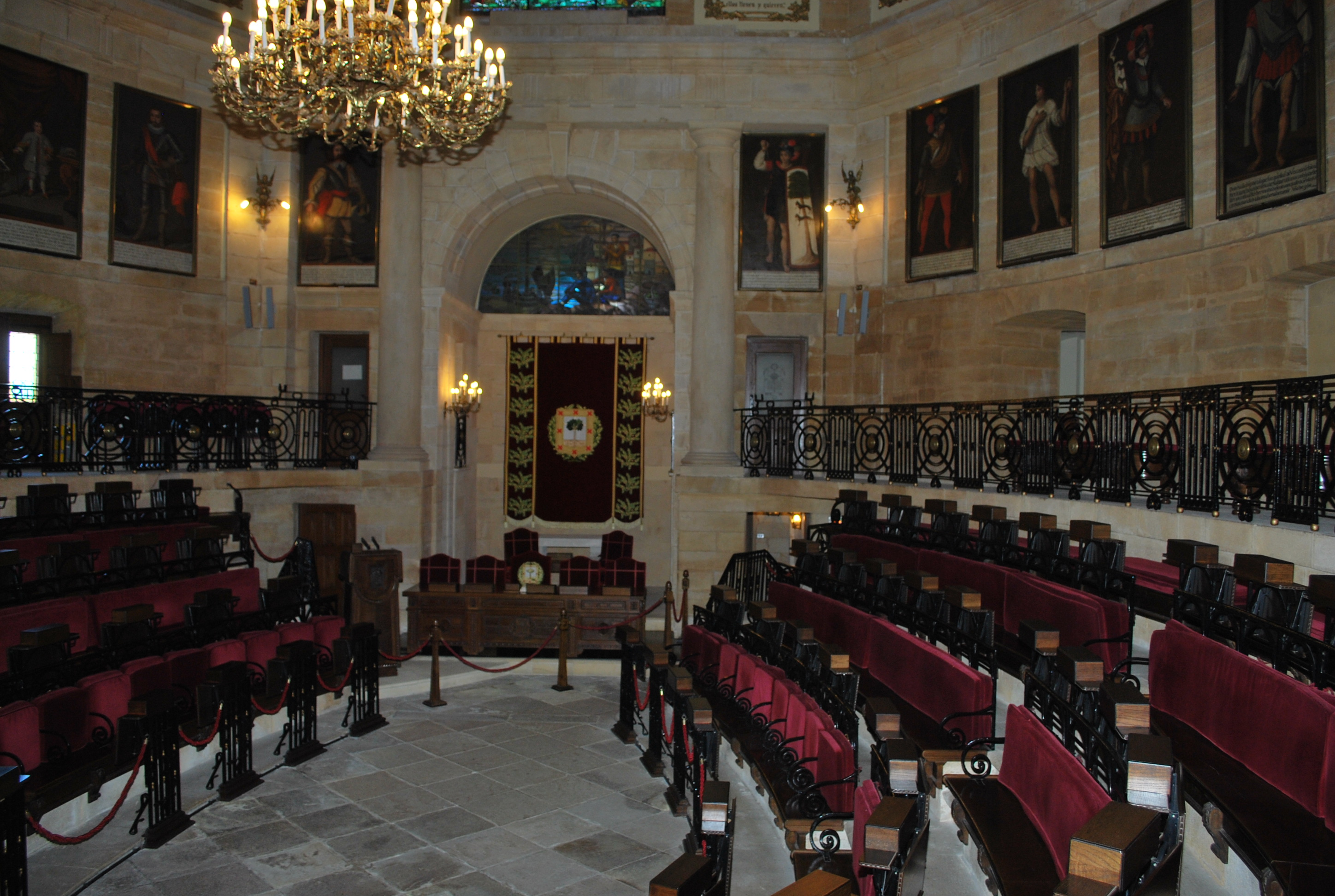
Salón de plenos de la Casa de Juntas de Guernica donde los representantes de Herri Batasuna mostraron su rechazo a los reyes de España en el acto que había organizado el gobierno vasco con motivo de su visita al País Vasco.

El 4 de febrero se producían los incidentes de la Casa de Juntas de Guernica de 1981 (los diputados de Herri Batasuna interrumpieron el discurso del rey Juan Carlos I cantando con el puño en alto el himno Eusko Gudariak). Era el primer viaje que hacían los reyes al País Vasco. Dos días después, el 6 de febrero, aparecía asesinado el ingeniero de la central nuclear de Lemóniz, José María Ryan, que había sido secuestrado el 29 de enero por ETA militar. El 13 de febrero moría en el hospital penitenciario de Carabanchel el miembro de ETA Joseba Arregui, a causa de las torturas a las que había sido sometido. Era la primera vez que ocurría desde la muerte de Franco.
Sobre los incidentes de la Casa de Juntas el general Fernando de Santiago, que había sido vicepresidente del gobierno, publicó un artículo en El Alcázar titulado «Situación límite» en el que decía:

El espectáculo de Guernica es la muestra del estado de descomposición en que se encuentra España. Es intolerable y vejatorio todo lo que está pasando. En Guernica se insultó a España y al Rey, que ejerce el mando supremo de las Fuerzas Armadas y, por lo tanto, se ofendió a quienes nos honramos con sus uniformes… No podemos continuar impasibles ante tanto caos. En nuestra Patria no se respeta a nadie. La larga marcha de secuestros y de asesinatos de civiles, militares, guardias civiles, policías, etcétera, es la prueba más evidente de que aquí no hay autoridad y, por tanto, hay que restablecerla. Los partidos políticos no representan al pueblo en estos momentos. […] En nuestra historia hemos vivido momentos tan difíciles como el presente, pero siempre, en situaciones parecidas a ésta, hubo españoles que rescataron y salvaron a España.

El 8 de febrero el mismo diario publicaba un nuevo artículo del teniente general De Santiago (en cuya redacción también había intervenido el ultraderechista Juan García Carrés) titulado «Jornadas de meditación» en el que decía que «nunca el orgullo o la dignidad de los españoles había llegado a menos, aceptando con resignación y pasividad los asesinatos constantes del terrorismo, la quiebra económica, el paro creciente, la inseguridad ciudadana, el servilismo y la desorientación exterior y la incapacidad y la irresponsabilidad verbalista de los políticos. […] Se hace por ello necesario un colectivo enérgico, valeroso, desinteresado y solidario para que sea escuchado y atendido».
Dos días antes, el 6 de febrero, el general Armada, que ya había sido nombrado 2.º jefe del Estado Mayor del Ejército, cenó a solas con el rey en Viella (Valle de Arán) y la sobremesa, según el testimonio del secretario de la Casa Real Sabino Fernández Campo, se prolongó hasta las tres de la madrugada (Javier Cercas sitúa la cena en el Palacio de la Zarzuela). Armada le sugirió al monarca que lo propusiera a él como candidato a la presidencia del gobierno, sometiéndose a continuación a la votación de investidura del Congreso de los Diputados, tal como establecía la Constitución. No se sabe lo que le contestó el rey —Paul Preston sugiere que le recordaría a Armada que estaba obligado a escuchar las recomendaciones de los portavoces de los diferentes grupos parlamentarios—, pero no hay que descartar que dudara como lo probaría que tardara once días en presentar la candidatura de Leopoldo Calvo Sotelo, el elegido por UCD para sustituir a Suárez. Fue el 10 de febrero. Paul Preston comenta: «Si en efecto [el rey] hubiera estado decidido a promover un gobierno de coalición presidido por el general Armada, este hubiera sido el momento para orientar a la élite política en tal dirección».
La designación de Calvo Sotelo como candidato a la presidencia del Gobierno «fue el final de la Operación Armada, el final de la operación solamente política», afirma Javier Cercas. Roberto Muñoz Bolaños coincide con Cercas: la designación de Calvo Sotelo puso fin a lo que él llama la fase «constitucional» de la «Solución Armada» (y que Cercas denomina «la operación solamente política»). Comenzó entonces la fase «pseudoconstitucional» (en la terminología de Muñoz Bolaños) que desembocaría en el 23-F. Como ha destacado Cercas, ninguno de los conjurados renunció a sus expectativas por lo que «descongelaron» la operación militar usándola «a modo de ariete para imponer por la fuerza una receta política que no había podido imponerse por medios solamente políticos».
De hecho, el general Armada aún hizo un último intento para salvar la «operación solamente política», como la llama Cercas. Consiguió reunirse con el Rey el 13 de febrero para intentar persuadirle de que se retractara de su decisión de designar a Calvo Sotelo. Según Paul Preston, «Armada llegó incluso al extremo de decir al Rey que su prestigio en las Fuerzas Armadas estaba en su punto más bajo desde su acceso al trono». Don Juan Carlos lo remitió al vicepresidente Gutiérrez Mellado y este recordó posteriormente que cuando Armada fue a verle estaba lleno de ira. Decía que el rey estaba cometiendo un inmenso error al aplicar mecánicamente la Constitución y proponer a un civil en el lugar de Suárez. Gutiérrez Mellado concluyó que Armada «por salvar la Corona, según sus criterios» estaba dispuesto a «aceptar soluciones contrarias a la persona de Su Majestad el Rey». Durante el juicio el general Armada pidió permiso al rey para poder desvelar lo que hablaron entonces, sólo en lo que le atañía personalmente, pero Juan Carlos no le contestó, lo que ha sido presentado por algunos autores como una prueba de la implicación del rey en el 23-F. Muñoz Bolaños considera que esa petición constituye una prueba de la autorización que el Rey dio a Armada para que "recondujera" cualquier operación golpista que tuviera lugar. Autorización que no implica que el jefe del Estado estuviera en conocimiento de lo que iba a ocurrir Paul Preston ofrece otra explicación: «Sabino Fernández Campo sabía que otorgarlo [el permiso] permitiría a Armada decir lo que quisiera sin ninguna posibilidad de negarlo».
El 16 de febrero —el 13 de febrero, según Juan Francisco Fuentes; en algún momento entre el 14 y el 16 de febrero, según Paul Preston—, un enviado de Milans del Bosch, el coronel Diego Ibáñez Inglés, visitaba al general Armada en su nuevo despacho de 2.º jefe del Estado Mayor del Ejército. «Fue una conversación breve, interrumpida por otras visitas, y más bien insustancial para lo que había en juego y la proximidad del golpe», según Fuentes. En ella, según Preston, «Armada accedió a regañadientes a dar luz verde a los planes urdidos en Madrid el 18 de enero pero aparcados durante un mes». Tejero, por su parte, se mostraba impaciente por actuar —el 18 de febrero telefoneó a Ibáñez Inglés para decirle que el plazo de treinta días que le había dado Milans para que triunfase la «Operación Armada» ya se había cumplido—. Además Tejero había contactado, a través del capitán Vicente Gómez Iglesias de los servicios de inteligencia, a quien había conocido cuando estuvo destinado en el País Vasco, con el comandante José Luis Cortina, jefe de la Unidad Operativa de Misiones Especiales (AOME) del CESID. El mismo día 18 en que habló por teléfono con el ayudante de Milans —el 12 de febrero, según Roberto Muñoz Bolaños—, Tejero cenó con los capitanes de la Guardia Civil con los que ya se había reunido anteriormente, para pedirles de nuevo que se sumaran a la operación del asalto al Congreso de los Diputados y aportaran las fuerzas que estaban bajo su mando (a la reunión también asistieron un grupo de tenientes que estaban a las órdenes del capitán Abad). Poco después Tejero se puso en contacto con Valencia para informar de que estaba preparado para tomar el Congreso de los Diputados, a pesar de que ninguno de los capitanes con los que se había reunido se había mostrado dispuesto a participar en la operación. La fecha que tenía prevista era el lunes 23 de febrero, según Muñoz Bolaños, partiendo del hecho prácticamente seguro de que Calvo Sotelo no obtendría los votos necesarios en la sesión de investidura que se iba a celebrar el viernes 20.
En el juicio Tejero dijo que el viernes 20 de febrero se entrevistó con Cortina en su casa, pero este lo negó. Según Tejero, Cortina se presentó como «el hombre de confianza de Armada» y le aseguró que no encontraría «mucha oposición» en el asalto del Congreso de los Diputados. Tejero también declaró en el juicio que, gracias a la mediación del comandante Cortina, se reunió con el general Armada en la tarde-noche del sábado 21 de febrero, pero tanto Cortina como Armada negaron siempre que el encuentro se hubiera producido. En la reunión, según Tejero, Armada le dijo que cuando se produjera el asalto al Congreso de los Diputados él estaría en el Palacio de La Zarzuela junto al rey, «sujetándolo» porque «es voluble, aunque respalda esto».
El viernes 20 de febrero había tenido lugar en el Congreso de los Diputados la votación para investir a Leopoldo Calvo Sotelo como nuevo presidente del gobierno, pero no consiguió la mayoría absoluta necesaria, por lo que debía producirse una nueva votación cuarenta y ocho horas después, el día 22 de febrero, tal como establece el artículo 99.3 de la Constitución española. Como el 22 de febrero era domingo, el presidente del Congreso de los Diputados, Landelino Lavilla, decidió aplazar la segunda votación al lunes, 23 de febrero. Este último es el día que elegirán los conjurados para su tentativa de golpe de Estado. Ese mismo viernes 20 de febrero el corresponsal en Madrid de Paris Match había escrito: «En el aire se huele el golpe de estado, el pronunciamiento». Ya antes del verano Manuel Fraga, líder de Alianza Popular, había advertido: «si no se toman medidas, el golpe será inevitable».

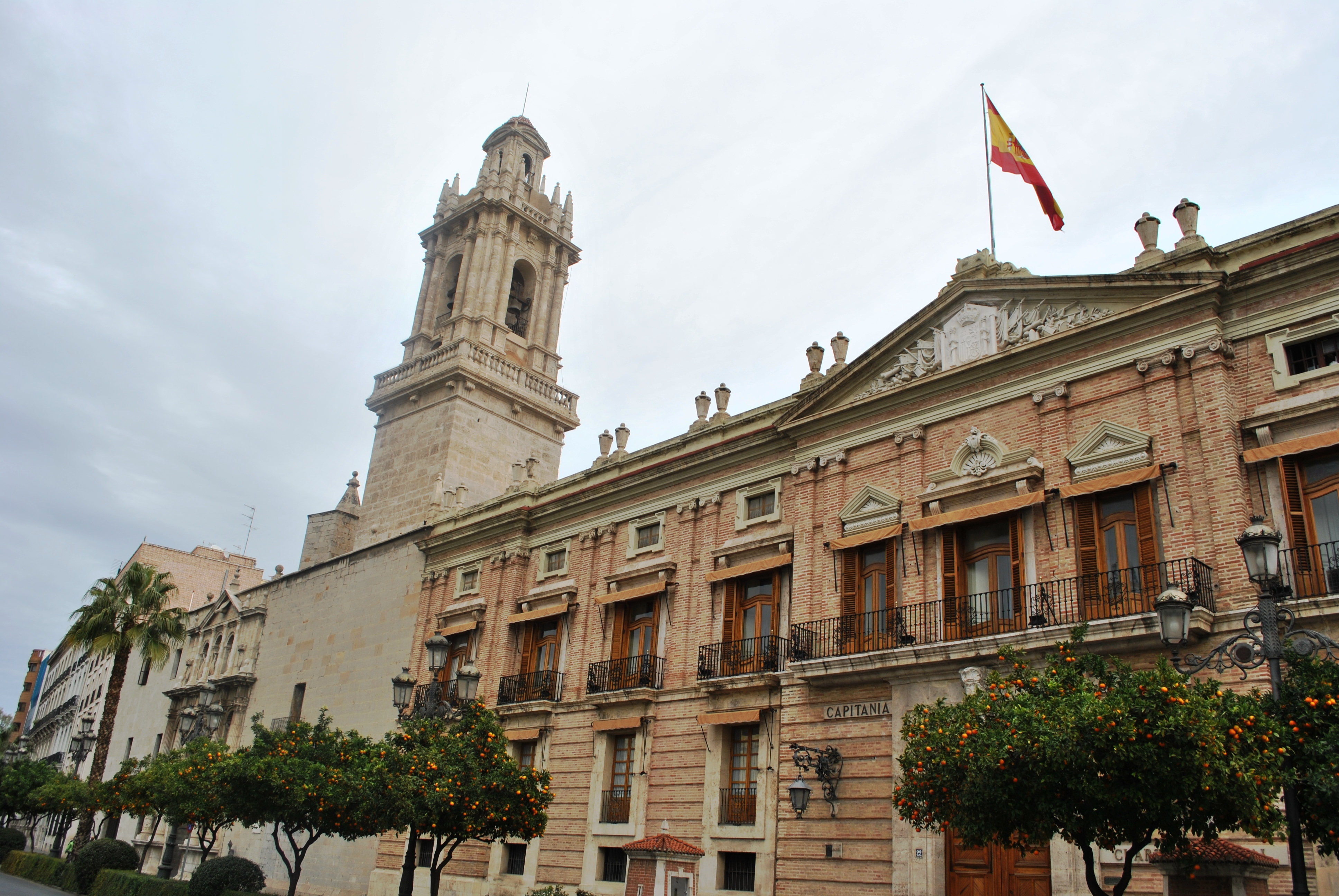
Fachada del edificio de la Capitanía General de Valencia.

El domingo 22, el comandante Ricardo Pardo Zancada, destinado en la Brunete, viajó a Valencia y se entrevistó con Milans del Bosch. Este le dijo que estaba todo preparado y que el asalto al Congreso de los Diputados se produciría al día siguiente entre las seis y las seis y media de la tarde. Inmediatamente Milans declararía el estado de guerra en la III Región Militar y se pondría en contacto con el general Armada, que estaría en el Palacio de la Zarzuela junto al rey don Juan Carlos. Entonces informarían al resto de Capitanes Generales de que la operación se hacía en nombre del rey. Este nombraría al general Armada presidente del Gobierno y a Milans jefe del Estado Mayor del Ejército (o jefe de la Junta de jefes de Estado Mayor, según Paul Preston). Para que el plan funcionara era necesario que la División Acorazada Brunete controlara los puntos neurálgicos de Madrid, y vencer así la posible resistencia del capitán general de la I Región Militar, Guillermo Quintana Lacaci. De comandar la Brunete se encargaría el general Luis Torres Rojas, que se desplazaría a la capital desde su destino en La Coruña. En medio de la conversación sonó el teléfono. Pardo Zancada dedujo que el que llamaba era el general Armada porque cuando descolgó el aparato Milans dijo: «¿Sí? Soy yo, Alfonso; puedes hablar». A Pardo Zancada le pareció entender que estaban confirmando el plan dispuesto para el día siguiente (aunque existen ciertas dudas sobre si la llamada tuvo realmente lugar y no fue en realidad una invención de Pardo Zancada). Milans se despidió del comandante diciéndole que cuando llegara a Madrid se pusiera en contacto con el coronel José Ignacio San Martín, jefe del Estado Mayor de la Brunete. El encuentro tuvo lugar a medianoche. Tanto Pardo Zancada como San Martín estaban preocupados por el grado de improvisación con que se había preparado el golpe.
Ese mismo domingo 22 de febrero el diario El Alcázar había publicado en portada una enorme fotografía del hemiciclo vacío del Congreso de los Diputados con una gruesa flecha señalándolo que contenía la frase «Todo dispuesto para la sesión del lunes». Según Javier Cercas, esta portada probaría que «al menos el director de El Alcázar y alguno de sus colaboradores» conocían lo que iba ocurrir.
Según Ricardo Muñoz Bolaños, el golpe no solo estaba escasamente preparado, «sino que tenía errores de diseño. El primero, la utilización de la acción de Tejero para alcanzar la Presidencia del Gobierno. Este era partidario de una Junta Militar [presidida por Milans del Bosch]… Esto significaba que no tenía ningún respeto por la democracia ni por sus representantes, como quedó patente durante el golpe de Estado. […] El segundo error era el tipo de operación elegido. […] Armada optó por "monitorizar" el plan de Tejero, que suponía la retención ilegal de los representantes populares con el objetivo de que posteriormente le eligiesen a él como presidente para salvar la democracia. Pero dicho nombramiento siempre estaría bajo sospecha, pues se habría producido bajo la amenaza de las armas. […] Por tanto, Armada diseñó mal la operación, y en ese errático diseño estuvo una de las causas de su fracaso. Sin embargo, y esto resulta paradójico, la suma de acontecimientos que se sucedieron en la tarde-noche del 23 de febrero estuvieron a punto de hacerla triunfar».

## El golpe
El golpe de Estado comenzó a las 18'23 horas del lunes 23 de febrero con el asalto al Congreso de los Diputados por los guardias civiles comandados por el teniente coronel Antonio Tejero Molina, que fue seguido de la proclamación por el capitán general Jaime Milans del Bosch del estado de excepción en la III Región Militar con sede en Valencia. Pero los siguientes tres pasos planificados por los golpistas fueron neutralizados por la intervención de La Zarzuela: ningún capitán general secundó a Milans del Bosch y proclamó el estado de excepción (el rey Juan Carlos I habló con todos ellos para que no secundaran el golpe); la División Acorazada Brunete no se movilizó (el capitán general de Madrid Guillermo Quintana Lacaci, siguiendo las órdenes del rey, hizo volver a las unidades que ya se disponían a ocupar Madrid); y el general Alfonso Armada no consiguió el permiso del rey para ir a La Zarzuela y estar junto a él, lo que pretendía servir de coartada al golpe. Se creó así una situación de ‘’impasse’’ que se rompió hacia las 21:00 h cuando Milans habló con Armada y le propuso una variante del plan inicial: que fuera al Palacio de las Cortes y consiguiera que los diputados aprobaran el gobierno de concentración previsto presidido por él a cambio del fin del secuestro del Congreso de los Diputados y de la retirada de los tanques que, siguiendo sus órdenes, ya ocupaban Valencia. 
El general Armada obtuvo el permiso para entrevistarse a «título personal» con Tejero, pero este rechazó la propuesta del gobierno de concentración que calificó de «chapuza» cuando conoció que lo integraban representantes de todos los partidos (él esperaba que se constituyera una Junta Militar). Así que no permitió que Armada pudiera dirigirse a los diputados. A la 1:14 de la madrugada del martes 24 de febrero, cuando Armada aún se encontraba discutiendo agriamente con Tejero, TVE emitía el mensaje del rey Juan Carlos (grabado una hora antes) en el que este manifestaba su radical oposición al golpe («La Corona, símbolo de la permanencia y unidad de la patria, no puede tolerar en forma alguna acciones o actitudes de personas que pretendan interrumpir por la fuerza el proceso democrático que la Constitución votada por el pueblo español determinó en su día a través de referéndum», decía el final del mensaje). Milans entonces ordenó retirar los tanques de Valencia, aunque aún tardó varias horas en levantar el estado de excepción. A primera hora de la mañana se negociaban las condiciones de la rendición de las fuerzas que ocupaban el Congreso (a las que se había unido una columna de la Brunete al mando del comandante Ricardo Pardo Zancada) y a las 11:25 se firmaba el «pacto del capó». Media hora después comenzaban a abandonar el Palacio de las Cortes los diputados y los miembros del gobierno secuestrados. «Eran las doce en punto de la mañana de un martes helado y brumoso. Acababan de transcurrir las diecisiete horas y media más confusas y decisivas del último medio siglo de historia de España y el golpe del 23 de febrero había terminado», escribió Javier Cercas en 2009.

### Lunes, 23 de febrero

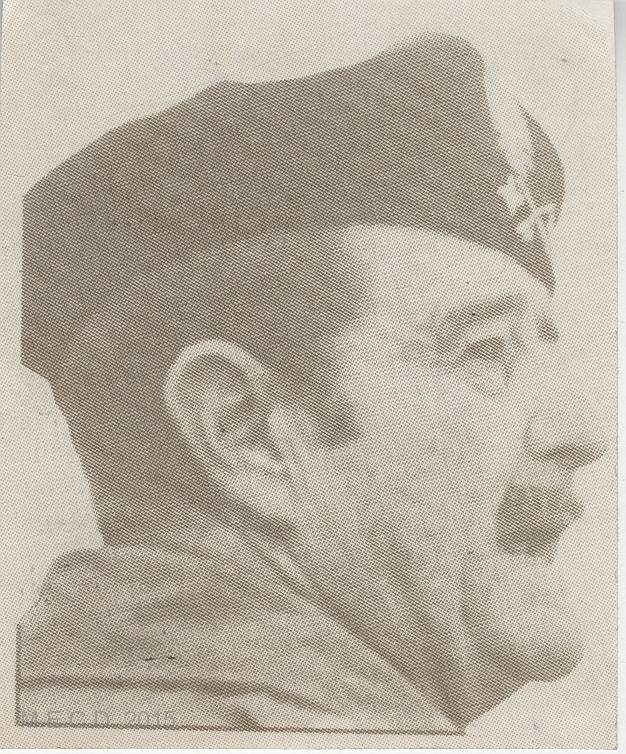
Jaime Milans del Bosch, Capitán General de la III Región Militar (Valencia). Es uno de los líderes del golpe del 23-F. Ordena a Tejero el asalto al Congreso de los Diputados y en cuanto este se produce declara el estado de excepción en su demarcación y ocupa la ciudad de Valencia con sus tanques.

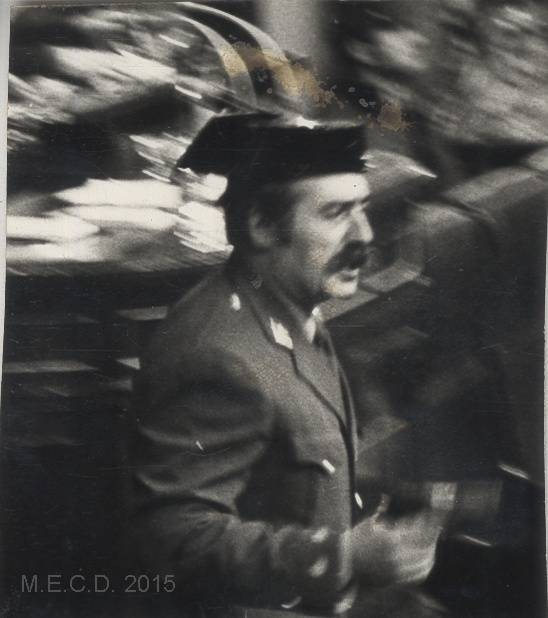
El teniente coronel Antonio Tejero irrumpe en el hemiciclo y ordena pistola en mano: «¡Quieto todo el mundo!».

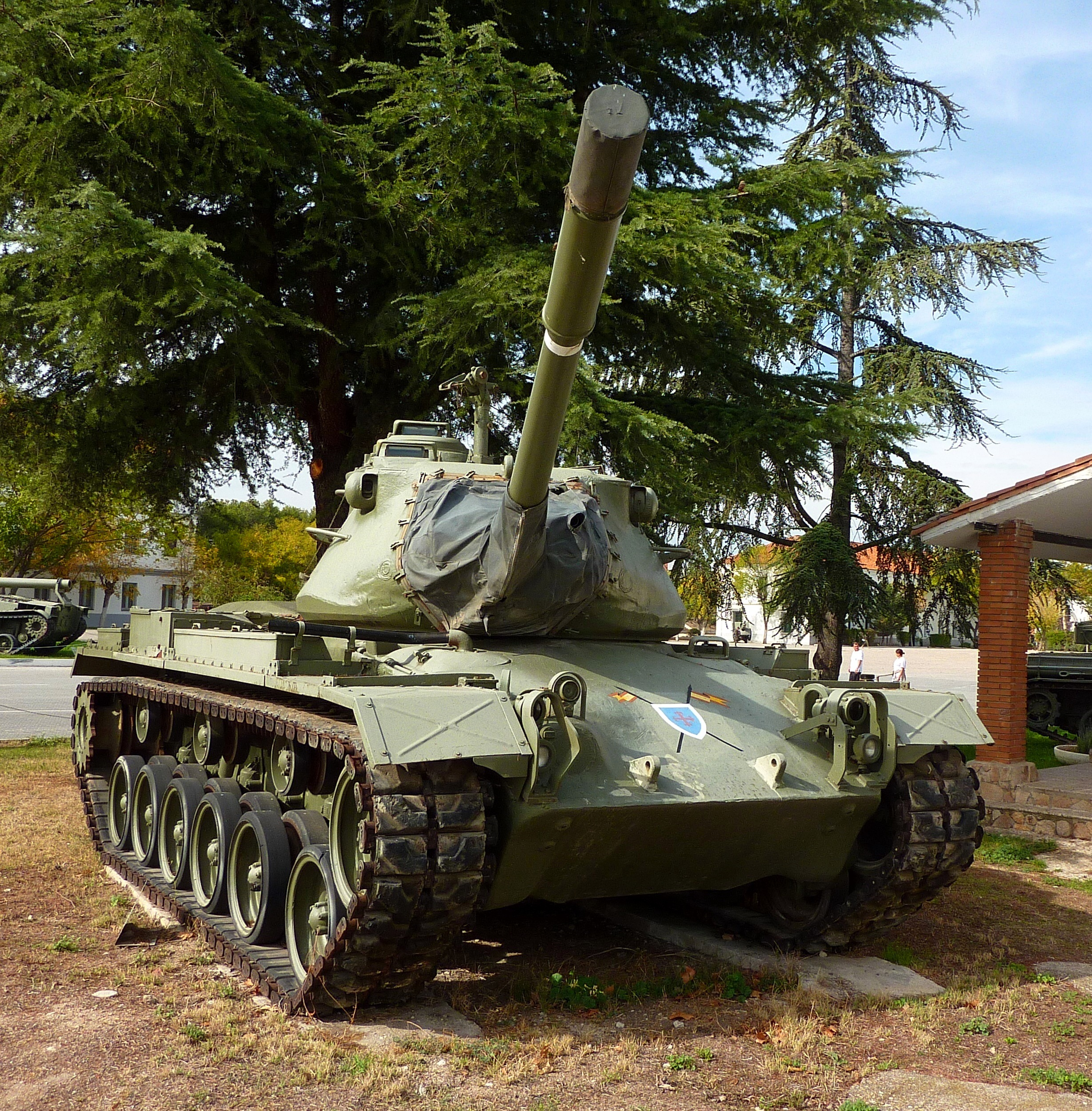
Tanque M-47E1 del Ejército de Tierra que fue el modelo utilizado por la División de Infantería Motorizada Maestrazgo nº 3 para ocupar Valencia por orden del teniente general Milans del Bosch.

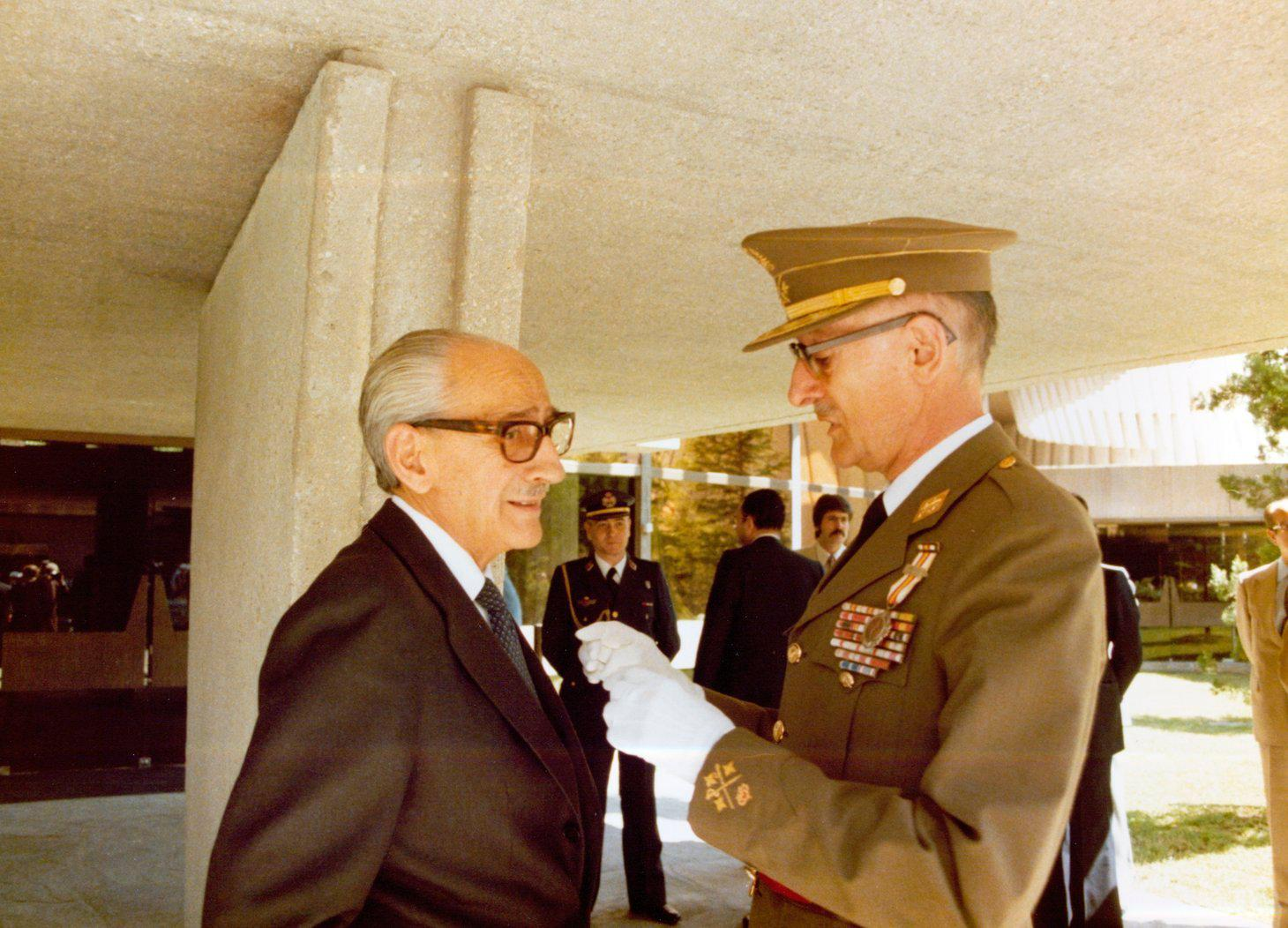
El teniente general Guillermo Quintana Lacaci, capitán general de la I Región Militar, conversa con el teniente general Manuel Gutiérrez Mellado, vicepresidente del Gobierno, durante un acto oficial (antes del 23-F). Quintana Lacaci será clave para hacer fracasar el golpe.

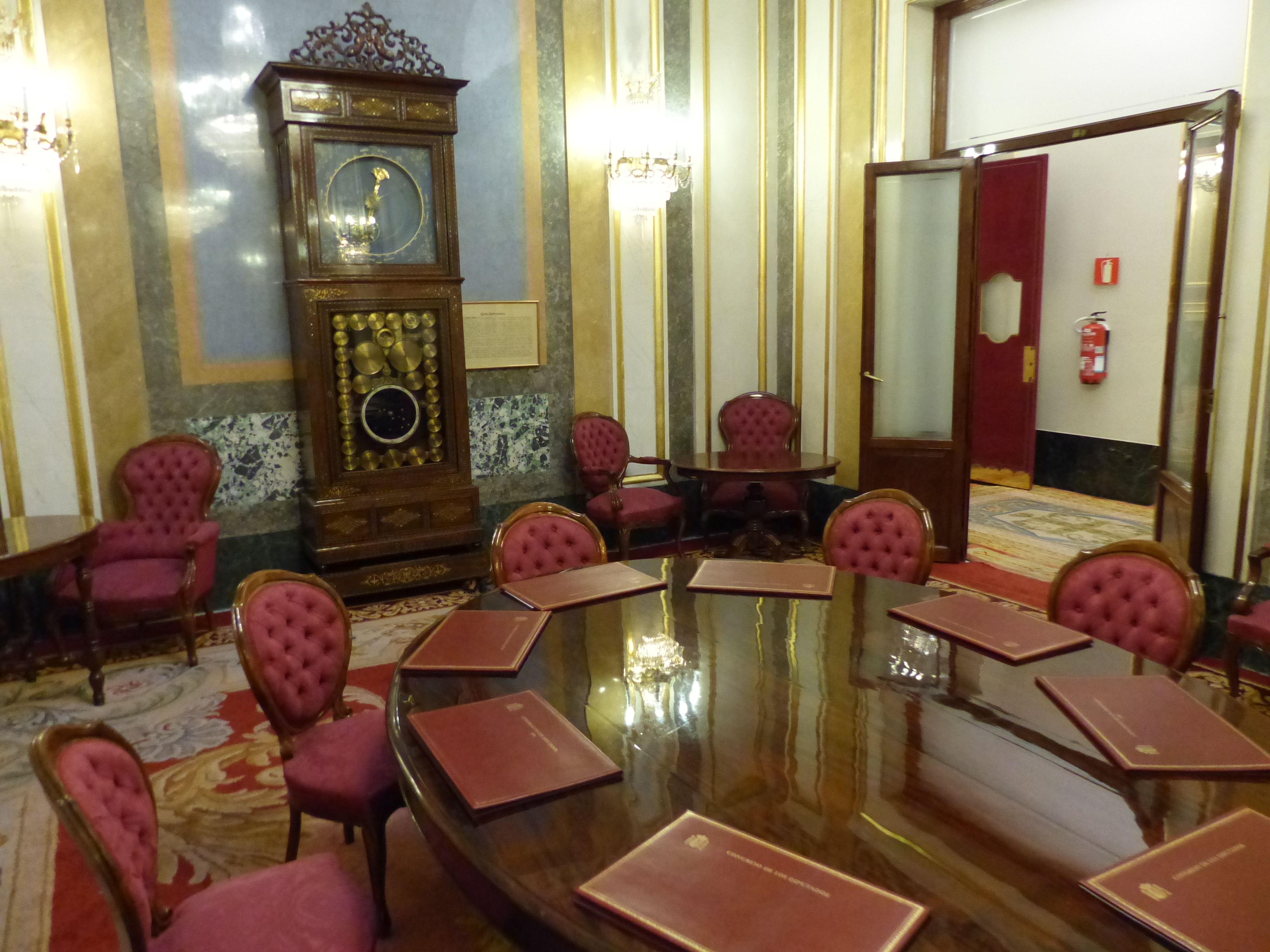
Sala del reloj donde quedaron confinados el vicepresidente del Gobierno, teniente general Manuel Gutiérrez Mellado; el líder de la oposición y secretario general del PSOE, Felipe González; el vicesecretario general del PSOE, Alfonso Guerra; el secretario general del Partido Comunista de España, Santiago Carrillo; y el ministro de Defensa y presidente de la UCD, Agustín Rodríguez Sahagún.

9:00 h Parque Automovilístico de la Guardia Civil (Madrid) Tejero consigue los seis conductores que necesita para trasladar en autobús a los guardias civiles que van a participar en el asalto del Congreso de los Diputados
El teniente coronel Antonio Tejero le pide al coronel Miguel Manchado, responsable de la Unidad de Tráfico y conocido suyo, que le proporcione seis conductores y dos mecánicos que los necesita para antes de las dos de la tarde (para traer los autobuses que Tejero había comprado y que se encontraban en una nave de Fuenlabrada). «No puedes negarte. Es una operación a nivel nacional. Nos sigue todo el Ejército y el rey detrás, respaldando», le dice Tejero. Este convierte el despacho de Manchado en su cuartel general.
9:00 h (circa) Capitanía de la III Región Militar (Valencia) Milans del Bosch prepara la declaración del estado de excepción
El Estado Mayor de la III Región Militar prepara las "alertas rojas" que se distribuirán entre las guarniciones de Castellón y de Valencia para que controlen los puntos estratégicos que se les asignen. Se «justificarán» aduciendo que se había recibido información confidencial sobre un levantamiento armado en Valencia del sector prosoviético del PCE y también sobre la existencia de un comando de ETA en la misma ciudad. Poco después el capitán general Milans del Bosch comienza a redactar, junto con su ayudante el coronel Ibáñez Inglés, el bando de proclamación del estado de guerra en toda la demarcación. Se alegará la existencia de un «vacío de poder» tras la toma prevista del Congreso de los Diputados por las fuerzas de Tejero. Según el testimonio posterior de Milans, el texto estaba inspirado en el bando de guerra del general Mola de julio de 1936. A continuación —eran las 10:30 h— reunió a sus ayudantes para informarles que en Madrid se iba producir «un hecho muy importante» a consecuencia del cual se iba a formar un gobierno presidido por el general Armada y que él iba a ser nombrado presidente de la Junta de jefes de Estado Mayor. «El rey está al corriente», añadió. Después Ibáñez Inglés les leyó el bando. Más tarde se enviaban a los jefes militares sobres lacrados con las órdenes que debían cumplir una vez recibieran por el teletipo una palabra clave: «Miguelete».
15:00 h Cuartel General de la División Acorazada Brunete (El Pardo, Madrid) El general Torres Rojas llega desde La Coruña
Tras recogerle en el aeropuerto de Barajas hacia las 14:00 h, el comandante Ricardo Pardo Zancada lleva al general Luis Torres Rojas al Cuartel General de la División (allí es saludado por muchos oficiales que estuvieron bajo sus órdenes durante el tiempo en que mandó la Brunete). Horas antes Pardo Zancada le había llamado por teléfono para que se desplazara a Madrid desde La Coruña donde está destinado. Aunque Milans le había explicado todo el operativo y su papel en él, se había mostrado reticente y solo se convenció cuando Pardo Zancada le dijo: «Es que el más alto quiere que se haga». Poco antes de salir del aeropuerto Pardo Zancada le había ordenado a un capitán que contactara con el coronel José Ignacio San Martín, jefe del Alto Estado Mayor de la Brunete y que estaba comprometido con el golpe, para decirle que regresara con el jefe de la División, el general José Juste Fernández (la contraseña que debía darle era «la bandeja está grabada»). Ambos se dirigían al campo de San Gregorio (Zaragoza) donde unidades de la Acorazada iban a realizar unas maniobras. El general Juste, a diferencia de San Martín, no sabía nada del golpe (precisamente para asegurarse que lo apoyara habían hecho venir desde La Coruña al general Torres Rojas, su antecesor en el mando). Para convencer al general Juste para que regresaran a Madrid el coronel San Martín le dice: «Mi general, ocurren cosas graves en la División… Posiblemente hay un movimiento militar en alguna región militar. Era previsible».
16:30 h Parque Automovilístico de la Guardia Civil (Madrid) Tejero recluta los guardias civiles para el asalto al Congreso
Se presenta en el Parque el capitán del CESID Vicente Gómez Iglesias y consigue vencer las últimas resistencias que habían manifestado algunos oficiales, entre ellos el capitán Pedro Abad Gutiérrez, para participar en la operación de Tejero. Se reúne en el patio a los guardias civiles para pedir voluntarios. Tejero los arenga —según Juan Francisco Fuentes es el capitán Gómez Iglesias quien les lanza la soflama: «servicio a España, defensa de la Corona, un Gobierno fuerte, acabar con ETA», son los argumentos— y consigue que ochenta y cinco (cinco suboficiales, ocho cabos primero y setenta y dos guardias) den un paso al frente. Por su parte el capitán Abad suma su unidad de la Agrupación Tráfico al operativo: siete suboficiales, veintitrés cabos y noventa y cinco guardias. También se unen cincuenta y cuatro guardias y un suboficial de la Academia de Tráfico. Como los autocares que Tejero había comprado no llegaban le pidió al coronel Manchado que le proporcionara seis autobuses de la Guardia Civil.

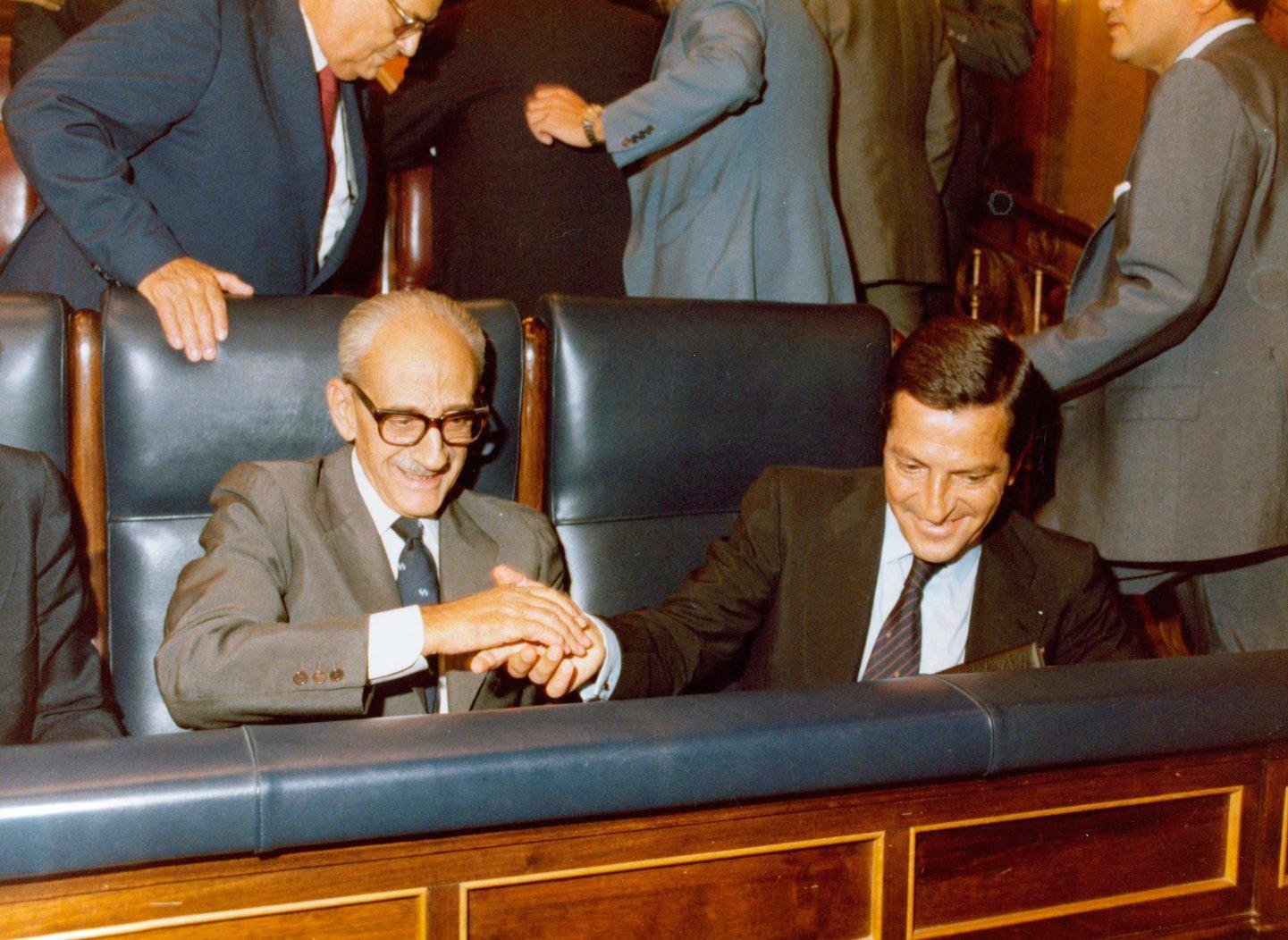
El presidente Suárez y el vicepresidente Gutiérrez Mellado en sus asientos del Congreso de los Diputados, felicitándose después de que Suárez hubiera superado la moción de censura presentada por Felipe González, secretario general del PSOE. Suárez y Gutiérrez Mellado, junto con el comunista Santiago Carrillo, serán las tres únicas personas que no se tirarán al suelo cuando los guardias que han asaltado el Congreso de los Diputados a las órdenes de Tejero disparen al aire con sus subfusiles.

16:50 h Cuartel General de la División Acorazada Brunete (El Pardo, Madrid) La División Acorazada Brunete se suma al golpe
Cuando el general Juste y el coronel San Martín llegan al Cuartel General Pardo Zancada les informa que se va celebrar una reunión de mandos a la que también asistirá el general Torres Rojas, que se encuentra de visita (lo que no deja de extrañarle al general Juste). Pardo Zancada informa a la docena de generales y jefes presentes de la reunión que había mantenido el día anterior con el teniente general Milans del Bosch (que también había mandado la Brunete) y de la operación que está en marcha y que cuenta con el beneplácito del rey y del general Armada. Ante las dudas del general Juste (el coronel San Martín —o el comandante Pardo Zancada— le disuade de su intención de llamar a su superior, el capitán general de Madrid Guillermo Quintana Lacaci), el general Torras Rojas le susurra al oído, sin que nadie más lo oyera: «Mira, Juste, si no mandas tú, tendré que mandar yo. Es el deseo del rey». Finalmente Juste accedió: «Bueno, pues adelante». El coronel San Martín —según Javier Cercas, fue el comandante Pardo Zancada— redactó inmediatamente las órdenes de movilización para las diversas unidades de la División especificando sus objetivos (formaban parte de un plan muy detallado para la ocupación militar de Madrid). Los mandos salen del Cuartel General para dirigirse a sus unidades a las que previamente les han ordenado por teléfono repostar y municionar.
17:30 h Parque Automovilístico de la Guardia Civil (Madrid) / Primera Comandancia Móvil de la Guardia Civil (Valdemoro, Madrid) El grupo de Tejero sale hacia el Congreso de los Diputados
Salen del Parque Automovilístico de la calle Príncipe de Vergara seis autobuses con los guardias civiles que Tejero ha logrado reclutar. Al mismo tiempo sale un autobús de la Primera Comandancia Móvil de la Guardia de Valdemoro llevando a veinticinco guardias, incluidos tres oficiales, que ha reclutado el capitán Jesús Muñecas Aguilar, gran amigo de Tejero (y que solo cuando están llegando al Palacio de las Cortes les informa que van a tomarlo para prestarle un gran servicio a la Corona). En total son 445 guardias civiles, entre ellos 17 oficiales y 28 suboficiales. Javier Cercas reduce su número: 16 oficiales y 170 suboficiales y clases de tropa. En la parte final del recorrido los autobuses fueron precedidos por coches camuflados del CESID (llevaban matrículas falsas) conducidos por hombres del comandante Cortina (el sargento Miguel Sales Maroto, el cabo Rafael Monge Segura y el guardia civil segundo José Moya Gómez; en el que precedía el convoy de Tejero iba el capitán Gómez Iglesias, dirigiendo la operación). Su finalidad habría sido «desbrozar su camino» previniéndolos «de los obstáculos que pudieran encontrar». El autobús del capitán Muñecas llegaría al Congreso de los Diputados más tarde cuando el asalto ya se había producido.
17:30 h Capitanía General de la III Región Militar (Valencia) Milans del Bosch da las últimas instrucciones
Milans del Bosch reúne en su despacho a los generales y jefes destinados en Valencia para explicarles lo que ocurrirá una hora después (el asalto al Congreso, el despliegue de la Brunete en Madrid, la declaración del estado de excepción en la III Región Militar, el nombramiento del general Armada como nueve jefe de Gobierno y de él mismo como jefe de la Junta de jefes de Estado Mayor) y que todo ello se hace con la anuencia del rey. Media hora después abandonan el despacho para dirigirse a sus unidades e iniciar las operaciones. A las 17:00 h Milans había hablado con el capitán general de la II Región Militar Pedro Merry Gordon quien en principio se niega a secundar sus planes y declarar el estado de excepción en su demarcación porque no se le ha consultado con el debido tiempo y porque Milans ha asumido una jefatura militar que no le corresponde, ya que Merry Gordon está por encima de él en el escalafón del generalato. «Mira Jaime, a mí esto no se me hace. Informarme una hora antes de un asunto así, eso sí que no. Por ahí no paso. No cuentes conmigo, Jaime. Quedo enterado y tomo nota. Además, te adelanto que eso está condenado al fracaso», le dijo Merry Gordon a Milans.
18:23 h Congreso de los Diputados (Madrid). Asalto al Congreso de los Diputados encabezado por Tejero. Empieza el golpe
Cuando se estaba produciendo la segunda votación nominal para la investidura de Leopoldo Calvo-Sotelo como presidente del Gobierno e iba a emitir su voto el diputado socialista Manuel Núñez Encabo, irrumpe en el hemiciclo el teniente coronel Antonio Tejero pistola en mano. Desde la tribuna grita «¡Quieto todo el mundo!» [sic]. Aparecen varios guardias civiles armados y se oye el grito «¡Al suelo todo el mundo!».
Como militar de más alta graduación allí presente y como vicepresidente del Gobierno, el teniente general del Ejército de Tierra Gutiérrez Mellado se levanta inmediatamente, se dirige al teniente coronel Tejero y le ordena que se ponga firmes y le entregue el arma. El presidente del Gobierno Adolfo Suárez hace ademán de ayudar a Gutiérrez Mellado. Tejero baja de la tribuna y le dice: «¡Siéntese, diputado!» (Gutiérrez Mellado no lo había sido nunca). Tras un breve forcejeo de Gutiérrez Mellado con varios guardias civiles, Tejero efectúa un disparo al aire que es seguido por ráfagas de los subfusiles de los asaltantes.
Los disparos provocaron algunos orificios en el techo del hemiciclo, cuyas esquirlas causaron heridas leves en un diputado y algún invitado en la tribuna (en un informe realizado en diciembre de 1981 por el arquitecto conservador se identificaron un total de 37 señales, de las cuales 23 estaban en la bóveda del hemiciclo y 14 en la galería de tribunas) Sin inmutarse, con los brazos en jarras, el teniente general permaneció indiferente al sonido de las armas. Mientras los diputados y miembros del gobierno se tiraban al suelo, solo tres personas no lo hicieron: el diputado comunista Santiago Carrillo —«¡No me sale de los cojones!» le dijo a su compañera de partido Eulalia Vintró cuando esta le hizo un gesto para que se tirara al suelo; «Pavía llega antes de lo que esperaba», comentó—, Adolfo Suárez que siguió sentado en el escaño del presidente del Gobierno «en actitud impasible casi retadora» y el teniente general Gutiérrez Mellado que siguió de pie. Entonces, Tejero se dirige a Gutiérrez Mellado, le zarandea y le pone la zancadilla, sin conseguir que el teniente general caiga al suelo. Finalmente, Gutiérrez Mellado a petición de Suárez vuelve a su escaño. Ambos siguen sentados. Tejero va a la tribuna empuñando amenazante con la mano derecha la pistola y con la mano izquierda extendida pidiendo calma (esa imagen es la que captará Manuel Pérez Barriopedro en una fotografía que dará la vuelta al mundo, convertida en el gran icono del golpe).
Aunque la sesión no estaba siendo emitida por televisión en directo, toda la escena está siendo grabada por el operador de TVE Pedro Francisco Martín, aportando al mundo un documento audiovisual de valor incalculable. Las imágenes se emitirán por TVE una vez fracasado el golpe. La que sí estaba emitiendo en directo la sesión era la Cadena SER. Mariano Revilla —técnico— y Rafael Luis Díaz —periodista— relataron el asalto desde el interior del Congreso y consiguieron dejar micrófonos conectados para grabar el sonido ambiente. Aquella noche será recordada como «la noche de los transistores», debido a que buena parte de la población la pasó conectada a la radio siguiendo los acontecimientos. «Tejero tenía órdenes de que la ocupación del Congreso fuera incruenta y discreta… Milagrosamente Tejero consiguió que la ocupación fuera incruenta, pero no que fuera discreta, y ése fue el primer problema para los golpistas, porque un tiroteo en el hemiciclo del Congreso retransmitido en directo por radio a todo el país dotaba de una escenografía de golpe duro a lo que que quería ser un golpe blando o mantener la apariencia de golpe blando y dificultaba que el Rey, la clase política y la ciudadanía transigiesen con él».
18:30 h (circa) Capitanía General de la III Región Militar (Valencia) Milans proclama el estado de excepción en la III Región Militar e intenta que el resto de capitanes generales le secunden
Tras recibir la contraseña acordada con Tejero («Naranjas») de que todo estaba saliendo según lo planeado, el capitán general Jaime Milans del Bosch proclama el estado de excepción en la III Región Militar y ordena el despliegue de la División Motorizada Maestrazgo por las calles de Valencia, con dos millares de hombres y cincuenta carros de combate. Sus objetivos son los edificios institucionales, como el Ayuntamiento o el Gobierno Civil. La llamada «Operación Turia», era clave para que otras regiones militares se incorporasen al golpe de Estado. Enseguida, las emisoras de radio valencianas son obligadas a emitir el bando de Milans del Bosch en el que declaraba el estado de excepción. Milans comienza a contactar con el resto de Capitanías y, aunque ningún capitán general le secunda en la declaración del estado de excepción, sí consigue que cinco se mantengan a la expectativa esperando acontecimientos: Merry Gordon (que preparado para la acción se había vestido con el uniforme de legionario), jefe de la II (Sevilla); Elícegui, de la V (Zaragoza); Campano, de la VII (Valladolid), Fernández Posse de la VIII (La Coruña) y De la Torre Pascual de Baleares. Cuando habló con el capitán general de Madrid, Guillermo Quintana Lacaci —uno de los pocos decantado claramente en apoyo del orden constitucional porque el rey así se lo ha ordenado—, este le dijo intentando disuadirle: «Jaime: eso es la guerra civil, y tú y yo ya la hemos hecho». Solo desobedeció las órdenes de Milans el Ala 11 con sede en la base aérea de Manises y este decidió enviar una columna blindada para convencer a su jefe de que se sumase al golpe, pero este no solo no lo hizo, sino que amenazó incluso con desplegar dos cazas equipados con misiles aire-tierra contra los tanques, optando estos por regresar. El jefe del Ala 11 era el coronel Luis Delgado Sánchez Arjona, que había sido compañero de promoción del rey Juan Carlos. Juan Francisco Fuentes considera que «tan solo con que Milans hubiera arrastrado a otro capitán general, el efecto dominó podría haber alcanzado a la mayoría de las regiones militares». Mientras los tanques fueron tomando posiciones frente a los edificios públicos importantes de Valencia, «en las sedes de los sindicatos y los partidos políticos se hacían esfuerzos frenéticos para destruir los archivos de afiliados y otros documentos que pudieran facilitar posteriores purgas a manos de la extrema derecha».
18:40 h Congreso de los Diputados (Madrid) Esperando la llegada de la «autoridad competente, militar por supuesto»
Los diputados comienzan a incorporarse en sus asientos, aunque se les ordena que las manos estén a la vista. El capitán de la Guardia Civil Muñecas Aguilar, hombre de confianza y amigo de Tejero, se dirige a la tribuna de oradores y anuncia que deben esperar hasta la llegada de la «autoridad competente, militar, por supuesto», «que dispondrá lo que tenga que ser». Insiste en que estén todos tranquilos.
18:40 h Cuartel General de División Acorazada Brunete (El Pardo, Madrid) / Capitanía General de Madrid Quintana Lacaci ordena la vuelta a los cuarteles de la Brunete
Aunque ha ordenado el despliegue de la División en cuanto ha conocido lo que ha sucedido en el Congreso de los Diputados, el general Juste aún tiene dudas sobre lo que está pasando y decide confirmar que el general Armada está efectivamente junto al rey. Llama al Palacio de la Zarzuela (según Javier Cercas, fue al revés: es Sabino Fernández Campo, consciente de que la Brunete es clave para el triunfo o el fracaso del golpe, quien llama a Juste) y cuando pregunta por Armada el secretario de la Casa Real, general Sabino Fernández Campo, le responde: «Ni está ni se le espera» («No es de extrañar que la respuesta de Sabino a Juste pasara a la historia como la gran frase del 23-F, porque con ella empezó a derrumbarse toda la estrategia conspirativa encaminada a implicar a la Corona en la intentona», afirma Juan Francisco Fuentes). Juste le contesta: «Ah, eso lo cambia todo»; y después cuelga. Entonces Juste —que acaba de comprender que Torres Rojas, San Martín y Pardo Zancada le han engañado y que el rey no avala la operación— telefonea al capitán general de la I Región Militar, Guillermo Quintana Lacaci, a quien le pregunta si le había llamado Milans del Bosch. Cuando este le contesta «¿Para qué tenía que llamarme?» Juste confirma sus sospechas. Y cuando este le dice que en el Cuartel General de la Brunete está Torres Rojas, Quintana Lacaci le responde «Ten cuidado con él». Finalmente Quintana Lacaci, quien se ha puesto sin titubeos a las órdenes del rey quien desde el Palacio de la Zarzuela le ha ordenado que no mueva sus tropas, le ordena a Juste que aborte la salida de unidades y él personalmente llama a los mandos para dar contraorden. Una unidad de tanques ya se dirigía hacia el centro de Madrid y Quintana Lacaci les hizo regresar. Sin embargo, no consiguió impedir que una columna del Regimiento de Caballería Villaviciosa 14 ocupara las instalaciones de TVE en Prado del Rey. Tiempo después del golpe, el general Quintana Lacaci, cuya actuación fue clave para hacer fracasar la asonada, declaró: «El rey me mandó parar el golpe y lo paré. Si me hubiera ordenado asaltar el Congreso, lo habría hecho». El historiador Juan Francisco Fuentes comenta: «La lealtad al rey, incluso más que a la Corona, no digamos a la Constitución, era lo único que podía hacer fracasar el golpe de Estado».

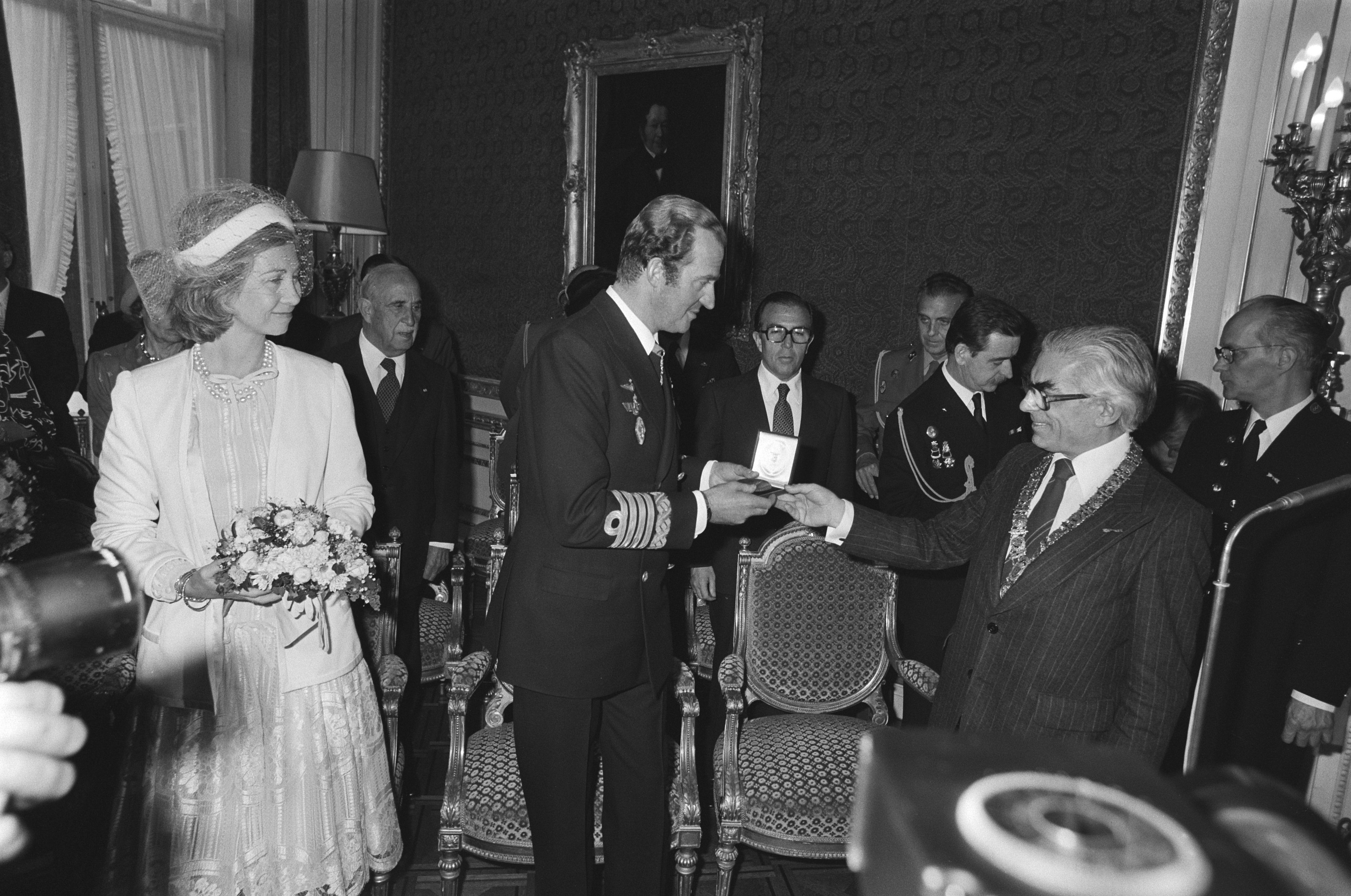
El rey Juan Carlos I, con uniforme de almirante, acompañado de la reina Sofía, durante una visita oficial a los Países Bajos (marzo, 1980). En segundo plano, el marqués de Mondéjar, jefe de la Casa Real, y Marcelino Oreja, ministro de Asuntos Exteriores. La actuación del rey Juan Carlos I fue decisiva para el fracaso del golpe de Estado del 23-F.

18:40 h (circa) Palacio de la Zarzuela (Madrid) El rey se pone en contacto con los capitanes generales para asegurarse que no secundan el golpe
El rey Juan Carlos I y los miembros del personal de la Zarzuela, encabezados por el general Sabino Fernández Campo (secretario de la Casa Real), comienzan a contactar con los mandos militares para asegurarse que no secundan el golpe. La primera llamada es al general José Gabeiras, jefe del Estado Mayor del Ejército, con quien habla el rey personalmente. Son las 18:40. Cinco minutos después el rey telefonea al general Merry Gordon, capitán general de la II Región Militar (Sevilla), con quien poco antes había hablado Milans del Bosch. A diferencia de Gabeiras, Merry Gordon no se pone a las órdenes del rey y se mantiene a la expectativa —«optó por vestirse de legionario e ingerir tales cantidades de alcohol que tuvo que retirarse a descansar»—. Los siguientes en ser contactados son los capitanes generales de Canarias (es él el que llama al Palacio de la Zarzuela a las 19:00 h y le dice al rey: «Yo obedeceré las órdenes de Vuestra Majestad, pero es una pena») y Baleares. Este último, Manuel de la Torre Pascual (amigo personal de Pedro Mas Oliver, teniente coronel ayudante de campo de Milans del Bosch, con quien precisamente acaba de hablar) había mostrado cierta ambigüedad cuando le dice al presidente del Consejo General Interinsular (CGI) Jerónimo Albertí: «Estamos atentos pero tranquilos, aunque dispuestos a sacar las tropas a la calle si la situación lo requiere». Las llamadas siguientes son más escalonadas. Hacia las 20:00 el rey habla con el capitán general de la VII Región Militar (Valladolid) —otro muy dudoso en su lealtad a la Constitución— y con el de la V Región Militar (Zaragoza), también dudoso, a quien el rey le dice: «Elícegui, se está utilizando mi nombre en falso». Hacia las 21 h contacta con el capitán general de la VIII Región Militar (La Coruña) y con el de la VI (Burgos). No consta a qué hora habló el rey con el capitán general de la I Región Militar, Guillermo Quintana Lacaci, pero debió ser de los primeros. Desde La Zarzuela también se llamó a Milans del Bosch (quien intenta quitarle importancia a la declaración del estado de excepción) y a Tejero (Sabino Fernández Campo le dice: «¿Qué es lo que pretendes? Depón tu actitud inmediatamente». Tejero responde: «No recibo más órdenes que las del general Milans del Bosch». A lo que Fernández Campo replica: «Pero tú has invocado el nombre del Rey. ¿Por qué, por qué?». Tejero cuelga el teléfono sin contestar). El historiador Juan Francisco Fuentes considera que la actuación del rey «a través de la cadena de mando de las Fuerzas Armadas fue decisiva para revertir una posible inercia a favor del golpe». Según Javier Cercas, el rey paró el golpe «por la sencilla razón de que era la única persona que podía pararlo». Para ello el rey contó con la lealtad y el apoyo de la Junta de jefes de Estado Mayor (JUJEM), presidida por el general Ignacio Alfaro Arregui, y en la que desempeñó un papel destacado el teniente general Gabeiras, así como la del «gobierno interino» que se formó con los Secretarios de Estado y Subsecretarios, presidido por Francisco Laína, director general de la Seguridad del Estado. En este sentido, como ha señalado también Juan Francisco Fuentes, «conviene destacar la capacidad de reacción de las instituciones, o de lo que quedaba de ellas, muy superior a lo que esperaban los golpistas, convencidos de que el secuestro del Gobierno y del Parlamento bastaría para anular cualquier respuesta del Estado constitucional». Según Roberto Muñoz Bolaños, los capitanes generales no se unieron a Milans porque no alcanzaron una posición común sobre lo que tenían que hacer («Milans del Bosch y González del Yerro eran primus inter pares, pero no tenían el carisma suficiente para encabezar a todo el Ejército») y no porque obedecieran al rey («la opinión del Jefe del Estado no era tan importante para estos militares», afirma Muñoz Bolaños). Sin embargo, esta tesis de Muñoz Bolaños —apoyada sobre el testimonio del general Armada—, no compartida por ningún otro autor, se contradice con lo que afirmó el capitán general de la I Región Militar Guillermo Quintana Lacaci, cuya actuación fue clave para el fracaso del 23-F: «El rey me mandó parar el golpe y lo paré. Si me hubiera ordenado asaltar el Congreso, lo habría hecho». La reina Sofía le dijo a la periodista Pilar Urbano quince años después:

La televisión tuvo importancia, pero a esa hora el Rey ya se había hecho con el mando de la situación. El golpe no se paró en seco, por tal orden en tal momento: el Rey lo fue parando a base de hablar una y otra vez con este, con el otro... ¡con todos! Y eso lo hizo por teléfono, con varios teléfonos. Yo diría que el golpe lo rompió el Rey con el teléfono y con su autoridad moral sobre los militares.

18:45 h (circa) Palacio de la Zarzuela (Madrid) El general Armada fracasa en su intento de acudir al Palacio de la Zarzuela
El rey Juan Carlos telefonea al general Armada al Cuartel General del Ejército para recabar información y pedirle consejo (Armada había sido secretario de la Casa Real durante muchos años y en los últimos tiempos había vuelto a ganarse la confianza del rey). El general Armada, que esperaba con impaciencia la llamada, se ofrece para ir al Palacio de la Zarzuela para explicarle más detalladamente la situación, pero en ese momento entra en el despacho de don Juan Carlos el general Sabino Fernández Campo que acaba de hablar con el general Juste y de cuya conversación ha deducido que Armada puede estar implicado en el golpe. Entonces Sabino se pone al teléfono y le dice al general Armada: «No, Alfonso. Quédate ahí. Si te necesitamos ya te llamaremos». El general Armada tuvo que permanecer en el Cuartel General del Ejército, «con lo que el antiguo secretario no pudo acercarse al monarca y la pieza fundamental del golpe no encontró su punto de encaje», afirma Javier Cercas. Juan Francisco Fuentes coincide: «impedir que Armada se encontrara con el rey al principio del golpe fue el primer gran éxito del gabinete de crisis constituido en la Zarzuela. De no haber sido así, se habría confirmado que, como sostenían sus principales artífices, la operación contaba con el respaldo de la Corona. […] Era su gran empeño: que todo el mundo supiera que en aquel momento crucial estaba en la Zarzuela despachando con el rey, quien, sin saberlo, se convertiría así en su gran valedor». «La decisión del Monarca, sumada a la forma en que Tejero había entrado en el Congreso de los Diputados y a la negativa de los capitanes generales a apoyar a Milans del Bosch, truncó definitivamente la operación tal y como había sido planteada inicialmente», ha afirmado Roberto Muñoz Bolaños. Fue así como pasados unos minutos desde su inicio «el golpe embarrancó», concluye Cercas.

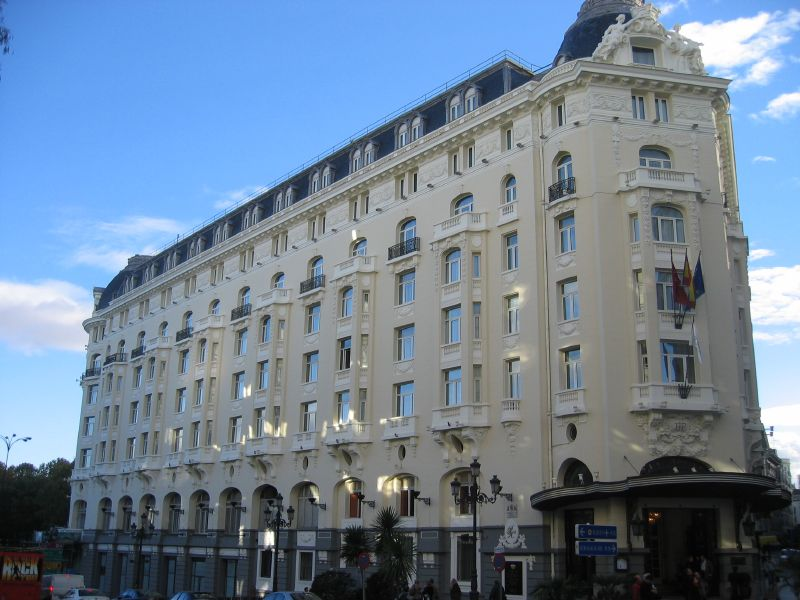
Fachada del Hotel Palace que da al Palacio de las Cortes. En el despacho del director del hotel se instaló el centro de mando de las fuerzas desplegadas para poner fin a la ocupación del Congreso, que estaban comandadas por el director general de la Guardia Civil, general José Luis Aramburu Topete, el general José Antonio Sáenz de Santamaría, inspector general de la Policía Nacional, y por el gobernador civil de Madrid Mariano Nicolás.

19:15 h (circa) Exterior del Congreso de los Diputados (Madrid)/Palacio de la Zarzuela (Madrid) La diputada Anna Balletbò habla por teléfono con el rey
La diputada socialista catalana Anna Balletbò, que estaba embarazada de cuatro meses de gemelos, consigue que debido a su estado le dejen abandonar el Congreso de los Diputados. Desde los cercanos locales de los grupos parlamentarios socialistas en Marqués de Cubas intenta contactar con el Palacio de la Zarzuela, pero como no sabe el número antes llama al presidente de la Generalidad de Cataluña Jordi Pujol que es quien se lo facilita («Es una buena idea. También llamaré yo», le dice Pujol). Alrededor de las 19:15 fue cuando pudo hablar con el Rey, quien enseguida le pidió que le contara todo lo que había pasado dentro del Congreso de los Diputados. También hizo el comentario: «Alguien se ha puesto nervioso y se ha precipitado». La diputada le preguntó a don Juan Carlos qué pensaba hacer y este le respondió: «El Rey está al servicio de los más altos intereses de España», y al añadir ella «¿y?» prosiguió: «y de la democracia».
19:15 h Exterior del Congreso de los Diputados (Madrid) Fracasa el intento del director general de la Guardia Civil para que Tejero depusiera su actitud
El director general de la Guardia Civil, general José Luis Aramburu Topete, regresa del Congreso de los Diputados a donde había ido desde el Hotel Palace, puesto de mando de las fuerzas leales, para intentar convencer a Tejero que depusiera su actitud, pero este no solo no había obedecido sus órdenes, sino que le había amenazado con pegarle un tiro y luego suicidarse («Mi general, antes que entregarme le pego un tiro y después me mato»), mientras uno de los guardias montaba su arma de forma intimidatoria —Aramburu entonces intenta sacar su arma, pero uno de sus ayudantes le sujeta el brazo—. Poco antes del intento del general Aramburu, el coronel Félix Alcalá-Galiano Pérez, enviado del general Gabeiras («Vea si puede reducir a Tejero sin producir reacción violenta de este», le había dicho), había fracasado también en su propósito de conseguir que Tejero se retirara del Congreso de los Diputados. En el momento en que Aramburu regresó al Palace la Carrera de San Jerónimo estaba llena de medios de comunicación y de fuerzas de orden público. Cuando llegó al hotel les dijo al general José Antonio Sáenz de Santamaría, inspector general de la Policía Nacional, y al gobernador civil de Madrid Mariano Nicolás que Tejero no reconocía otra autoridad que la del rey y la de los generales Milans del Bosch y Alfonso Armada. Por eso Aramburu le pidió a sus ayudantes que le pusieran en contacto inmediatamente con el general Armada, a quien localizaron en su despacho de 2.º jefe del Alto Estado Mayor. Pero su superior el general Gabeiras no dejó ir a Armada al Palace —solo situado a trescientos metros del Cuartel General del Ejército— porque lo necesitaba allí, ya que él tenía que acudir a la reunión de la Junta de jefes de Estado Mayor. Según Juan Francisco Fuentes, el fracasado intento del general Aramburu de detener a Tejero se produjo casi una hora después, hacia las 19:50 h. Tras el fracaso del general Aramburu, fue Francisco Laína, director general de la Seguridad del Estado, quien telefoneó a Tejero: «Hablo con el teniente coronel Tejero por teléfono y le conmino a que deponga su actitud, al no haberlo hecho ante el general Aramburu. Se niega a ello y me dice que él no acata más órdenes que las de Milans del Bosch, capitán general de Valencia, y las del general Armada, y corta la conversación colgando el teléfono».
19:35 h Congreso de los Diputados (Madrid) El presidente Suárez es sacado del hemiciclo por Tejero
El presidente Suárez se levanta del banco azul y exige hablar con el que manda la fuerza. Se oyen unos gritos y un guardia civil pide tranquilidad a los diputados, amenazando con la metralleta. Uno de los asaltantes dice: «Señor Suárez, permanezca en su escaño». El presidente comienza a hablar cuando alguien grita: «¡Se siente, coño!». Tradicionalmente se ha atribuido esta frase al teniente coronel Tejero, aunque probablemente la pronunciara el teniente Ramos Rueda. Poco después se presenta Tejero en el salón de sesiones, coge por el brazo al presidente Suárez y lo saca del hemiciclo. Se dirigen al cuarto de ujieres, donde Suárez le pide a Tejero que le explique «¡qué locura es ésta!». Tejero se limita a decir que era «todo por España». Ante la insistencia de Suárez, Tejero le replica: «Tú ya no eres presidente de nada». Suárez queda confinado en esa pequeña sala de ujieres, custodiado por un guardia que es relevado periódicamente. La orden que les ha dado Tejero es que «sobre todo, no [le] escucharan». Suárez no se calló. De vez en cuando pasaba por allí Tejero y en una ocasión se produjo un duro enfrentamiento entre ambos. Suárez se puso de pie y Tejero lo encañonó con su pistola. El presidente no se arredró y le ordenó: «¡Cuádrese!». Tejero se dio media vuelta y se marchó, «como admitiendo que aquel hombre desarmado seguía encarnando la suprema autoridad, por mucha pistola y muchos guardias que él tuviera. Era exactamente lo que Suárez quería que entendieran Tejero y sus hombres: "Que, con todo, yo allí mandaba más que él". Eran las tres de la madrugada».
19:47 h Palacio de la Zarzuela (Madrid) / Capitanía de la III Región Militar (Valencia) El rey llama a Milans del Bosch y este se niega a retirar las fuerzas que ha desplegado en Valencia
El teniente general José Gabeiras, jefe del Estado Mayor del Ejército, le informa al rey Juan Carlos que Milans del Bosch se ha negado a cumplir la orden que le ha dado hace cinco minutos de que retire las fuerzas que, según sus noticias, acaba de sacar a la calle. Primero le ha respondido con evasivas —«son fuerzas que regresan de ejercicios»— y luego le ha dicho que solo reconoce la autoridad del general Armada. Don Juan Carlos llama inmediatamente a Milans, con Gabeiras a la escucha, para reiterarle la orden, pero Milans se vuelve a escudar en el general Armada para no obedecerla. En el juicio Milans y sus ayudantes Mas Oliver e Ibáñez Inglés negaron que esa llamada del rey se hubiera producido y el tribunal se inclinó por aceptar esta versión. Tanto los jueces militares del Consejo Supremo de Justicia Militar como los civiles del Tribunal Supremo aceptaron esta versión de los hechos, y así apareció recogido en ambas sentencias. el Rey llamó a Milans del Bosch por primera vez a la 1:00 horas del 24 de febrero, como recoge en esto el historiador Roberto Muñoz Bolaños. Juan Francisco Fuentes y Paul Preston, por el contrario, dan credibilidad a la versión del teniente general Gabeiras.
19:48 h Instalaciones de TVE en Prado del Rey (Madrid) Ocupación de Televisión Española por una unidad de la Brunete
El capitán al mando de la columna del Regimiento de Caballería Villaviciosa 14, de la División Acorazada Brunete, que ha recibido la orden de ocupar TVE, irrumpe en el despacho del director general, Fernando Castedo, y le conmina a que sustituya la programación prevista por marchas militares. La ocupación durará hasta las 21 h, cuando por fin reciben la orden de volver al cuartel. Había tenido que intervenir el Palacio de la Zarzuela, concretamente el marqués de Mondéjar, jefe de la Casa del Rey y general de caballería, para que el coronel del Regimiento, Joaquín Valencia Remón, dejara de dar largas a la orden de repliegue dada por el capitán general Quintana Lacaci. El coronel cuando recibió la llamada de la Casa Real dijo que lo haría enseguida, pero añadió: «¡Qué ocasión estamos perdiendo!». La liberación de TVE permitió que saliera de allí un equipo dirigido por Jesús Picatoste y Pedro Erquicia, subdirector de informativos, para la grabación en el Palacio de la Zarzuela de un mensaje del rey a la nación que la cadena anunció a las 22:30 h sin determinar la hora en que se iba a emitir. El equipo llegó al Palacio a las 23:30 h y el discurso se grabó en el despacho del rey poco antes de la medianoche. La idea de la comparecencia del rey por televisión había empezado a gestarse en la Zarzuela hacia las ocho de la tarde. Había que despejar cualquier equívoco sobre el rechazo del monarca al asalto del Congreso de los Diputados y reiterar su compromiso en la defensa de la Constitución que ya se había hecho llegar a los capitanes generales por télex.
20:10 h Congreso de los Diputados (Madrid) Son sacados del hemiciclo el vicepresidente del Gobierno, el ministro de Defensa y tres destacados diputados (González, Guerra y Carrillo)
Cinco asistentes al pleno son también separados del resto: el vicepresidente del Gobierno, teniente general Gutiérrez Mellado; el líder de la oposición y secretario general del PSOE, Felipe González; el vicesecretario general del PSOE, Alfonso Guerra; el secretario general del Partido Comunista de España, Santiago Carrillo; y el ministro de Defensa y presidente de la UCD, Agustín Rodríguez Sahagún. «En ese momento se produce en la Cámara un grave silencio», se dice en el acta de la sesión elaborada al día siguiente por los secretarios de la Mesa del Congreso, por encargo del presidente del mismo Landelino Lavilla. Los cinco son conducidos a la sala de los relojes, donde permanecerán el resto del tiempo fuertemente vigilados y sin poder hablar entre ellos. Gutiérrez Mellado y Santiago Carrillo, antiguos enemigos durante la batalla de Madrid de la guerra civil, intercambian cigarrillos. Carrillo escribirá en sus Memorias: «Lo que es la vida. En 1936 estábamos los dos en Madrid; él dirigiendo la quinta columna franquista y yo luchando contra ella, y henos aquí hoy, juntos, esperando la misma suerte por defender la democracia». Unos minutos antes Tejero había ordenado que abandonaran el Palacio de las Cortes todos aquellos que no fueran diputados (periodistas, funcionarios del Congreso de los Diputados, invitados y miembros del Cuerpo Superior de Policía).
20:30 h (circa) Congreso de los Diputados (Madrid) Tejero anuncia lo que le ha comunicado un enlace: las regiones militares II, III, IV y V están sublevadas (aunque en realidad solo lo estaba la III)
Juan García Carrés le comunica a Tejero la situación en las regiones militares. Le dice que la II (Sevilla), la III (Valencia), la IV (Barcelona) y la V (Zaragoza) se han sublevado y que apoyan el nombramiento de Jaime Milans del Bosch como presidente del Gobierno (y Tejero lo anuncia a continuación en el hemiciclo). García Carrés señala a la I (Madrid) y a las Capitanías Generales de Baleares y de Canarias como dudosas, mientras que la VII (Valladolid) y el jefe de la Zona Marítima del Mediterráneo, capitán general Juan Carlos Muñoz-Delgado y Pintó, estaban a disposición del rey a la espera de recibir órdenes. La V (Zaragoza) adquiere una importancia especial porque ese día se encontraban en la provincia de Zaragoza varias unidades de la División Acorazada Brunete realizando prácticas de tiro. Pero la realidad era que el único capitán general que se había sublevado era Jaime Milans del Bosch. Según Javier Cercas, después de la ronda de llamadas realizadas por el rey sólo había dos capitanes generales seguros, el de Madrid (Quintana Lacaci) y el de Burgos Luis Polanco Mejorada. «El resto se debatieron durante toda la tarde y la noche en un tremedal de dudas, de un lado urgidos por las arengas telefónicas de Milans… y de otro sujetados por el respeto al rey…». Según una nota publicada por el periódico El País, al parecer escrita durante el golpe por el teniente general Guillermo Quintana Lacaci, capitán general de la I Región Militar (Madrid) la situación de las capitanías era la siguiente (Javier Cercas pone en duda la fidelidad de la de Granada que en la lista se da como "leal al rey y a la constitución"):
| Número   | Escudo | Región y capitanía                                       | Teniente General al mando   | Posicionamiento |
| -------- | ------ | -------------------------------------------------------- | --------------------------- | --- |
| I        |        | Primera Región Militar, capitanía general de Madrid.     | Guillermo Quintana Lacaci.  | Leal al rey y a la constitución. |
| II       |        | Segunda Región Militar, capitanía general de Sevilla.    | Pedro Merry Gordon.         | A la espera de acontecimientos. |
| III      |        | Tercera Región Militar, capitanía general de Valencia.   | Jaime Milans del Bosch      | Sublevada. |
| IV       |        | Cuarta Región Militar, capitanía general de Barcelona.   | Antonio Pascual Galmés.     | Leal, pero si la V (Zaragoza) se hubiese sublevado también lo habría hecho.                                                                       |
| V        |        | Quinta Región Militar, capitanía general de Zaragoza.    | Antonio Elícegui Prieto.    | Pendiente de lo que hacía la I (Madrid). |
| VI       |        | Sexta Región Militar, capitanía general de Burgos.       | Luis Polanco Mejorada.      | Leal al rey y a la constitución. |
| VII      |        | Séptima Región Militar, capitanía general de Valladolid. | Ángel Campano López.        | A la espera de acontecimientos. |
| VIII     |        | Octava Región Militar, capitanía general de La Coruña.   | Manuel Fernández Posse.     | Leal al rey, pero si la VI (Burgos) se hubiese sublevado también lo habría hecho.                                                                 |
| IX       |        | Novena Región Militar, capitanía general de Granada.     | Antonio Delgado Álvarez.    | Leal al rey y a la constitución. |
| Baleares |        | Capitanía General de Baleares.                           | Manuel De la Torre Pascual. | A la espera de acontecimientos. Si la III (Valencia) de Milans hubiera tenido éxito quizá se le hubiera unido.                                    |
| Canarias |        | Capitanía General de Canarias.                           | Jesús González del Yerro.   | Dudas. Al enterarse del protagonismo de Milans y de que Armada sería presidente, se muestra leal al rey y a la Constitución. Desconfía de Armada. |

20:40 h Exterior del Congreso de los Diputados (Madrid) Abandona el Congreso el primer civil y El País saca a la calle una edición extraordinaria
Carmen Fernández de Córdoba y Calleja, sobrina del teniente general Gutiérrez Mellado, que estaba embarazada de gemelos, y que había resultado herida por las esquirlas provocadas por los disparos al techo cuando se encontraba en la tribuna de invitados, abandona el edificio del Congreso de los Diputados gracias a un capitán de los asaltantes que le vio la cara ensangrentada. Se considera que fue la primera persona que se encontraba en la tribuna de invitados que pudo salir del allí. Poco después se comienza a distribuir la edición especial del diario El País que lleva en portada el titular «Golpe de Estado. El País, con la Constitución». Recuadrado, también en primera plana, se lee:

¡Viva la Constitución! En la hora que un atentado alevoso contra el pueblo español a manos de unos hombres armados que pretenden por la fuerza sustituir la soberanía de los ciudadanos, El País sale a la calle en defensa de la ley y la Constitución. La rebelión debe ser abortada; sus culpables, detenidos, juzgados severamente y condenados para ejemplar escarmiento de la Historia.

21:00 h Ministerio del Interior (Madrid) Se anuncia la formación de un gobierno interino formado por los Secretarios de Estado y los subsecretarios
Se hace público un comunicado del Ministerio del Interior en el que se informa de la constitución de un «gobierno interino» formado por los Secretarios de Estado y los subsecretarios de todos los ministerios, presidido por Francisco Laína, director de la Seguridad del Estado y en estrecho contacto con la Junta de jefes de Estado Mayor. El gobierno interino se formó como respuesta al intento de la Junta de jefes de Estado Mayor de constituirse en el gobierno del Estado. Cuando su presidente el general Ignacio Alfaro Arregui presentó a las 19:10 h la disposición que había redactado fue rechazada por La Zarzuela. El secretario de la Casa Real, general Sabino Fernández Campo, convenció al Rey de que no la aprobara porque los «capitanes generales podían interpretar que el poder militar había desplazado al poder civil». Fernández Campo propuso, en su lugar, la formación del gobierno interino integrado por los subsecretarios y los Secretarios de Estado, para de esa forma salvaguardar la supremacía del poder civil y poner fin a la situación de «vacío de poder». Por su parte la Junta de jefes de Estado Mayor quedó limitada a los asuntos militares. En el comunicado se decía lo siguiente:

Quienes en este momento asumen en España la plenitud del poder civil y militar, de manera transitoria y bajo la dirección y autoridad de Su Majestad el Rey, pueden garantizar a sus compatriotas que ningún acto de fuerza destruirá la convivencia democrática que el pueblo libremente desea y que se plasma en el texto de la Constitución, a la que civiles y militares han jurado protección.

21:50 h Cuartel General de la División Acorazada Brunete (Madrid) El general Torres Rojas cumple la orden de volver a su destino en La Coruña
El jefe de la Brunete, el general Juste, le transmite personalmente la orden: «Que te vuelvas a La Coruña en seguida». Lo que había sucedido es que el capitán general de Madrid Quintana Lacaci se había puesto en contacto con el capitán general de Galicia, Manuel Fernández Posse, para que ordenara a su subordinado Torres Rojas que se reintegrara a su destino como gobernador militar de La Coruña. Fernández Posse le dijo: «Dile que se vuelva inmediatamente».
21:50 h (circa) Cuartel General del Ejército (Madrid) El general Armada consigue ser autorizado por La Zarzuela para acudir al Congreso a título personal
Entre las 21:00 h y las 21:30 Milans llama a Armada al Cuartel General del Ejército y le propone una variación del plan original dada la situación de bloqueo en que se encuentran (según Paul Preston, Milans le llamó para saber por qué no estaba en la Zarzuela). Le dice a Armada que proponga a los diputados la aprobación del previsto gobierno de unidad presidido por él a cambio de su liberación y de la retirada de los tanques y del estado de excepción en Valencia (según Paul Preston, la idea es de Armada). Armada acepta la propuesta. Los generales del Estado Mayor presentes también la apoyan. Entonces Armada llama a La Zarzuela y le explica el plan al rey, quien tras oírlo le responde: «Creo que te has vuelto loco», y le pasa el teléfono a Sabino Fernández Campo. Este le dice que lo que propone es un disparate, una locura. «¿Cómo se te ocurre que los diputados van a votarte a punta de metralleta? ¿Cómo se te ocurre que el Rey va aceptar un presidente del gobierno elegido a la fuerza?», le dice. «No hay otra solución», contesta Armada. Finalmente el rey y Fernández Campo acaban cediendo (según Paul Preston, por el temor a que se produjera una masacre en el Congreso de los Diputados). El secretario de la Casa Real le pone una condición para autorizarle ir al Congreso: «Tiene que quedar claro que vas por tu cuenta, eso sí, y sólo para liberar al gobierno y a los diputados: no invoques al rey». Según declaró el general Armada en el juicio las palabras exactas de Fernández Campo fueron: «Al Rey no se le puede comprometer. Vete allí a título personal a ver qué se puede lograr, pero siempre que te dé autorización la cadena de mando militar». Por su parte el general Gabeiras, el superior inmediato del general Armada, declaró: «Como consideraba conveniente continuar los contactos con Tejero, autoricé al general Armada para que se fuera, pero solo a ofrecerle facilidades para salir del trance, a fin de que no hubiese víctimas en el interior del Congreso. Y aviso al general Aramburu de que el general Armada sale hacia el Palacio del Congreso». Como ha señalado Paul Preston, Armada «evidentemente, tenía que hacer todo esto sin que en ningún momento pareciera que había tenido parte alguna en urdir el golpe. Era un juego ambiguo y peligroso».
22:35 h Palacio de La Zarzuela (Madrid) El rey envía un télex a las capitanías generales
En el Palacio de La Zarzuela se decide enviar el siguiente télex a todas las capitanías generales de los tres Ejércitos:

Ante situación creada por sucesos desarrollados palacio Congreso y para evitar cualquier posible confusión, confirmo que he ordenado autoridades civiles y Junta Jefes Estado Mayor [JUJEM] tomen todas medidas necesarias para mantener orden constitucional dentro legalidad vigente.
Cualquier medida de carácter militar que en su caso hubieran de tomarse deberá contar con la aprobación de la JUJEM.
Ruego me confirmen que retransmiten a todas las autoridades del Ejército.

23:30 h (circa) Hotel Palace (Madrid) Armada explica su «plan» para acabar con el secuestro del Gobierno y del Parlamento a Aramburu, a Sáenz de Santamaría y a Mariano Nicolás
Antes de ir al Congreso el general Armada pasa por el Hotel Palace, sede del centro de mando del operativo que rodea el Palacio de las Cortes (según Muñoz Bolaños y Paul Preston, Armada llegó al Palace alrededor de las 0:00 h), y allí les explica su plan para acabar con el secuestro del Gobierno y del Parlamento a los generales Aramburu Topete y Sáenz de Santamaría y al gobernador civil de Madrid Mariano Nicolás. Les dice que la situación es crítica porque el golpe se está extendiendo a otras regiones militares (lo que no es cierto, ya que sólo la de Valencia está sublevada) y que por eso va a postularse para presidir un «gobierno de transición» que cuente con el respaldo del Congreso de los Diputados y cuya misión será «reformar algunos problemas básicos». A los hombres de Tejero les iba a ofrecer salir de España en avión a Portugal si así lo deseaban (el general Gabeiras le ha dado permiso para que les haga esa oferta, incluido dinero para sus gastos). Según escribió después Sáenz de Santamaría, a los tres el plan de Armada les causó «desconcierto y perplejidad», pero no le impidieron que fuera al Congreso a hablar con Tejero. Más tarde comprobaron las mentiras de su plan (había exagerado el apoyo militar al golpe y sus propuestas carecían de cualquier respaldo institucional), pero en esos momentos Armada ya se encontraba en el Palacio de las Cortes. El general Aramburu afirmó durante el juicio, lo que fue corroborado por Mariano Nicolás: «Hubo una llamada del director de la Seguridad del Estado, alertándonos sobre las posibles intenciones del general Armada, y diciéndonos que la fórmula que intentaba poner en práctica ni era constitucional ni estaba aprobada por S.M. el Rey. Asimismo, ordenó que cuando regresara el general Armada se le dijera que fuera al Ministerio del Interior [sede del gobierno interino] y se le acompañase».

### Martes, 24 de febrero

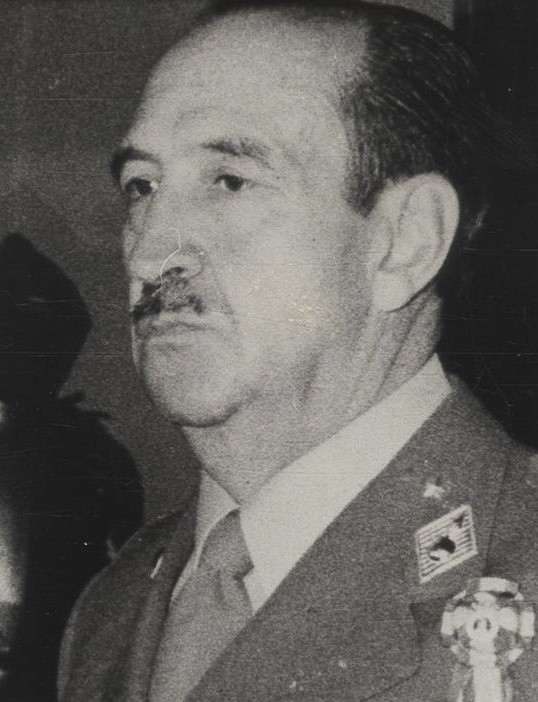
El general Alfonso Armada, uno de los líderes del golpe del 23-F. No logra convencer a Tejero a que acepte su «plan» para salir de la situación de bloqueo en que se encontraba el golpe a medianoche.

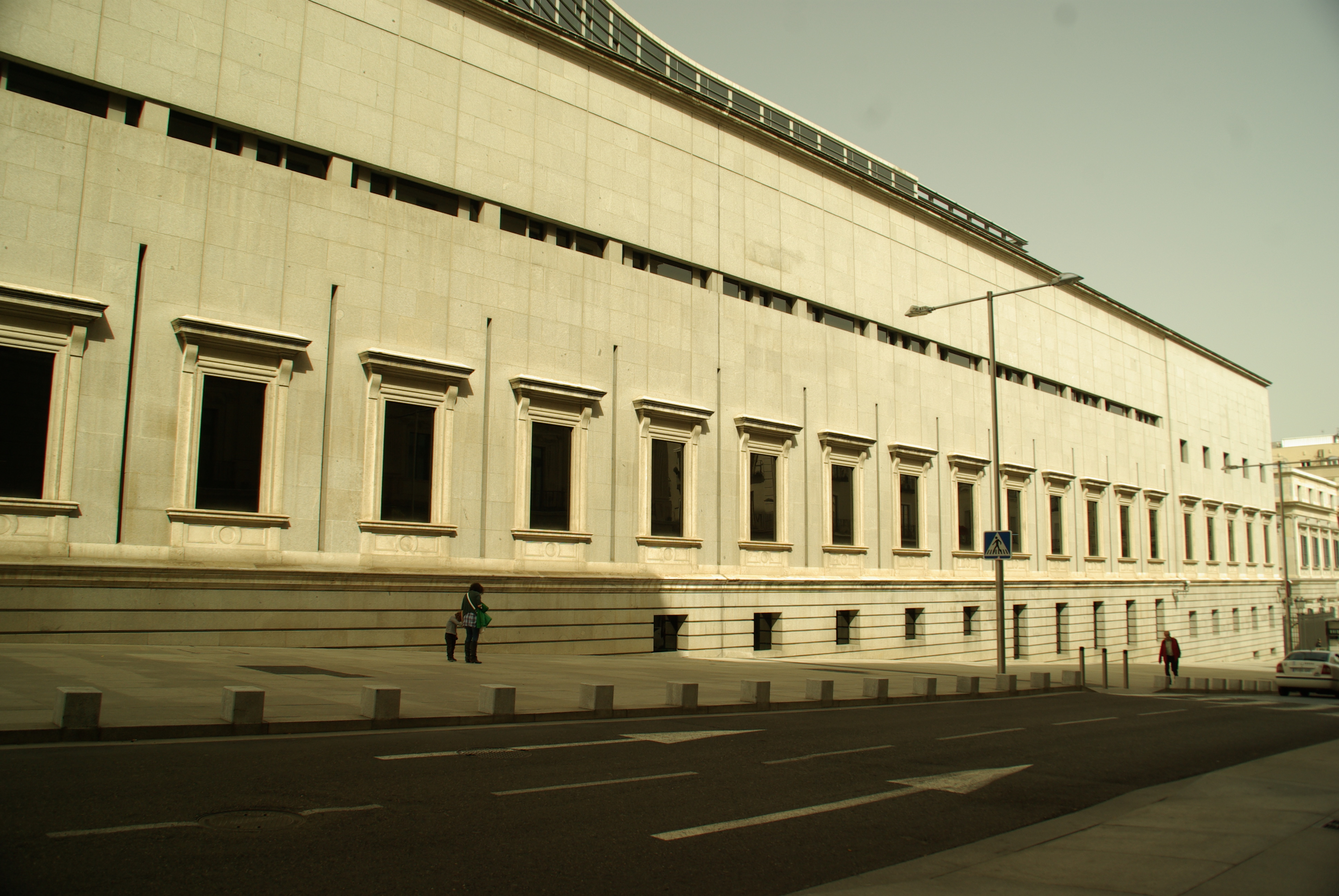
Fachada del edificio anexo del Palacio de las Cortes. Por una de sus ventanas huyeron un grupo de guardias civiles hacia las 10,00 h. del día 24, cuando ya estaba todo perdido para ellos.

0:30 h (circa) Congreso de los Diputados (Madrid) El general Armada se presenta en el Congreso y mantiene una agria discusión con Tejero
El general Armada se presenta en el Congreso (las fuentes difieren sobre la hora exacta), pero, siendo la «autoridad competente» esperada por Tejero, no le propone una Junta Militar presidida por Milans, o un Gobierno en el que Milans fuera ministro de Defensa, sino una lista de políticos de todos los partidos, con el propio Alfonso Armada como presidente del Gobierno: Felipe González como vicepresidente para Asuntos Políticos, los socialistas Gregorio Peces-Barba (Justicia), Enrique Múgica (Sanidad) y Javier Solana (Transportes) y entre los representantes del Partido Comunista a Jordi Solé Tura en Trabajo y a Ramón Tamames en Economía, que formarían un Gobierno de concentración. En este Gobierno estarían también presentes: el aliancista Manuel Fraga (Defensa), los centristas Pío Cabanillas (Hacienda), José Luis Álvarez Álvarez (Obras Públicas), Miguel Herrero y Rodríguez de Miñón (Educación), y Agustín Rodríguez Sahagún (Industria); el presidente de la CEOE, Carlos Ferrer Salat (Comercio), el director de la Agencia EFE, Luis María Ansón (Información), el abogado Antonio Garrigues Walker (Cultura), el banquero José María López de Letona (Vicepresidente para Asuntos Económicos), el diplomático José María de Areilza (Asuntos Exteriores), y dos militares: el general José Antonio Sáenz de Santamaría (Autonomías) y el general Manuel Saavedra Palmeiro (Interior). Ante la propuesta de Armada, Tejero le responde airadamente: «Mi general: yo no he asaltado el Congreso para esto». «Eso que está usted proponiendo es una chapuza», añade. Tras una agria discusión, el teniente coronel despachó violentamente al general Armada sin dejar que se dirigiera a los diputados. Para justificar su propuesta de un gobierno encabezado por él, Armada le había dicho a Tejero que «las cosas no han ido bien» (la idea contraria a la que había transmitido a sus interlocutores del Hotel Palace). También le había hablado de que se le proporcionaría un avión y dinero para que él y sus hombres pudieran huir al extranjero (a Portugal concretamente), lo que indignó aún más a Tejero. En ese momento decidió llamar a Milans a Valencia (según otras versiones, es Armada quien llama a Milans para que convenza a Tejero). Milans le ordena que obedezca al general Armada. Tejero se niega y cuelga el teléfono.

Escudo de Armas de Juan Carlos I. Sobre una foto fija del mismo sonó el himno nacional tras haber leído don Juan Carlos el mensaje difundido a toda España por televisión. Según Juan Ignacio Fuentes, al no haber recurrido a la bandera nacional como cierre del discurso sino al escudo del rey, «se trataba de reforzar el vínculo entre las Fuerzas Armadas y su rey y jefe supremo en una coyuntura crítica, sin dejar resquicio a la insubordinación...».

1:14 h Palacio de la Zarzuela (Madrid) Discurso del rey Juan Carlos I difundido a toda España por televisión
Se emite a través de TVE el mensaje del rey Juan Carlos I, vestido con el uniforme de capitán general de los Ejércitos. El discurso había sido grabado poco antes de la medianoche en el despacho del rey en el Palacio de la Zarzuela. En contra de lo que más tarde especularon los defensores de los golpistas y algunos autores (que la emisión se retrasó a la espera del resultado de la entrevista entre Tejero y Armada), el mensaje se emitió en cuanto llegó la grabación a Prado del Rey. El rey se dirigió a la nación para situarse contra los golpistas, defender la Constitución, llamar al orden a las fuerzas armadas en su calidad de comandante en jefe y desautorizar a Milans del Bosch. El mensaje era una reelaboración de un télex enviado sobre las diez y media de la noche desde la Zarzuela a las Capitanías Generales. A partir de la emisión del mensaje del rey, el golpe se da por fracasado. «Bastó con hacer valer su autoridad como jefe de las Fuerzas Armadas para desautorizar a quienes invocaban su nombre para justificar el golpe de Estado. De esta forma, la obediencia debida a su persona se convertía en lealtad a una democracia que muchos militares no sentían como propia. Pero la cosa no fue tan sencilla. El rey, Sabino y, en menor medida, el marqués de Mondéjar, jefe de la Casa Real, y otros miembros del staff de la Zarzuela se multiplicaron para llevar el mensaje oficial a las capitanías generales, zonas marítimas, regiones aéreas, guarniciones importantes y unidades con más riesgo de contagio. Fue una labor coordinada con otras autoridades…». En fin, el discurso del rey iba a tener un impacto demoledor en el bando sublevado.

Al dirigirme a todos los españoles, con brevedad y concisión, en las circunstancias extraordinarias que en estos momentos estamos viviendo, pido a todos la mayor serenidad y confianza y les hago saber que he cursado a los capitanes generales de las regiones militares, zonas marítimas y regiones aéreas la orden siguiente:

 «Ante la situación creada por los sucesos desarrollados en el Palacio del Congreso y para evitar cualquier posible confusión, confirmo que he ordenado a las Autoridades civiles y a la Junta de Jefes de Estado Mayor que tomen todas las medidas necesarias para mantener el orden constitucional dentro de la legalidad vigente.
 Cualquier medida de carácter militar que, en su caso, hubiera de tomarse deberá contar con la aprobación de la Junta de Jefes de Estado Mayor».

La Corona, símbolo de la permanencia y unidad de la patria, no puede tolerar en forma alguna acciones o actitudes de personas que pretendan interrumpir por la fuerza el proceso democrático que la Constitución votada por el pueblo español determinó en su día a través de referéndum.

Javier Cercas discrepa de la tesis de que con el mensaje del rey el golpe se podía dar por acabado (aunque Cercas reconoce que así lo entendieron la mayoría de españoles, que se fueron por fin a dormir tras ver y oír el mensaje del rey). «Había fracasado el golpe blando de Armada y Milans, pero no el golpe duro de Tejero: el teniente coronel continuaba ocupando el Congreso, Milans seguía ocupando Valencia y una parte del Ejército continuaba todavía al acecho, indiferente al mensaje del rey o irritada o desconcertada por él, aguardando un mínimo movimiento de tropas que terminase con las dudas, reuniese la furia acumulada en los corazones franquistas y entregase la victoria a los partidarios del golpe». Charles Powell coincide: «Desbaratado el golpe blando, Tejero hizo un último intento por llevar adelante su versión dura» que tenía «como objetivo el derrocamiento del sistema democrático y la creación de una junta militar». Una posición similar a la de Cercas y a la de Powell es la que sostiene Roberto Muñoz Bolaños: «Tras la emisión del mensaje, un nuevo movimiento golpista no solo habría ido contra el sistema político, sino contra su persona [el rey], lo que posiblemente provocaría un baño de sangre». Esta visión la confirmó la reina Sofía unos años después: «la cosa cambia a peor para todos los que estábamos aquí [en La Zarzuela] en cuanto se emite el discurso del Rey por televisión oponiéndose al golpe. Entonces, cuando todo el mundo respira tranquilo y se va a la cama a dormir, es cuando nosotros aquí empezamos a estar en peligro».

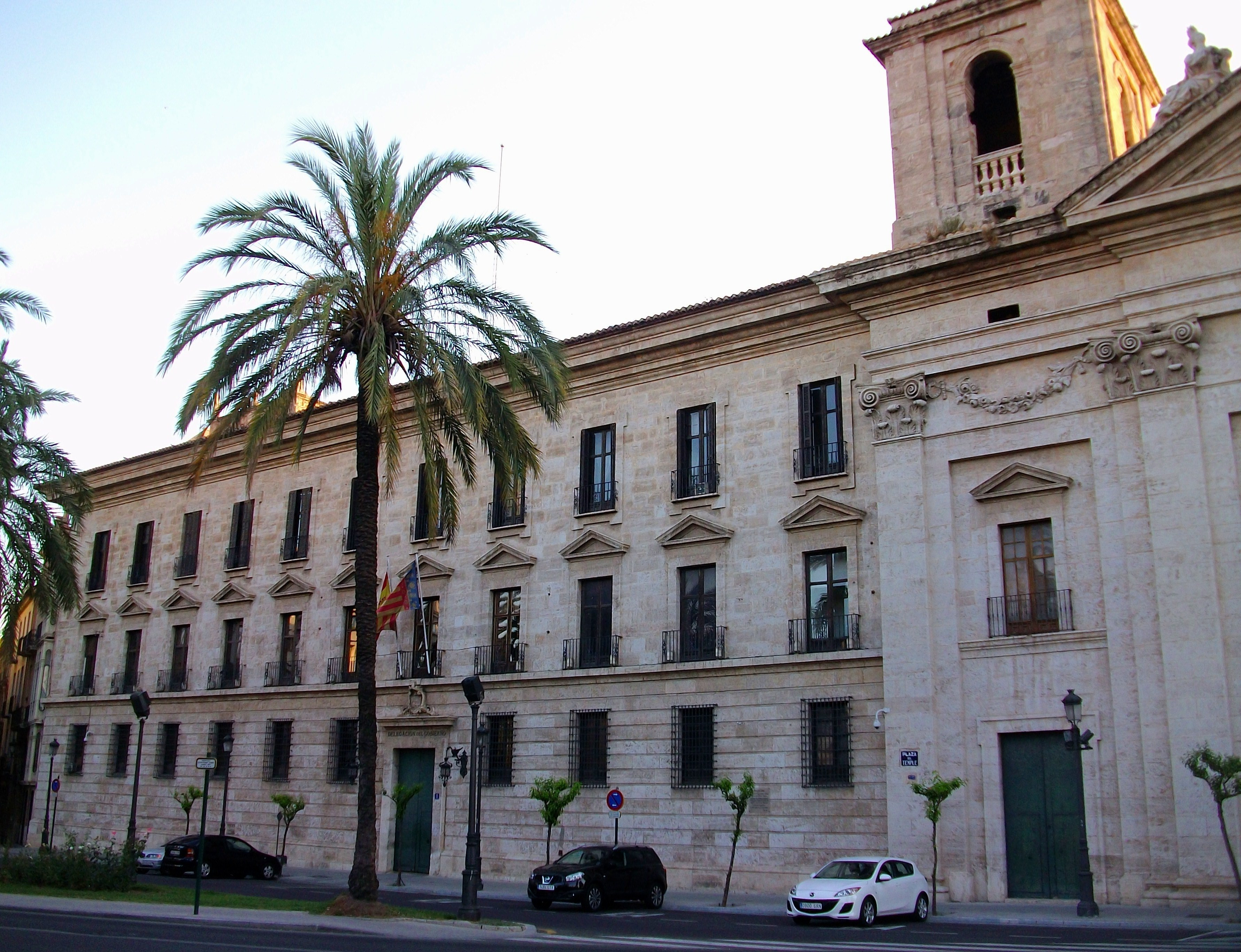
Fachada del Palacio del Temple de Valencia, sede del gobierno civil. Allí se personó el gobernador militar Luis Caruana para controlar a su homólogo civil José Fernández del Río. Un tanque estuvo situado frente al edificio de forma permanente hasta que el capitán general Milans del Bosch ordenó su retirada hacia la 1:30 h del día 24.

1:20 h Capitanía de la III Región Militar (Valencia) Milans del Bosch cumple la orden del rey de retirar los tanques de Valencia, pero no levanta el estado de excepción
Nada más emitirse por televisión su mensaje, don Juan Carlos llama a Milans del Bosch (según algunas fuentes era la segunda llamada: la primera habría sido hecha media hora antes). El rey le ordena que deponga su actitud y es posible que también le leyera el texto de seis puntos que luego le remitiría por télex (según Muñoz Bolaños, el télex se recibió a las 2:23 h tal como consta en el sumario de la Causa 2/81, pero, según Paul Preston, fue enviado a la 1:45) en el que advertía que «cualquier golpe de Estado no podrá escudarse en el Rey, es contra el Rey». En el punto 5 se decía: «Juro que no abdicaré la Corona ni abandonaré España. Quien se subleve está dispuesto a provocar, y será responsable de ello, una nueva guerra civil». «Te ordeno que cumplas cuanto te he dicho» (también le ordenaba que le dijera a Tejero que depusiera inmediatamente su actitud). Milans obedeció y ordenó retirar los tanques que ocupaban una Valencia desierta desde las 21:00 h del día anterior cuando entró en vigor el toque de queda ordenado en el bando de declaración del estado de excepción. A la 1:38 el jefe de informativos de TVE, Iñaki Gabilondo daba la noticia por televisión de que el capitán general de la III Región Militar había ordenado la vuelta a sus acuartelamientos de los tanques y del resto de unidades militares. Sin embargo, Milans se negó a levantar el estado de excepción, según Juan Francisco Fuentes, como un «gesto de solidaridad con quienes tenían secuestrada la soberanía nacional» (es decir, Tejero y los guardias civiles que ocupaban el Congreso de los Diputados). Por su parte el general Gabeiras, jefe del Estado Mayor del Ejército, le había ordenado al gobernador militar de Valencia, general Luis Caruana, que arrestara a Milans («Vete a Capitanía, arresta al capitán general y te constituyes tú en capitán general», le ordenó Gabeiras; «es una papeleta, pero ahora mismo salgo para Capitanía y te llamaré desde allí», le respondió Caruana), pero cuando este se presentó en su despacho con «la misión, para mí muy triste y desagradable» que se le había encomendado, Milans le respondió: «¡Atrévete!». Caruana se retiró sin cumplir la orden (hasta entonces había ejecutado las órdenes que Milans le había dado, como la ocupación del Gobierno civil de la provincia de Valencia, colocando permanentemente un tanque frente a su fachada).
1:25 h Exterior del Congreso de los Diputados (Madrid) El general Armada sale del Palacio de las Cortes sin que Tejero haya aceptado su «plan»
El general Armada abandona el Congreso de los Diputados sin haber conseguido que su «plan» fuera aceptado por Tejero. De él dice: «Este hombre está completamente loco». Era el fin del golpe de Armada y de Milans. «Tejero se jugó el todo por el todo y prefirió el fracaso del golpe al triunfo de un golpe distinto al suyo», afirma Javier Cercas. Más tarde, descubierto su juego, el general Armada será relevado de su puesto de 2.º jefe del Estado Mayor del Ejército por su implicación en la trama golpista. Por su parte Armada negará que hubiera propuesto un gobierno presidido por él o que hubiera querido dar un «golpe blando». «Sin embargo, las pruebas de la lista ministerial, encabezada por las palabras "Pte. Armada", son abrumadoras, empezando por la grabación magnetofónica de una de las conversaciones que Tejero mantuvo aquella noche con Juan García Carrés. En ella, le da cuenta de la reunión que acaba de tener con Armada y de la "chapuza" —de nuevo la palabra— que le había propuesto: dirigirse a los diputados y formar un Gobierno con "la gente de Carrillo" y "el ministro no sé qué"». Poco después de que se hubiera marchado el general Armada el capitán de navío Camilo Menéndez Vives, amigo de Tejero y que ya había protagonizado diversos incidentes «ultras», entra en el Congreso de los Diputados y se une a las fuerzas que lo ocupan. En el juicio declaró: «Al entrar yo en el Congreso, le di un abrazo al teniente coronel Tejero; le dije que iba a acompañarle en unos momentos difíciles…». Por su parte el general Armada, después de pasar por el Hotel Palace, se dirigió al Ministerio del Interior donde le esperaba el director general de la Seguridad del Estado y presidente del gobierno interino Francisco Laína, quien declaró en el juicio: «el general Armada me dice al comentar la situación que el Rey se ha equivocado, que no ha debido dirigirse a través de la televisión al país, que con su actitud está poniendo en peligro a la monarquía, que la situación creada la deben resolver los militares y que hay buscar una solución… Informo de mi conversación con Armada a la Junta de Jefes de Estado Mayor y al general Fernández Campo». Armada negó que en algún momento hubiera criticado al rey.
1:45 h Congreso de los Diputados (Madrid) Una columna comandada por Pardo Zancada se une a las fuerzas de Tejero
El comandante Pardo Zancada se presenta en el Congreso de los Diputados al frente de un pequeño destacamento compuesto por catorce vehículos en los que van ciento nueve soldados, cinco oficiales (de ellos cuatro capitanes que se unieron a Pardo Zancada de forma voluntaria y por ello fueron posteriormente procesados y condenados) y cinco suboficiales (han salido del Cuartel General de la División Acorazada Brunete antes de emitirse el mensaje del rey). No sólo quiere apoyar a las fuerzas de Tejero que ocupan el Congreso de los Diputados («la llegada de su columna levantó el ánimo de los guardias civiles sublevados, que empezaban a ser víctimas de la fatiga y del desaliento», comenta Javier Cercas) sino que con su gesto también pretende arrastrar a otras unidades de la Brunete. Sin embargo, nadie le secunda, incluso los que unas horas antes habían apoyado el golpe. Desde el Congreso Pardo Zancada telefonea a otros mandos de unidades de la Brunete (y al coronel José Ignacio San Martín, implicado en el golpe), pero todos rehúsan unirse a él y a Tejero, ya que consideran que todo está perdido después de que el rey hubiera aparecido en televisión. A las 4:45 h Europa Press —cuyo director era Antonio Herrero Losada— difundirá una especie de manifiesto escrito por Pardo Zancada en el que se abogaba por una «verdadera democracia», se rechazaban las «autonomías separatistas» y se hacía un llamamiento al rey para que se pusiera «al frente de los destinos de la Patria» (previamente Pardo Zancada había intentado que el manifiesto lo publicara El Alcázar, pero este periódico ultraderechista rehusó hacerlo —según Muñoz Bolaños, porque su director siguió el consejo del general Armada de que no lo hiciera—; también se negó a difundirlo la emisora de radio La Voz de Madrid). Horas antes el capitán general de Madrid Guillermo Quintana Lacaci había telefoneado a Milans del Bosch para que este ordenara a Pardo Zancada el abandono inmediato del Congreso de los Diputados, pero Milans se negó y le dijo que «lo hiciera él, como mando que era de la Capitanía de Madrid».
5:10 h Capitanía General de la III Región Militar (Valencia) Milans comunica al Palacio de la Zarzuela el levantamiento del estado de excepción
Milans del Bosch llama al Palacio de la Zarzuela para decir que se va a hacer público un nuevo bando que «dejaba sin efecto» el estado de excepción proclamado el día anterior. Terminaba diciendo: «En todo momento, la intención de este Mando ha sido y es el Servicio a España, el respeto a la Ley bajo el mando supremo de S.M. el Rey (Q.D.G.), cuya adhesión inquebrantable queda patente, hoy más que nunca. ¡VIVA EL REY! ¡VIVA SIEMPRE ESPAÑA!». Sabino Fernández Campo le pidió que le enviara una copia por télex y en cuanto le llegó le dio la máxima difusión entre los capitanes generales y altos mandos militares. Según Paul Preston, la decisión de Milans se debió a que a las 2.30 horas recibió una nueva llamada de la Zarzuela pidiéndole explicaciones de por qué no había revocado aún la proclamación del estado de excepción.
5:20 h (circa) Congreso de los Diputados (Madrid) / Capitanía de la III Región Militar (Valencia) Pardo Zancada habla con Milans y este se desentiende de lo que suceda en adelante
Al enterarse —a través del coronel José Ignacio San Martín— de que Milans del Bosch ha levantado el estado de excepción, el comandante Ricardo Pardo Zancada, que hace pocas horas se ha sumado a las fuerzas de Tejero que tienen secuestrado al Gobierno y al Parlamento, le llama a Valencia para confirmar la noticia que ha recibido y en busca de instrucciones. Milans intenta quitarle importancia a la decisión que ha tomado y también le dice que la solución es que convenza a Tejero de que acepte la proposición de Armada (siendo consciente de que Tejero nunca la aceptaría y que Armada ya estaba fuera de juego). Cuando Pardo Zancada le dice que se lo diga personalmente a Tejero Milans le responde: «no, háblale tú mismo». El deseo de Milans era, según Juan Francisco Fuentes, «quitarse de en medio lo antes posible y desvincularse de unos compañeros de viaje que ahora le resultaban una peligrosa carga a bordo. […] Ya no estaba dispuesto ni a tratar por teléfono con él [con Tejero]». Pardo Zancada escribió en el libro que publicó en 1998 sobre el 23-F: «Me retiré del teléfono en un estado de gran confusión. La actitud del teniente general me parecía incomprensible. No quería abandonarnos, decía, pero nos dejaba solos. No puedo admitir que el general rehúse darnos una orden concreta en el sentido que sea: seguir o retirarnos. Tan solo ese intento de persuadir a Tejero. ¿Para qué? ¿Para aceptar un Gabinete de coalición con presencia de socialistas y comunistas y Armada de presidente? ¿Y para eso hacía falta este montaje? No obstante cumplí la orden de Milans. Le conté mi conversación al teniente coronel y ambos quedamos de acuerdo en esperar acontecimientos. Lo que se nos ofrecía nuevamente no era solución, aunque viniese de un general al que respetábamos y queríamos». Roberto Muñoz Bolaños comenta: «El golpe de Estado había fracasado definitivamente y solo restaba que las fuerzas que ocupaban el Congreso de los Diputados lo abandonasen». Milans del Bosch declaró en el juicio: «A las 6.30 horas de la mañana me retiro a mi pabellón a descansar, no sin decir antes que, si había alguna llamada de Tejero, le dijeran que se pusiera en contacto con Armada».
7:30 h Congreso de los Diputados (Madrid) Manuel Fraga, tras provocar un incidente, es conducido fuera del hemiciclo
Los diputados, cansados física y psicológicamente, conocían que el golpe había fracasado por los aparatos de radio que tenían algunos de ellos. En ese clima de deterioro de la situación, Manuel Fraga Iribarne, el único líder político importante que permanecía en el hemiciclo (un miembro de UCD relató: «Yo pude observar que cuando se llevaron a los líderes de los principales partidos políticos, el señor Fraga habló con un guardia civil, dicen que para saber por qué a él no le habían llevado también»), protestó diciendo que quería salir a la calle lo que provocó un tumulto y varios guardias civiles cargaron sus metralletas apuntando hacia los escaños. Intervino Tejero y lo sacó del hemiciclo. Fraga quedó recluido en el despacho del presidente del Congreso de los Diputados. El siguiente en protestar fue Joaquín Satrústegui, de UCD, que le dijo a Tejero: «Soy íntimo amigo del teniente general Milans de Bosch. Pido que yo pueda hablar con él. Porque aquí se nos está mintiendo. El teniente general Milans del Bosch es incapaz de sublevarse contra el Rey». Tejero le contestó: «Siéntese, yo no dialogo». Y abandonó el hemiciclo.
9:50 h (circa) Congreso de los Diputados (Madrid) Se pactan las condiciones de la rendición del comandante Pardo Zancada
El teniente coronel Eduardo Fuentes Gómez de Salazar, destinado en el Cuartel General del Ejército, negocia las condiciones de su rendición con el comandante Pardo Zancada. Fuentes, amigo de Pardo Zancada desde que ambos trabajaban a las órdenes del coronel José Ignacio San Martín en el servicio de inteligencia del almirante Carrero Blanco y colaborador de la revista militar progolpista Reconquista de la que Pardo Zancada es redactor-jefe, se había ofrecido para ir al Congreso e intentar que este se rindiera (de hecho habían hablado por teléfono durante la madrugada). El general Gabeiras le había dado permiso con la esperanza de que si lo conseguía eso arrastrara a Tejero a hacer lo mismo. Había llegado al Congreso poco después de las 9:00 h, no sin antes recibir instrucciones del puesto de mando establecido en el hotel Palace (Aramburu y Santamaría le habían exigido que solo aceptara condiciones de rendición que considerara absolutamente razonables). La negociación no fue fácil, pero finalmente acordaron que Pardo Zancada saldría del Congreso al mismo tiempo que Tejero y al mando de su unidad, sin fotógrafos ni cámaras de televisión, y que no se exigirían responsabilidades a los hombres a sus órdenes «de teniente para abajo». Cuando Fuentes llevó el acuerdo al hotel Palace recibió el visto bueno del general Gabeiras desde su despacho en el Cuartel General del Ejército.
10:00 h Congreso de los Diputados (Madrid) Huida de un grupo de guardias civiles y salida de las diputadas
Ante las noticias que se van filtrando sobre el fracaso total del golpe, un grupo de guardias civiles huyen saltando por una ventana de la planta baja del nuevo edificio de las Cortes que da a la Carrera de San Jerónimo. Pardo Zancada califica el hecho de «vergonzoso incidente». La escena era tan deshonrosa que el director general de la Guardia Civil José Luis Aramburu Topete, que llevaba horas intentando poner fin al secuestro, declaró: «Con gusto los hubiese vuelto a meter dentro». Por otro lado, los secuestradores autorizan a las diputadas a que puedan abandonar el Congreso de los Diputados. Todas protestan por lo discriminatorio de la medida, pero sus compañeros varones les convencen para que lo hagan.
10:30 h Congreso de los Diputados (Madrid) / Hotel Palace (Madrid) Tejero exige que acuda el general Armada al Congreso como una de las condiciones de su rendición
El teniente coronel Tejero, tras reunirse con sus oficiales y sus guardias, anuncia que está dispuesto a rendirse, pero exige que vaya al Congreso el general Armada, «quizá para mostrarle del modo más humillante posible que había perdido», sugiere Paul Preston. Un cuarto de hora después Armada sale del Cuartel del Ejército y antes de ir al Palacio de las Cortes pasa por el hotel Palace, el centro de mando del operativo que rodea el Congreso. En cuanto llega al Congreso los golpistas le entregan una nota escrita en papel timbrado de las Cortes en el que exponen sus condiciones para la entrega. El general Armada regresa al hotel Palace para llevar la nota a sus superiores. La nota con las condiciones había sido escrita por el coronel Fuentes Gómez de Salazar cuando volvió al Congreso de los Diputados para negociar esta vez con Tejero (la nota incluía también lo acordado con Pardo Zancada). Las condiciones eran similares a las de Pardo Zancada, aunque con algunos matices («Suboficiales y guardias sin responsabilidad», pero no se mencionaba a los tenientes, aunque también se decía «Responsable T. col. Tejero»; «Salir en coche y entregarse en la D.G. del Cuerpo») y se añadían dos: «Quiere que venga el general Armada» y «Algún oficial puede salir al extranjero» (¿esta última, tal vez, pensando en sí mismo?).
11:25 h Congreso de los Diputados (Madrid) El general Armada firma el documento con las condiciones para la rendición de Tejero (el «pacto del capó»)
El general Armada firma sobre el capó de uno de los vehículos utilizados por los asaltantes la nota con las condiciones de la rendición (ni Tejero, ni Pardo Zancada consideraron necesario firmarla ellos también). La nota acordada con los golpistas que Armada había llevado al hotel Palace había sido aprobada por el general José Gabeiras, jefe del Estado Mayor del Ejército, y por Ignacio Alfaro Arregui, jefe de la Junta de jefes de Estado Mayor, —este último a su vez había consultado con la Zarzuela—. Según el que sería conocido como el «pacto del capó», quedaban excluidos de cualquier responsabilidad los militares y los guardias civiles que habían participado en el asalto «de teniente para abajo». El «pacto del capó» también incluía la salida de Tejero sin la presencia de periodistas.

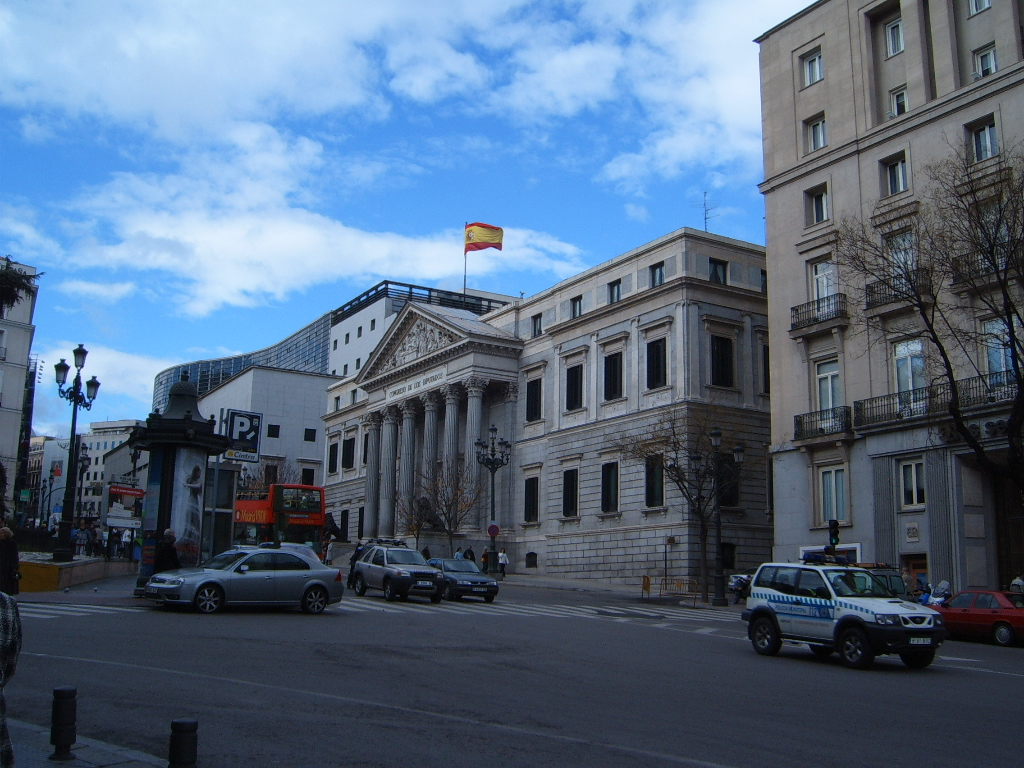
Fachada principal del Palacio de las Cortes vista desde el Hotel Palace. Ese fue el recorrido que hicieron los diputados y los miembros del Gobierno tras su liberación.

12:00 h Congreso de los Diputados (Madrid) Los miembros del Gobierno y los diputados salen del Palacio de las Cortes. El golpe de Estado había terminado
Comienzan a abandonar el edificio del Congreso los diputados y los miembros del Gobierno. Previamente el presidente del Congreso de los Diputados Landelino Lavilla no ha permitido que fuera Tejero el que organizara la salida del hemiciclo, sino que lo ha hecho él mismo como máxima autoridad de las Cortes, con lo que restablecía así la supremacía del poder civil. Sin embargo, una última humillación les aguardaba a los diputados en el patio lateral que comunica con la Carrera de San Jerónimo: tienen que caminar entre dos filas de soldados y guardias civiles armados con «una expresión hostil y vengativa» como la de sus jefes. «Tejero nos miraba con desprecio, Pardo con odio», dirá el diputado Miquel Roca. Entre los que salen también se encuentran el presidente del Gobierno y el grupo formado por el vicepresidente, el ministro de Defensa, y los diputados González, Guerra y Carrillo, que han permanecido aislados durante prácticamente todo el secuestro. A las 12,15 ya no quedaba nadie en el hemiciclo. Algunos de los que salen reconocen al general Armada que se encuentra entre las autoridades que les reciben. Se acercan a él para darle las gracias por sus gestiones. Uno de ellos el presidente del gobierno Adolfo Suárez. Este cuando poco después se encontró con el rey en el Palacio de la Zarzuela (fue el primer sitio a donde fue tras ser liberado) le dijo que había cometido un error con Armada. «Agárrate. No te equivocaste. Ha sido el cerebro de todo», le contestó don Juan Carlos. Cuando salieron los primeros diputados y miembros del gobierno «eran las doce en punto de la mañana de un martes helado y brumoso, acababan de transcurrir las diecisiete horas y media más confusas y decisivas del último medio siglo de historia de España y el golpe del 23 de febrero había terminado».

## Reacciones

### Dentro de España

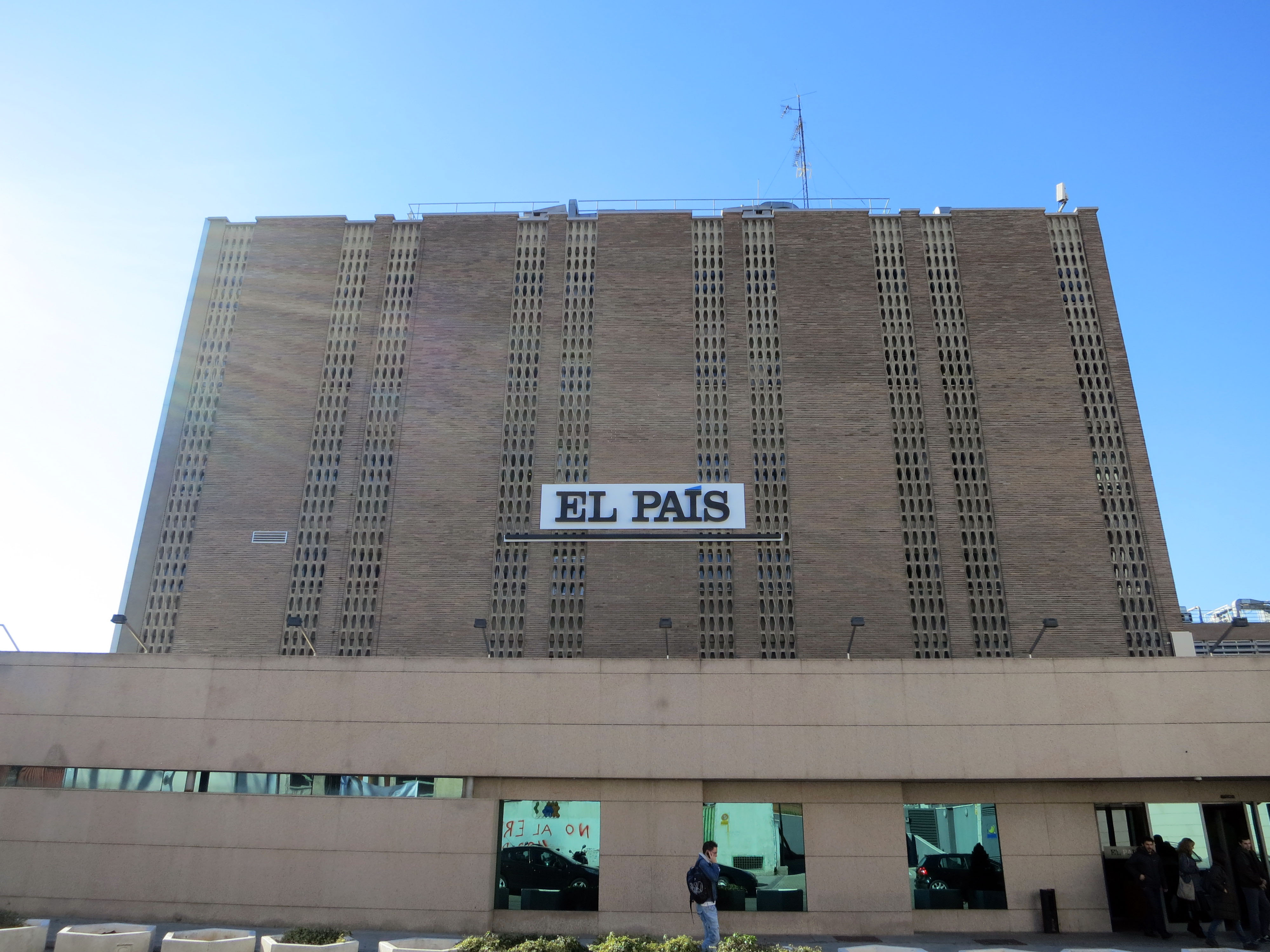
Sede del diario El País. Dos horas después del inicio del secuestro del Congreso de los Diputados el diario sacó a la calle una edición especial con el titular «Golpe de Estado. El País, con la Constitución». Javier Pradera escribió el editorial que aparecía en la primera página.

Javier Cercas ha destacado que cuando se produjo el golpe nadie salió a la calle en defensa de la democracia, y ello se debió, según él, al recuerdo todavía vivo de la guerra civil. «El país entero se metió en casa a esperar que el golpe fracasase. O que triunfase». Pero hubo algunas «escasísimas salvedades» como el diario El País que sacó una edición especial a las dos horas de haberse iniciado el secuestro del Congreso de los Diputados. El editorial nítidamente antigolpista que aparecía en primera página había sido escrito por Javier Pradera, una persona que demostró «estar dispuesta a jugarse el tipo por la democracia», en palabras de Javier Cercas. Otra excepción fue Diario 16 que sacó una edición especial hacia las 12 de la noche y entre los políticos el presidente de la Generalidad de Cataluña Jordi Pujol —y el PSUC, el partido comunista catalán—. Solo tras el mensaje del rey emitido por televisión a las 01,14 h. del martes comenzaron a caer «en cascada las condenas al golpe de las organizaciones políticas, sindicales y profesionales, de los gobiernos autonómicos, de las alcaldías, de las diputaciones, de la prensa y de un país entero que había permanecido en silencio hasta que vislumbró el fracaso de los golpistas».
El día 23 el episcopado español se encontraba reunido en asamblea plenaria, pero no realizó declaraciones hasta el día 24, cuando el golpe ya había fracasado. Según Santiago Carrillo, un asistente a la asamblea, que no era obispo, sino cura, trató de conseguir que ese mismo día la asamblea hiciera una declaración contra el golpe y a favor de la Constitución, pero no lo logró. Según relató años después, José María Martín Patino, obispo auxiliar de Madrid, se pasó toda la noche intentando que la jerarquía eclesiástica condenara el golpe e hiciera una declaración a favor del sistema democrático —así lo habían pedido reiteradamente desde el Ministerio de la Presidencia y diversos medios de comunicación—, pero no lo logró. «Yo todavía tengo remordimientos y sentimiento de culpa», afirmó. Cuando finalmente se redactó el comunicado algunos obispos se opusieron a que se incluyera la referencia a la Constitución, aunque acabó prevaleciendo la opinión del sector «progresista» liderado por el cardenal Tarancón y sí apareció: «Queremos expresar a Su Majestad el Rey, a las autoridades y al pueblo, nuestro firme propósito de contribuir como pastores de la Iglesia a la serenidad y a la responsabilidad de todas las instituciones y personas del país, dentro del respeto a la Constitución, y con voluntad de concordia por parte de todos». Sin embargo, en el comunicado no se condenaba de forma expresa el golpe ni aparecía la palabra democracia. Por otro lado, la patronal CEOE tampoco hizo ningún comunicado a favor del sistema democrático, a pesar de la petición expresa que les hizo a sus dirigentes Alberto Recarte, asesor económico de Suárez adscrito al Ministerio de la Presidencia.
Poco después de las doce y media de la mañana del martes 24, cuando todos los diputados y miembros del gobierno ya habían salido del Palacio de las Cortes, Televisión Española emitió las imágenes de lo que había sucedido en el hemiciclo del Congreso de los Diputados desde la entrada del teniente coronel Tejero pistola en mano a las 18:23 h del lunes 23 hasta treinta y cuatro minutos y veinticuatro segundos después. Aunque no se estaba emitiendo en directo, había cuatro cámaras enviando su señal a la unidad móvil de TVE. Las dos centrales fueron inutilizadas por los asaltantes, pero las dos laterales siguieron funcionando hasta que en un momento determinado dejaron de emitir. El impacto de las imágenes fue enorme. Era «el único golpe en la historia grabado por televisión».
Por la noche de ese mismo martes 24 de febrero, tras la reunión de la Junta de Defensa Nacional, el rey recibió en el Palacio de la Zarzuela a los principales líderes políticos (Adolfo Suárez, Agustín Rodríguez Sahagún, Felipe González, Santiago Carrillo y Manuel Fraga). Les entregó un documento en el que se decía que había que extraer «meditadas consecuencias para determinar futuras normas de conducta» y en el que se pedía a los partidos que actuaran con «serenidad y prudencia» y que limitaran las exigencias de responsabilidades por el golpe a quienes «cometieron los actos de subversión de las últimas horas» evitando generalizarlas al conjunto de las Fuerzas Armadas. Según Juan Francisco Fuentes, el mensaje que quiso transmitir el rey a los dirigentes políticos fue que «la salud de la democracia y la estabilidad del país requerían una mayor unidad entre todos». El documento que entregó el rey a los líderes políticos decía lo siguiente:

Quiero llamar la atención de todos sobre la trascendencia de los acontecimientos que acaban de tener lugar, y no podemos olvidar que aun cuando se hayan solucionado los problemas que tanto nos preocuparon, se ha creado una situación delicada que es preciso abordar con la máxima serenidad y mesura.
La Corona se siente orgullosa de haber servido a España con firmeza y en el convencimiento de que la vida democrática y el respeto estricto a los principios constitucionales es la voluntad mayoritaria del pueblo español. Sin embargo, todos deben estar conscientes, desde sus propias responsabilidades, que el Rey no pude ni debe enfrentar reiteradamente con su responsabilidad directa circunstancias de tan considerable tensión y gravedad. Ayer se daba la circunstancia de que el Gobierno estaba retenido en el Congreso. He valorado muy positivamente la serena conducta de las Fuerzas Armadas y las de Seguridad, que en todo momento han demostrado su disciplina, patriotismo y lealtad a la Corona.
Y, finalmente, reitero a todos mi petición de colaboración leal y desinteresada, superando diferencias secundarias en beneficio de una identificación en los más graves y fundamentales problemas del país para que podamos consolidar nuestra democracia dentro del orden, la unidad y la paz.

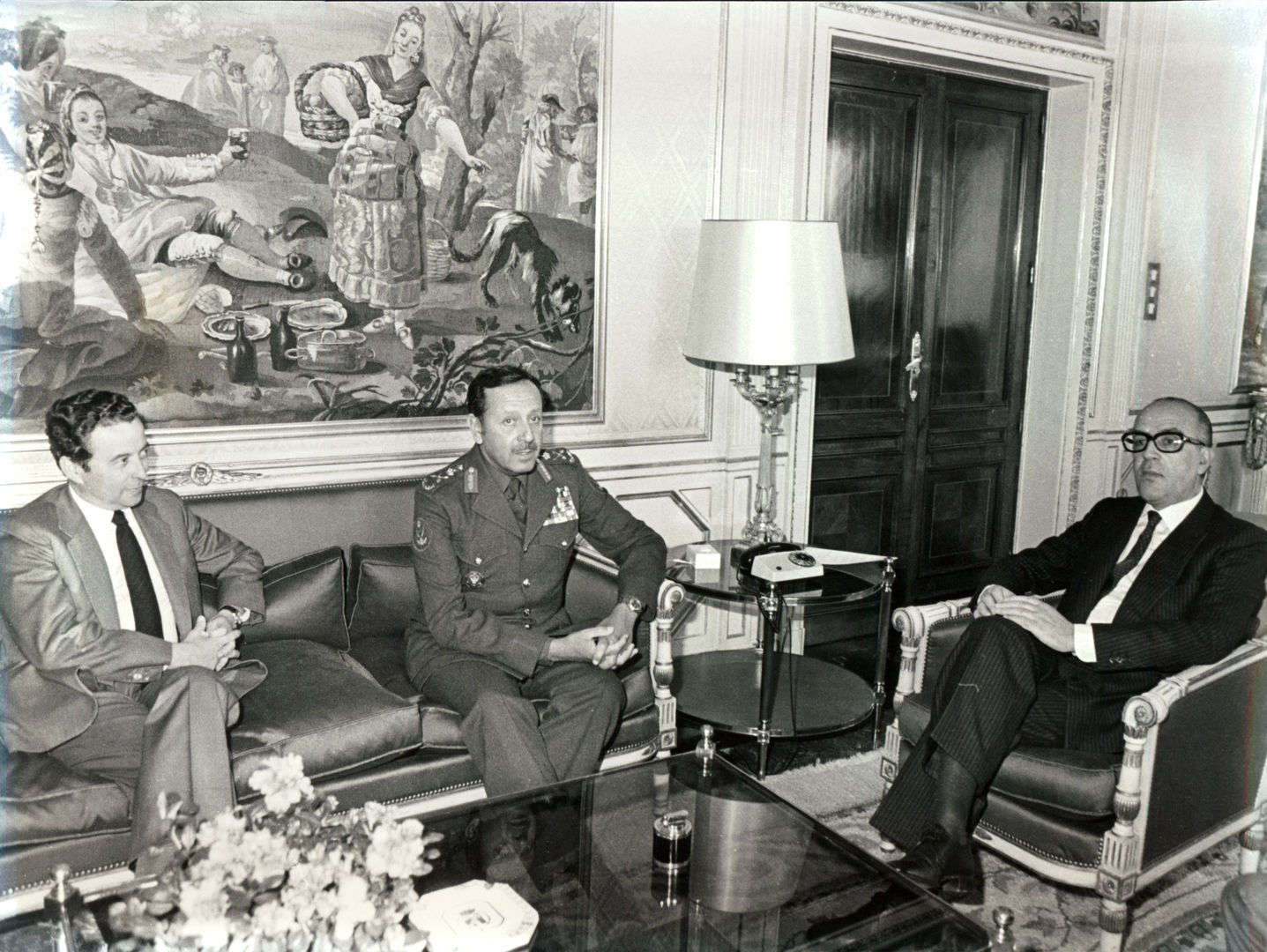
Leopoldo Calvo Sotelo (derecha) recibe a un alto mando del Ejército de Jordania (centro), acompañado por el ministro de Defensa Alberto Oliart (izquierda).

El 25 de febrero por la tarde se celebró la sesión de investidura interrumpida por el asalto al Congreso por Tejero. Leopoldo Calvo Sotelo obtuvo 186 votos, 17 más que en la primera vuelta. Previamente el presidente del Congreso de los Diputados Landelino Lavilla pronunció un discurso reprobando el golpe y renovando, en nombre de la Cámara, «nuestra fe en el orden constitucional». Fue muy aplaudido sobre todo cuando aludió al trascendental servicio prestado por el rey y por los medios de comunicación. Estos aplausos también se habían producido cuando hizo su entrada en el hemiciclo el teniente general Manuel Gutiérrez Mellado. Cuando al día siguiente Calvo Sotelo anunció la composición de su nuevo gobierno se destacó como principal novedad que por primera vez desde la guerra civil no había ningún militar entre sus miembros. La cartera de Defensa la ostentaba Alberto Oliart, abogado del Estado y ministro en dos ocasiones con Suárez. A él le iba a corresponder la difícil tarea de afianzar la supremacía del poder civil en el ámbito castrense (lo que conseguiría, según Juan Francisco Fuentes, «combinando con habilidad prudencia y firmeza»). Uno de sus mayores aciertos, según este mismo historiador, sería el nombramiento del teniente coronel Emilio Alonso Manglano como nuevo director del CESID ―se lo había recomendado el capitán general de Madrid Guillermo Quintana Lacaci: «Este es el hombre que te hace falta», le había dicho al ministro―. Otro fue, según Roberto Muñoz Bolaños, la aprobación de una Ley que adelantó la edad para pasar a la situación de reserva activa lo que le permitió al Gobierno cesar a los capitanes generales que se habían mostrado más cercanos a los golpistas, como Merry Gordon, Elícegui, De la Torre y Campano.
El viernes 27 de febrero se celebraron en toda España manifestaciones masivas en defensa de la democracia. La de Madrid, que congregó a un millón y medio de personas bajo la lluvia, está considerada como la mayor manifestación de la historia de España. La pancarta que la encabezaba, sostenida por los líderes de los partidos políticos y de los sindicatos decía: «Por la libertad, la democracia y la Constitución». Algunos periodistas destacaron que se veían personas que levantaban el puño y al mismo tiempo llevaban pancartas con un escueto «Viva el rey». El historiador Juan Francisco Fuentes comenta: «La consolidación de la monarquía parlamentaria y la definitiva conversión de la izquierda al juancarlismo se vislumbraban como el principal legado del golpe».
Al día siguiente el rey presidió un acto en la Academia Militar de Zaragoza en el que les dijo a los oficiales allí reunidos: «No se contribuye a la seguridad de la Patria con acciones irreflexivas». También se refirió a los políticos y a los medios de comunicación a los que solicitó «no propiciar un ambiente de incomodidad, disgusto o preocupación en las Fuerzas Armadas». Más concretamente pidió «no extender el análisis o la sanción moral a colectividades enteras por el hecho de que pertenezcan a ellas quienes piensan erróneamente que sus impulsos precipitados les convierten en salvadores de la patria y que no existen más caminos que los de la subversión y la violencia».

### Fuera de España

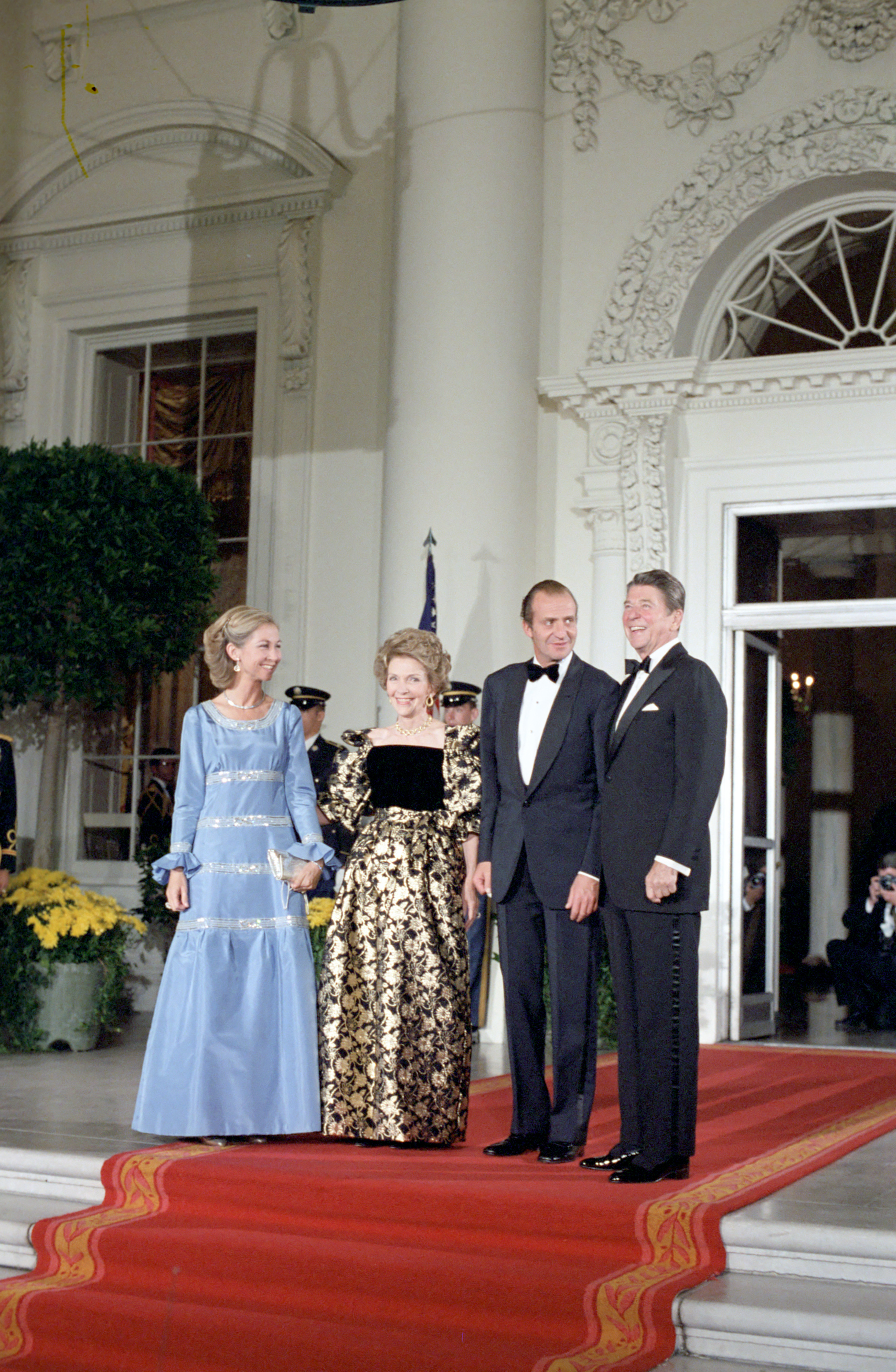
Los reyes Juan Carlos y Sofía junto al presidente Ronald Reagan y a su esposa Nancy Reagan en la Casa Blanca durante la visita oficial que hicieron a Estados Unidos en octubre de 1981.

El 23-F fue portada en todos los periódicos del mundo. Muchos de ellos, como The New York Times, La Stampa (que tituló «Fantasmi del passato») o Le Figaro, reprodujeron también en portada la foto del teniente coronel Tejero blandiendo la pistola en la tribuna del Congreso (esa foto de Manuel Pérez Barriopedro recibiría el premio World Press Photo of the Year). Un periódico sueco llegó a titular «Un torero asalta el Parlamento español», lo que constituía una prueba de que los viejos estereotipos sobre España no acababan de desaparecer. Hubo periódicos que recurrieron al más puro sensacionalismo como The Daily Mirror: «Spain: Civil War». La conclusión generalizada fue que la España democrática había superado la prueba.
Europa
Nada más producirse el asalto al Congreso, el golpe fue condenado con toda dureza por los países de la Comunidad Económica Europea, con quienes España estaba negociando una adhesión que se produciría finalmente en 1986. De entre todos los Estados miembros conviene destacar por su energía la protesta del Reino Unido y especialmente la reacción de la entonces primera ministra, Margaret Thatcher.
Estados Unidos
Tras la entrada de Tejero en el hemiciclo, el secretario de Estado estadounidense, el general Alexander Haig, no condenó el asalto al Congreso de los Diputados, sino que se limitó a decir que era «un asunto interno de los españoles», lo que le valió severas críticas internacionales. El presidente Ronald Reagan, a diferencia de varios líderes europeos que lo hicieron mucho antes, no telefoneó al Rey hasta la mañana del día 24 —una conversación que duró solo tres minutos—. Una vez fracasado el golpe, Estados Unidos cambió el sentido de sus declaraciones radicalmente: «Tenemos que congratularnos de que en España haya triunfado la democracia». El 27 de febrero Reagan le envió una carta personal al rey Juan Carlos felicitándole por su actuación y mostrando su apoyo al sistema democrático. Por su parte, la Cámara de Representantes aprobó por aclamación una resolución en el mismo sentido. En octubre de 1981 los reyes Juan Carlos y Sofía hicieron una visita oficial a Estados Unidos, donde fueron recibidos en la Casa Blanca por el presidente Ronald Reagan y su esposa Nancy.

## El juicio

### La instrucción del sumario
El mismo 24 de febrero por la tarde se reunió en el Palacio de la Zarzuela la Junta de Defensa Nacional presidida por el rey. Por expreso deseo del presidente en funciones Adolfo Suárez también asistió Francisco Laína, que había presidido el «gobierno interino» que había asumido el poder ejecutivo mientras el Gobierno y el Parlamento estaban secuestrados. Laína aportó las grabaciones de las llamadas de los ocupantes del Congreso al exterior. Las cintas probaban la implicación del general Armada en el golpe y su doble juego (y también su mala opinión sobre don Juan Carlos, lo que conmocionó al rey), por lo que Suárez ordenó su inmediata destitución como 2.º jefe del Estado Mayor del Ejército. Como el general José Gabeiras, jefe del Estado Mayor del Ejército, pareció dudar y buscó la aprobación del rey, Suárez le dijo de forma taxativa: «No mire al Rey. Míreme a mí».
Tras la reunión de la Junta de Defensa el teniente general Gabeiras se encargó de tomar las primeras medidas disciplinarias. A las 20.30 de ese mismo día recibió en su despacho al teniente general Jaime Milans del Bosch, a quien había ordenado venir desde Valencia en un avión dispuesto para él. Estaba presente también el capitán general de Madrid, Guillermo Quintana Lacaci. Gabeiras le comunicó a Milans su destitución como capitán general de la III Región Militar y la imposición de dos meses de arresto por desobediencia reiterada, sin perjuicio sobre lo que pudieran dictar los tribunales militares. Media hora después, hacia las 21:00 horas, Gabeiras llamó a su despacho al general Armada a quien le comunicó su destitución como 2.º jefe del Estado Mayor del Ejército y que debía permanecer en su domicilio a la espera de nuevas órdenes. Según Gabeiras, cuando Armada salió de su despacho dijo: «Sí, me equivoqué; comprendo que me equivoqué». Frase que Armada negará haber pronunciado; por el contrario, según la versión de Armada, le afeó a Gabeiras que no lo hubiera defendido como es la obligación de un superior sobre su subordinado cuando este lo que hace es cumplir órdenes. Dos días después, 26 de febrero, el Ministerio de Defensa informaba del arresto del general Armada «como consecuencia de la existencia de indicios que apuntan al intento no constitucional de asumir por su parte la presidencia del gobierno». También daba cuenta del arresto del general Luis Torres Rojas, gobernador militar de La Coruña, y del coronel José Ignacio San Martín, jefe del Estado Mayor de la División Acorazada Brunete.
Como juez instructor fue nombrado José María García Escudero y este terminó el sumario el 9 de julio de 1981. Ocupaba más de seis mil folios mecanografiados a doble cara y en él se proponía el procesamiento de treinta y dos militares y un único civil, el ultraderechista Juan García Carrés. «Es una cifra ridícula comparada con el número real de implicados en el golpe… El gobierno de Leopoldo Calvo Sotelo hizo cuanto pudo por restringir el número de imputados porque pensaba que la tambaleante democracia posterior al golpe no soportaría sin desplomarse el desfile de cientos de militares de altísima graduación por la sala del juicio y el examen riguroso de sus complicidades civiles, un examen susceptible de salpicar a los muchos miembros de la clase dirigente que sabiéndolo o sin saberlo tejieron la placenta del golpe».
Las defensas tuvieron de plazo hasta el 28 de septiembre para presentar sus conclusiones y en todos los casos solicitaron la absolución de sus clientes, alegando el principio de obediencia debida. Argumentaban que se habían limitado a obedecer las órdenes que ellos pensaban que provenían del rey a través del general Armada. «Paralelamente, pero de forma coordinada, se venía desarrollando en los medios afines una campaña de intoxicación para involucrar al rey en la conjura», afirma Juan Francisco Fuentes. «En los cuarteles y en los periódicos de ultraderecha arreciaba una campaña destinada a culpar al Rey para exculpar a los golpistas», coincide Javier Cercas. Tras presentar sus alegaciones diez de los abogados defensores emitieron un comunicado conjunto en el que afirmaban que la «operación del 23-F» había sido llevada a cabo por sus perpetradores «en la firme convicción y plena seguridad de dar fiel cumplimiento a consignas emanadas de S. M. el Rey, comandante supremo de las FA, según mandato constitucional…».
Según Paul Preston, el rey «estaba totalmente exasperado» «por las continuas insinuaciones de su implicación en el 23-F». En su discurso de la Pascua Militar de enero de 1982 denunció la campaña de difamación de la que estaba siendo objeto diciendo que tenía «la mentira como lema, la confusión como método, y la afrenta como objetivo». «Nadie habrá podido escuchar de mí la menor protesta ni descubrir el más insignificante esfuerzo por defenderme de una calumnias que merecen tan sólo el más rotundo de los desprecios. Nadie habrá podido dudar de mi serenidad y de mi prudencia, porque pensaba y pienso que no debo descender a rebatir falsedades ni a justificar conductas… Pero permitidme, que hoy, en esta Pascua nuestra, cuando estoy hablando a queridos compañeros de armas en un tono de confianza y sinceridad, deje una breve pero profunda constancia tanto de mi dolor por los lamentables procedimientos que algunos utilizan como del agradecimiento a cuantos han sabido rechazar la propaganda insidiosa y mendaz». Don Juan Carlos también dijo que «la voluntad de los Ejércitos no puede ser otra que la de la Nación. Que nadie pretenda erigirse en salvador de sus compatriotas contra la voluntad de estos».

### La vista oral
La vista oral comenzó el 19 de febrero de 1982 en el almacén del Servicio Geográfico del Ejército, en Campamento, a las afueras de Madrid. Desde el primer momento quedó claro que la estrategia de las defensas se centraba en conseguir que el general Armada declarara que el rey había estado detrás del golpe, por lo que «sufrió interrogatorios despiadados, campañas de prensa, insultos de todo tipo y un vacío ostensible por parte de sus conmilitones encausados, que veían en él su tabla de salvación. Toda esa presión se estrelló contra un muro de silencio», ha señalado Juan Francisco Fuentes. Armada le dijo a este historiador mucho tiempo después: «No impliqué al rey, a sabiendas de lo que me jugaba, porque el rey no tuvo nada que ver». Durante los tres meses que duró el juicio, muchos de los acusados se comportaron con arrogancia y chulería, intentando convertirlo en una «sórdida carnavalada» («apenas hubo día que no registrara plantes, protestas, gritos, aplausos, insultos, amenazas, expulsiones, interrupciones o provocaciones»). Tejero, por ejemplo, respondió a la pregunta del fiscal sobre el momento exacto del asalto al Congreso: «La próxima vez que tome el Congreso miraré el reloj para saber la hora». Y tampoco faltaron las acusaciones cruzadas entre ellos. El comandante Pardo Zancada ―el único que no eludió los hechos― les recriminó a los generales Milans del Bosch y Armada que no tuvieran la gallardía de asumir su completa responsabilidad en el golpe, en descargo de todos sus compañeros. En su alegato final Tejero dijo: «Ante la gran mayoría de mandos de las Fuerzas Armadas siento un profundo desprecio por su cobardía y por su traición a la patria».
Paul Preston ha hecho la siguiente valoración sobre el comportamiento de los acusados durante el juicio (que coincide con la de Javier Cercas y la de Juan Francisco Fuentes):

Ante el tribunal, la arrogancia matonesca de los acusados, la deslealtad entre ellos y la quiebra moral tendrían involuntariamente un profundo impacto en las relaciones entre civiles y militares. General consternación produjo el espectáculo de estos autodesignados guardianes de los valores patrios jactándose de su patriotismo y ajenos al hecho de sus actos habían cubierto a España y a las instituciones militares de ridículo y vergüenza en todo el mundo. Este juicio estimuló debates en los cuartos de banderas sobres los méritos y deméritos del golpismo. La burda conducta de los que se presentaban como encarnación del honor y la disciplina, y el hecho evidente de que hubieran desobedecido órdenes de sus superiores, erosionaron las certidumbres de los oficiales más sensatos.

Durante el tiempo que duró la vista oral «los golpistas dispusieron de un potente amplificador para cada una de sus palabras, cosa que contra lo que el gobierno temía contribuyó a desprestigiarlos ante la mayoría del país», ha afirmado Javier Cercas.

### La sentencia y el recurso de casación ante el Tribunal Supremo
El 24 de mayo de 1982 el general Federico Gómez de Salazar, presidente en funciones del Consejo Supremo de Justicia Militar ―el titular Luis Álvarez Rodríguez estaba de baja por enfermedad―, declaró el juicio visto para sentencia. Esta se hizo pública diez días después, el 3 de junio. El gobierno de Leopoldo Calvo Sotelo inmediatamente la recurrió al Tribunal Supremo por considerarla benevolente (salvo Tejero y Milans condenados a 30 años de prisión, aunque el tribunal recomendaba que se redujeran a 20, la mayoría de los acusados lo fueron a penas de entre tres y seis años; los tenientes fueron absueltos, así como el comandante del CESID José Luis Cortina ―«demostró ser con diferencia el más inteligente de los procesados: desmontó todas las acusaciones que pesaban sobre él»― y dos capitanes; el general Armada solo había sido condenado a seis años). Al día siguiente el expresidente Suárez publicó un artículo titulado «Yo disiento» (en él decía, entre otras cosas: «Es preciso dejar muy claro que en España no existe un poder civil y un poder militar. El poder es sólo civil»). Con el recurso de casación ante el Tribunal Supremo el gobierno también pretendía dejar clara la supremacía de la justicia civil y la inexistencia de un poder militar autónomo.
El Tribunal Supremo tardó casi un año en revisar la sentencia y su fallo se hizo público el 28 de abril de 1983, cuando ya presidía el gobierno Felipe González, tras haber ganado el PSOE las elecciones generales de octubre de 1982. El Supremo elevó las penas de la mayoría de los condenados (muchas de ellas duplicándolas). El caso más destacado fue el del general Armada que pasó de seis años de cárcel a treinta al considerar que había cometido un delito de rebelión militar consumada (y no simplemente de conspiración como decía la sentencia inicial). Los ocho tenientes de la guardia civil que habían sido absueltos pasaron a ser condenados a entre uno y dos años de prisión. «Quizá el castigo continuaba siendo benévolo, pero ya no quedaban tribunales a los que apelar y los golpistas empezaron a salir de las cárceles poco después de su condena en firme. Algunos abandonaron a la fuerza el ejército, pero casi todo el que tuvo oportunidad permaneció en él, incluidos por supuesto los guardias civiles y suboficiales que, a pesar de haber tiroteado el hemiciclo del Congreso y zarandeado al general Gutiérrez Mellado, ni siquiera fueron procesados. […] Los principales responsables tardaron más tiempo en salir de prisión… El último en obtener la libertad fue el teniente coronel Tejero… Como muchos de sus compañeros durante sus años de reclusión llevó una vida confortable, agasajado por algunos de los directores de las cárceles donde cumplió condena y convertido en icono de la ultraderecha, pero cuando en 1996 salió de prisión ya no era un icono de nada». Milans del Bosch murió en 1997 y el general Armada fue indultado por un gobierno socialista a finales de 1988.

### Condenados
Los treinta condenados en el juicio fueron los siguientes:
Miembros de las Fuerzas Armadas
1. Jaime Milans del Bosch y Ussía. Teniente general y capitán general de la III Región Militar. Condenado a 30 años. Puesto en libertad condicional en 1990.[706] Falleció en 1997.[707]
2. Alfonso Armada Comyn. General de División y 2.º jefe del Estado Mayor del Ejército de Tierra. Condenado a 6 años, ampliada a 30 por el Tribunal Supremo. Indultado en 1988.[708] Falleció en 2013.
3. Luis Torres Rojas. General de División y gobernador militar de La Coruña. Condenado a 6 años, ampliada a 12 por el Tribunal Supremo. Puesto en libertad condicional en 1988.[709] Falleció en 2014.
4. Camilo Menéndez Vives. Capitán de Navío. Condenado a 1 año. Falleció en 1995.
5. Diego Ibáñez Inglés. Coronel de Ingenieros y 2.º jefe de Estado Mayor de la III Región Militar. Condenado a 5 años, ampliada a 10 por el Tribunal Supremo. Falleció en 1987.[710] Único condenado que falleció en prisión.
6. José Ignacio San Martín López. Coronel de Artillería y jefe de Estado Mayor de la División Acorazada Brunete. Condenado a 6 años, ampliada a 10 por el Tribunal Supremo. Puesto en libertad condicional en 1986.[711] Falleció en 2004.
7. Pedro Mas Oliver. Teniente coronel de Infantería. Condenado a 6 años. Falleció en 1991.
8. Ricardo Pardo Zancada. Comandante de Infantería. Condenado a 6 años, ampliada a 12 por el Tribunal Supremo. Puesto en libertad condicional en 1987.[712]
9. Carlos Alvárez-Arenas Pardinas. Capitán de Infantería. 3 años de suspensión de empleo.
10. José Pascual Gálvez. Capitán de Infantería. 3 años de suspensión de empleo.
11. Francisco Dusmet García-Figueras. Capitán de Infantería. 2 años de suspensión de empleo.
12. José Cid Fortea. Capitán de Intendencia. 2 años de suspensión de empleo.

Miembros de la Guardia Civil
1. Miguel Manchado García. Coronel. Condenado a 6 años, ampliada a 8 por el Tribunal Supremo. Puesto en libertad condicional en 1985.[713] Falleció en 2010.
2. Antonio Tejero Molina. Teniente coronel. Condenado a 30 años. Puesto en libertad condicional en 1996.[714]
3. Vicente Gómez Iglesias. Capitán. Agente del CESID. Condenado a 6 años. Indultado en 1984.
4. Jesús Muñecas Aguilar. Capitán. Condenado a 5 años.
5. José Luis Abad Gutiérrez. Capitán. Condenado a 5 años.
6. Enrique Bobis González. Capitán. Condenado a 3 años.
7. Francisco Acera Martín. Capitán. Condenado a 3 años.
8. Carlos Lázaro Corthay. Capitán. 3 años de suspensión de empleo. Falleció en 2006.
9. Juan Pérez de la Lastra. Capitán. 3 años de suspensión de empleo.
10. César Álvarez Fernández. Teniente. Condenado a 1 año.
11. Pedro Izquierdo Sánchez. Teniente. Condenado a 1 año.
12. Vicente Ramos Rueda. Teniente. Condenado a 1 año.
13. Santiago Vecino Núñez. Teniente. Condenado a 1 año. Falleció en 1983.
14. Manuel Boza Carranco. Teniente. Condenado a 1 año.
15. Jesús Alonso Hernaiz. Teniente. Condenado a 1 año.
16. José Núñez Ruano. Teniente. 1 año de suspensión de empleo.
17. Vicente Carricondo Sánchez. Teniente. 1 año de suspensión de empleo.

Civiles
1. Juan García Carrés. Exdirigente de los Sindicatos Verticales franquistas. Condenado a 2 años. Falleció en 1986.

Hubo tres procesados absueltos:
Miembros de las Fuerzas Armadas
1. José Luis Cortina Prieto. Comandante de Infantería. Jefe de la Agrupación Operativa de Misiones Especiales del CESID.
2. Juan Batista González. Capitán de Artillería.

Miembros de la Guardia Civil
1. Francisco Ignacio Román. Capitán.

## Consecuencias

### El final del intervencionismo militar

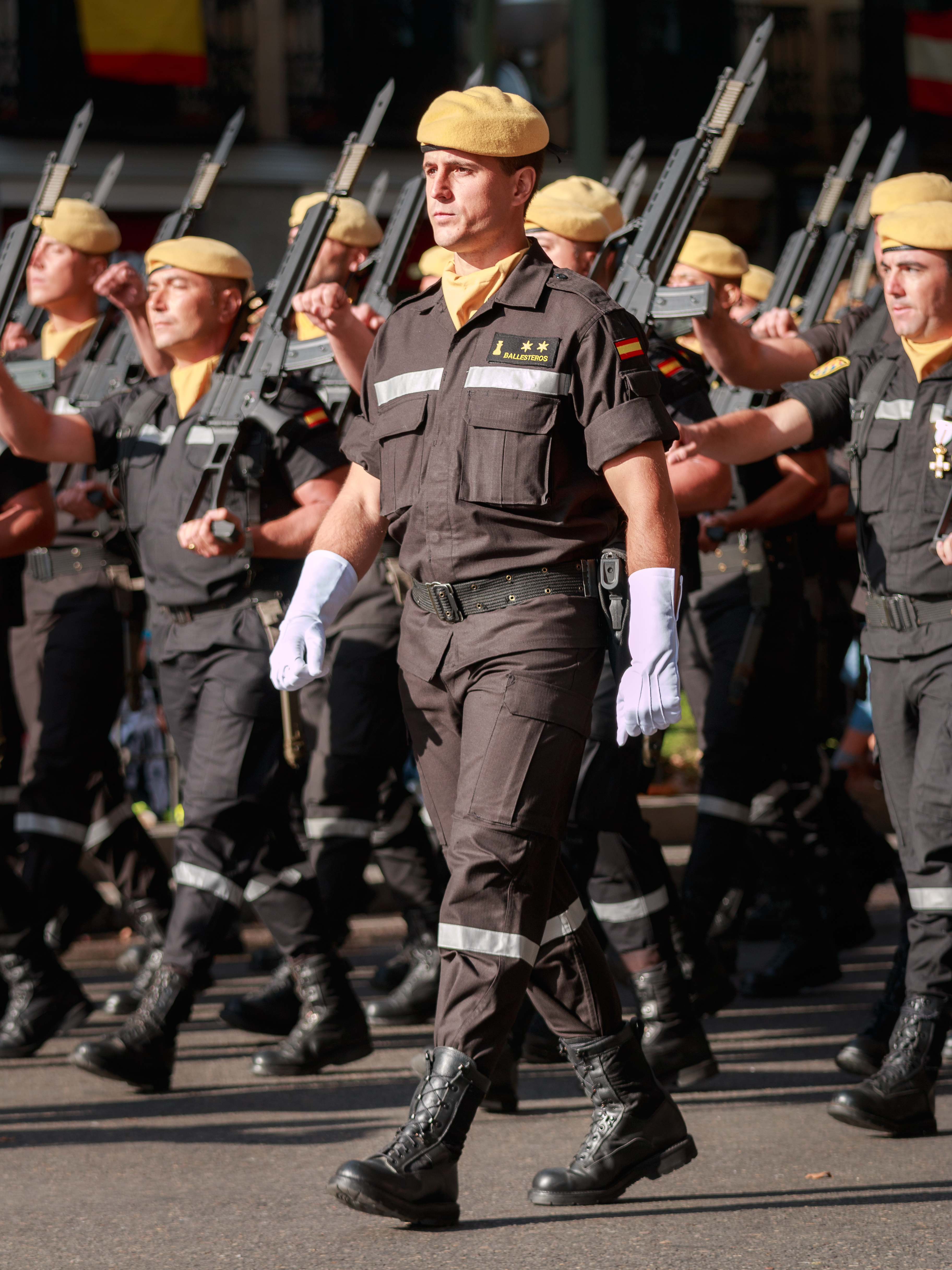
Una compañía de la Unidad Militar de Emergencias desfilando el día de la Fiesta Nacional de España (2013).

La primera consecuencia del fracaso del 23-F, y tal vez la más importante, fue que «el problema militar acabó despareciendo del primer plano de la actualidad» gracias también a las medidas tomadas por los gobiernos de Leopoldo Calvo Sotelo, primero, y de Felipe González, después (con sus ministros de Defensa al frente: Alberto Oliart y Narcís Serra, respectivamente). Supuso el final de la intervención del Ejército en la vida política, una constante en la historia contemporánea de España. Como dice el título del libro de Juan Francisco Fuentes, el de febrero de 1981 fue «el golpe que acabó con todos los golpes». «El golpismo entró a saco por la puerta del Congreso y acabó huyendo a hurtadillas por la ventana de la historia», ha afirmado su autor. Lo mismo asegura Javier Cercas: «el golpe de Estado fue la vacuna más eficaz contra otro golpe de estado». «No sólo desacreditó a los golpistas ante la sociedad, sino también ante sus propios compañeros de armas, precipitando de esa forma el final de una tradición de dos siglos de golpes militares», argumenta Cercas. Roberto Muñoz Bolaños coincide: el fracaso del golpe «marcó el inicio del fin del protagonismo del Ejército en la vida política española, haciendo posible el establecimiento de un sistema democrático estable en nuestro país». Lo mismo afirma Francisco Alía Miranda: «El proceso de transición a la democracia se hacía irreversible y se acababa, por fin, con el problema militar en España».
Sin embargo, el peligro de un nuevo golpe de Estado no desapareció inmediatamente, ya que tras el 23F, «la espiral conspirativa no fue completamente desarticulada, y el juicio contra los acusados del intento golpista fue utilizado por sectores de la extrema derecha para estimular una nueva campaña de desestabilización. A partir de entonces, la actividad de los grupos golpistas “duros” irá dirigida en dos direcciones. Por un lado, hacia el objetivo de intentar involucrar al rey en el “23-F” y boicotear el juicio con el propósito de que los encausados recibieran condenas mínimas. Por otro lado, en el sentido de reorganizar a los distintos grupos golpistas y proyectar nuevas operaciones que, a partir de ahora, incorporan decididamente, aunque esto ya había sido asumido anteriormente por algunos sectores, el derrocamiento del rey Juan Carlos».
En junio de 1981 la policía (la Brigada Antigolpe, recién formada) consiguió desarticular un golpe de Estado previsto para el día 24, onomástica del rey, cuyo objetivo era secuestrar al monarca y a las principales autoridades del Estado presentes en la recepción que tendría lugar en el Palacio de Oriente —en el Palacio de la Zarzuela, según Roberto Muñoz Bolaños—. Los golpistas también tenían previsto hacer estallar unas bombas el 23 de junio en el estadio del Nou Camp donde se iba a celebrar una gran concentración catalanista. Fueron arrestados los coroneles Ricardo Garchitorena y Antonio Sicre y el comandante Ricardo Sáenz de Ynestrillas Martínez, procesado por la «Operación Galaxia» (el líder ultraderechista José Antonio Girón, al parecer implicado también en la intentona, no fue detenido). También fueron arrestados el comandante Jesús Campos Pérez y un grupo de civiles vinculados con la extrema derecha neofranquista. Sin embargo, no se pudieron reunir pruebas suficientes para procesar a los detenidos y la causa fue sobreseída.
Pocos meses después tres capitanes del Ejército —Rogelio González Andradas, Blas Piñar Gutiérrez, hijo del líder ultraderechista Blas Piñar, y José Ignacio San Martín Naya, hijo del coronel José Ignacio San Martín, condenado por el 23-F— planearon asaltar la sede madrileña del periódico El País, rememorando lo ocurrido en los hechos del ¡Cu-Cut! de 1905, pero la operación acabaron desechándola por su complejidad. La sustituyeron por la publicación el 6 de diciembre de 1981 —coincidiendo con el tercer aniversario del referéndum constitucional— del que sería conocido como «Manifiesto de los 100», por el número de oficiales y de suboficiales que lo firmaron (no se contó con generales y jefes porque, según el capitán González Andradas, su principal instigador, «ya tuvieron la oportunidad de evitar con su mayor responsabilidad lo que estaba sucediendo en aquellos años»). El mismo día de su publicación el capitán general de Madrid Guillermo Quintana Lacaci ordenaba el arresto inmediato de todos sus firmantes. No obstante, las sanciones que se les impusieron fueron anuladas por el Consejo Supremo de Justicia Militar y por la Audiencia Nacional. Según un informe de la CIA, «el Manifiesto apoya a los implicados en el intento de golpe de Estado de febrero, ataca a la prensa por difamar a las Fuerzas Armadas y acusa a los políticos de interferir con la autonomía militar. Estos sentimientos son ampliamente compartidos en el Ejército».
El siguiente intento de golpe de Estado estaba previsto para el día anterior a la celebración de las elecciones generales de octubre de 1982 (que fueron ganadas por mayoría absoluta por el PSOE) y fue desarticulado por el CESID el 2 de octubre. Los implicados en la conspiración golpista para el 27 de octubre de 1982 pretendían «neutralizar» con unidades militares los puntos neurálgicos de Madrid y otras ciudades importantes, así como a determinados militares y líderes políticos (esto último mediante operaciones de madrugada llevadas a cabo por comandos militares y civiles de extrema derecha). «Formaba parte del plan que hubiera derramamiento de sangre con objeto de anular la posibilidad de vuelta atrás. Manglano [director general del CESID] y Sabino Fernández Campo [secretario de la Casa Real] serían ejecutados y el Rey depuesto por haber traicionado su juramento de lealtad al Movimiento». La intentona fue obra del grupo conocido como los «Técnicos», integrado por los coroneles Luis Muñoz Gutiérrez, cuya esposa era candidata de Fuerza Nueva al Senado, y Jesús Enrique Crespo Cuspinera, uno de los inspiradores del «Manifiesto de los Cien», y los tenientes coroneles José Enrique Crespo Cuspinera y Carlos de Meer. Contactaron con Milans de Bosch y con el coronel San Martín, que apoyaron el plan, y también con políticos neofranquistas como Blas Piñar, José María de Oriol y Urquijo y Federico Silva Muñoz. Su proyecto era sustituir la monarquía parlamentaria por un régimen presidencialista autoritario encabezado por una «personalidad militar» que asumiría «todos los poderes de la Administración del Estado». El fracaso de la operación, como la de junio de 1981, se debió sobre todo a que no contó «con el respaldo de generales con mando en tropa». «La estrategia del gobierno del PSOE fue la de minimizar la conspiración para intentar restablecer unas relaciones cordiales con el Ejército».
Aún hubo una última intentona: la conspiración golpista para el 2 de junio de 1985 (fue desactivada por el CESID durante la Semana Santa de ese año, aunque no sería desvelada hasta seis años después). Los militares conjurados, apoyados por civiles de extrema derecha como Antonio Izquierdo, director de El Alcázar, planeaban volar la tribuna de autoridades en el desfile de las Fuerzas Armadas que iba a tener lugar en La Coruña y en la que iban a estar presentes los reyes, el presidente del gobierno, el ministro de Defensa y la cúpula militar. Iban a excavar un túnel como en la «Operación Ogro» de ETA que acabó con la vida del almirante Carrero Blanco y de hecho la explosión iba a ser atribuida a esa organización terrorista, lo que serviría de pretexto para imponer un gobierno militar. Dos de ellos llegaron a visitar en la prisión militar de Ferrol donde estaba cumpliendo su condena por el 23-F, al teniente general Jaime Milans del Bosch —«líder moral de todos los golpistas»—, pero este no dijo ni una palabra cuando le explicaron el plan (un silencio que sus visitantes no supieron cómo interpretar). Fueron descubiertos porque dos de los implicados eran agentes infiltrados del CESID. Uno de los conjurados declaró años después: «Después de 1981, quedó claro que el golpe no podía hacerse con el Rey ni pese al Rey, sino contra el Rey. Para nosotros, era un perjuro y un traidor». Entre los implicados figuraban nombres conocidos: Ynestrillas, Pardo Zancada, Crespo Cuspinera… Un exministro socialista dijo doce años después: «Después de lo del 85, no hubo más».
Sin embargo, en 1986 aún se produjo un extraño episodio golpista: el coronel Carlos de Meer, que había estado implicado en el 27-O y que estaba obsesionado con el poder de la masonería anglosajona, viajó en enero a Libia para conseguir de Gadafi financiación para sus planes golpistas. Fue detenido el mes de mayo, pero el consejo de guerra al que fue sometido lo absolvió. La sentencia fue recurrida, pero el Consejo Supremo de Justicia Militar solo lo condenó a seis meses de prisión, con lo que pudo seguir con su carrera militar. «Con el "Caso De Meer" terminó el involucionismo militar en España». «Desapareció definitivamente el golpismo militar y se consiguió el control completo de las Fuerzas Armadas por el poder político y el fin del intervencionismo militar».

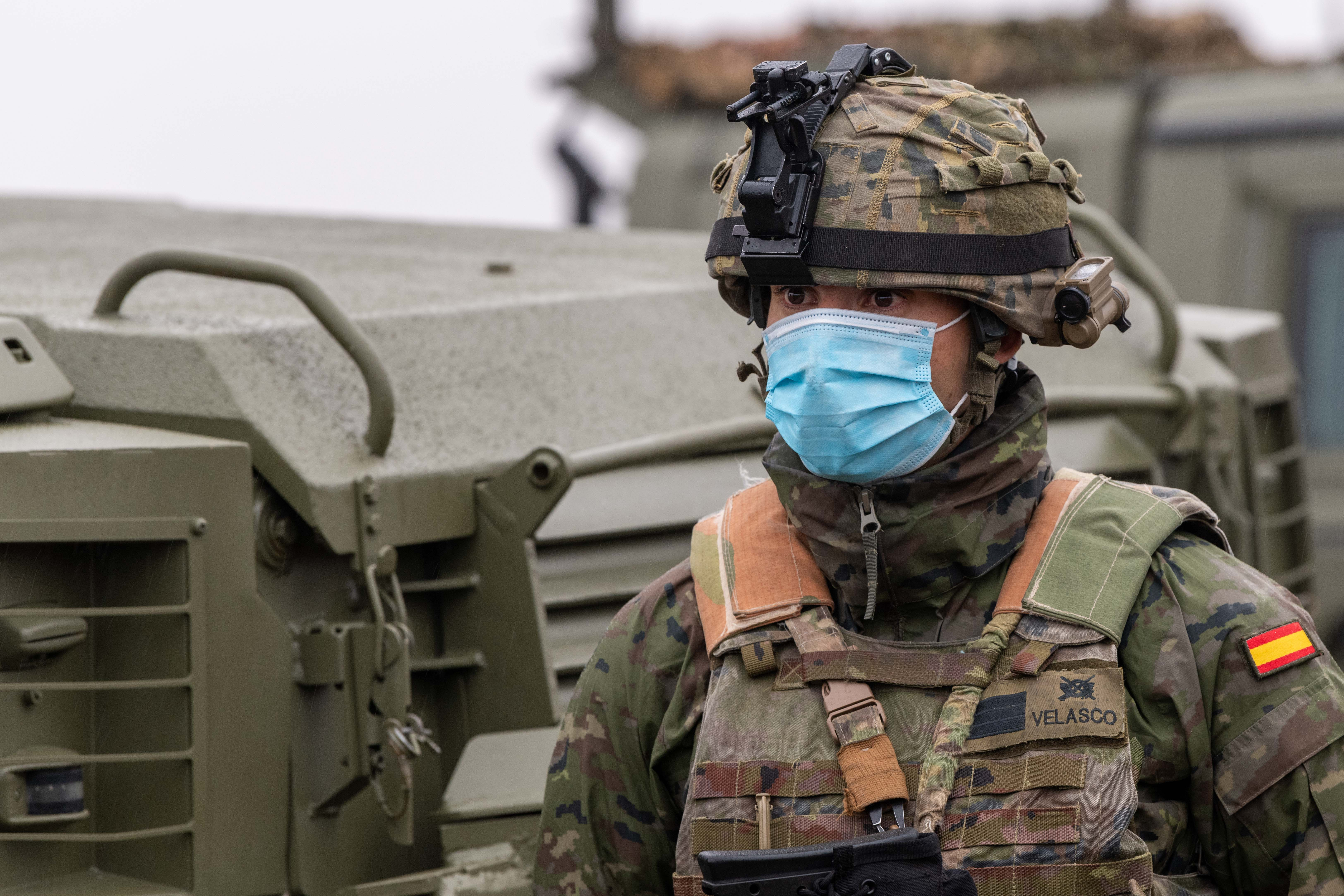
Militar español en unas maniobras de la OTAN (Lituania, 2020), en plena pandemia de COVID-19.

La evolución posterior de España tampoco favoreció la causa del golpismo. ETA siguió atentando ―en 1984 asesinaba al general Guillermo Quintana Lacaci, un militar clave en el fracaso del 23-F―, pero la actitud del país frente a los terroristas cambió y «la izquierda se esmeró en arrebatarles las coartadas que les había entregado» ―además el número de víctimas descendió de forma notable―. El ingreso de España en la Comunidad Económica Europea fortaleció el régimen democrático y la entrada en la OTAN y las misiones de paz de la ONU impulsaron la modernización, la profesionalización y el civilismo de las Fuerzas Armadas, entre otras razones porque puso en contacto a sus miembros con ejércitos democráticos. El cambio generacional también favoreció la desaparición del golpismo. De tal forma que la valoración social de los Ejércitos fue mejorando hasta convertirse en una de las instituciones que recibía una puntuación más alta en las encuestas y sobre la que la población mostraba una mayor confianza. «El golpismo sigue pareciendo un anacronismo felizmente superado desde aquel 23-F», ha escrito Juan Francisco Fuentes en 2020.

### El fortalecimiento de la democracia y de la monarquía
El fracaso del golpe «convulsionó al país y pareció cambiarlo de cuajo», afirma Javier Cercas. Desapareció bruscamente el «desencanto» con la democracia que se había extendido desde la aprobación en referéndum de la Constitución en diciembre de 1978. «Todos parecieron redescubrir con entusiasmo las bondades de la libertad, y quizá la mejor prueba de ello es que un año y medio después del golpe una mayoría desconocida de españoles decidió que no habría reconciliación real entre ellos hasta que los herederos de los perdedores de la guerra gobernasen de nuevo, permitiendo una alternancia en el poder que acabó de amarrar la democracia y la monarquía». «La sociedad civil comenzó a valorar en mayor grado las conquistas democráticas de la Transición», ha afirmado Francisco Alía Miranda. «Paradójicamente, con su intentona los golpistas contribuyeron involuntariamente a la consolidación del sistema democrático que habían querido derribar», dejando atrás el «desencanto» que dio paso a «una nueva etapa caracterizada por la esperanza en un sistema político que, a pesar de sus posibles limitaciones, era sin duda preferible a la alternativa autoritaria que se había pretendido imponer», ha afirmado Charles Powell. Una valoración similar ha hecho Paul Preston: «La supervivencia de la democracia en la noche del 23 de febrero significó un nuevo comienzo. La masiva manifestación del 27 de febrero supuso el final del "desencanto". El desprecio por la democracia demostrado por Tejero, Milans y Armada tuvo el efecto involuntario de inducir a la población en general a reconsiderar el valor de las instituciones democráticas». Fue el completo fracaso del golpe «lo que convirtió el sistema democrático bajo la forma de monarquía parlamentaria en el único sistema de gobierno verosímil en España», escribió Cercas en 2009. Este autor fue más lejos cuando afirmó que «el 23 de febrero no sólo puso fin a la transición y a la posguerra franquista: el 23 de febrero puso fin a la guerra». «Únicamente un golpe de estado podía revocar el golpe de estado que el 18 de julio de 1936 engendró la guerra y la prolongación de la guerra por otros medios que fue el franquismo».

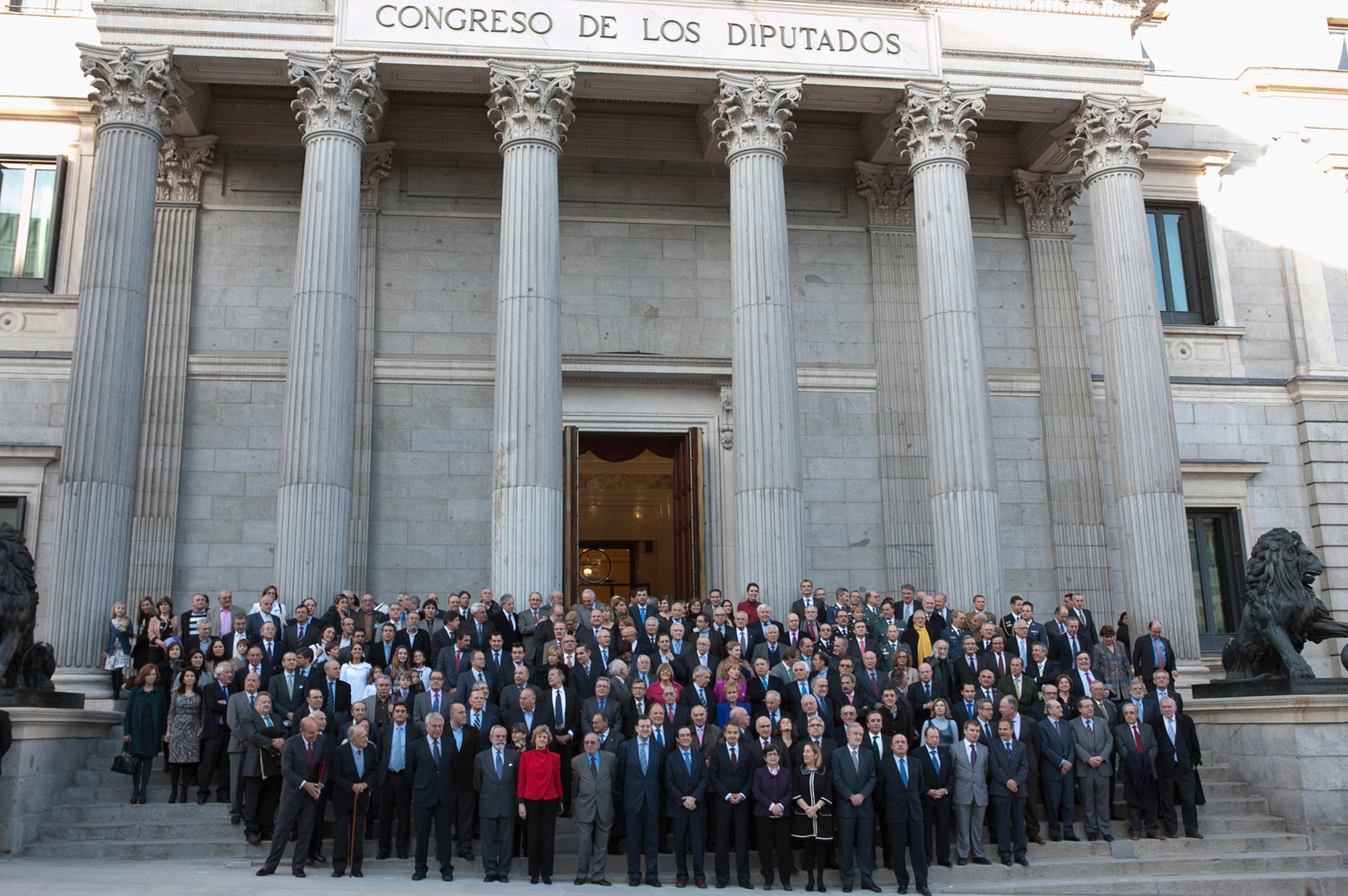
Foto de familia de los actos de conmemoración del 30.º aniversario del fracaso del golpe de Estado (febrero de 2011). En primera fila, en el centro, el entonces presidente de las Cortes José Bono. A su izquierda, el presidente del Gobierno, el también socialista José Luis Rodríguez Zapatero; a su derecha, el líder del PP Mariano Rajoy. En el extremo izquierdo de la primera fila Felipe González, Santiago Carrillo y Miquel Roca, diputados de la legislatura en la que se produjo el asalto de Tejero.

La intervención del rey, clave para que el golpe fracasara, fortaleció a la monarquía de Juan Carlos I al dotarla de una nueva legitimidad democrática («El rey salvaba la democracia y la democracia salvaba a la corona», ha afirmado Francisco Alía Miranda). Según Paul Preston, la «valentía y determinación en defensa de la democracia» del rey en el 23-F le dio «una legitimidad de facto a la legitimidad dinástica resultante de la renuncia de su padre y la legitimidad democrática derivada de los dos referéndums de 1976 y 1978». Según Javier Cercas, «la Corona se armó de un poder y una legitimidad con las que antes del golpe ni siquiera había soñado. El poder del Rey provenía de Franco, y su legitimidad del hecho de haber renunciado a los poderes o a parte de los poderes de Franco para cedérselos a la soberanía popular y convertirse en un monarca constitucional; pero esa era una legitimidad precaria… El golpe de estado blindó a la Corona». «La aparición del rey en televisión… fue el principio de una larga luna de miel entre la monarquía y la democracia… Su comportamiento supuso una inyección de legitimidad en el régimen democrático nacido en la transición», ha afirmado Juan Francisco Fuentes. Roberto Muñoz Bolaños comparte la misma valoración: «dotó de legitimidad democrática de ejercicio a la institución monárquica encarnada por Juan Carlos I —convertido en el gran protagonista del acontecimiento—, haciendo que se olvidara su legitimidad de origen franquista». Cuatro años después del golpe Los Angeles Times, en un artículo publicado con motivo del décimo aniversario de la muerte del general Franco, aseguraba que el fracaso del 23-F había impulsado la democracia.
Sin embargo, en los meses que siguieron al golpe algunos políticos y periodistas afirmaron que este no había fracasado por completo porque el gobierno de Leopoldo Calvo Sotelo había tomado algunas decisiones que coincidían con objetivos de los golpistas, como la entrada de España en la OTAN y, sobre todo, la LOAPA, acordada con el PSOE, que «reordenaba» todo el proceso autonómico, aunque más tarde el Tribunal Constitucional la derogó parcialmente. Se hablaba de una democracia vigilada por el ejército. Un síntoma de esto fue que «todos los despachos oficiales, todos los balcones de los ayuntamientos, todas las asambleas de los partidos y todas las sedes de los gobiernos autonómicos florecieron bruscamente de banderas nacionales». Sin embargo, la aplastante victoria del PSOE en las elecciones de octubre de 1982 puso fin a esas especulaciones.
En el acto conmemorativo del 30 aniversario del 23-F celebrado en el Congreso de los Diputados el 23 de febrero de 2011 el presidente de las Cortes, el socialista José Bono, dijo: «Esa noche el rey de España hizo por la democracia, sí, pero también por la Monarquía más que todos sus antepasados juntos». Se ganó así la legitimidad social que se sumaba a la legitimidad jurídica que le venía de la Constitución, argumentó Bono. También destacó a Adolfo Suárez y al general Manuel Gutiérrez Mellado, «el soldado más firme y más leal, símbolo de las libertades y de la democracia», y a continuación agradeció la presencia en las tribunas de los Jefes del Alto Estado Mayor acompañados de una decena de miembros de las Fuerzas Armadas, lo que provocó un prolongado aplauso por parte de los diputados. José Bono terminó diciendo que el golpe «sirvió de vacuna para nuevas felonías y de abono para cosechar tres décadas de libertad para los españoles…, el periodo de libertad continuada más largo de nuestra historia». Las palabras de Bono son una prueba, según Juan Francisco Fuentes, de que «el régimen democrático nacido en la transición ha convertido el fracaso del golpe de Estado en un momento de refundación de sí mismo, con toda la épica y el dramatismo que suelen acompañar a las grandes fechas históricas».
«Que un fallido golpe de Estado apuntale aquello que pretende derribar no es algo extraordinario», advierte Juan Francisco Fuentes. «En el caso del 23-F, se puede decir que tanto las instituciones democráticas como los militares rebeldes hicieron todo lo necesario para que el Estado constitucional sacara el mayor rédito de su victoria. Por un lado, los golpistas dieron una penosa imagen de sí mismos durante aquellas “diecisiete horas grotescas", como las llamó Calvo Sotelo, y en el juicio celebrado al año siguiente. Por su parte, los gobiernos posteriores manejaron la cuestión militar con habilidad y prudencia, siempre con el respaldo del rey. El involucionismo residual sabía que en ningún caso podría contar con la Corona para lograr sus fines».
Otra consecuencia del fracaso del golpe que fortaleció la democracia fue el aislamiento social que sufrió a partir de entonces la ultraderecha neofranquista, como lo demostró la pérdida del escaño de Blas Piñar (y los escasos votos que recibió Solidaridad Española, la candidatura de Tejero) en las elecciones generales de octubre de 1982, que registraron una altísima participación, superior al 80 %, y que dieron la victoria por mayoría absoluta al PSOE.

## Controversias

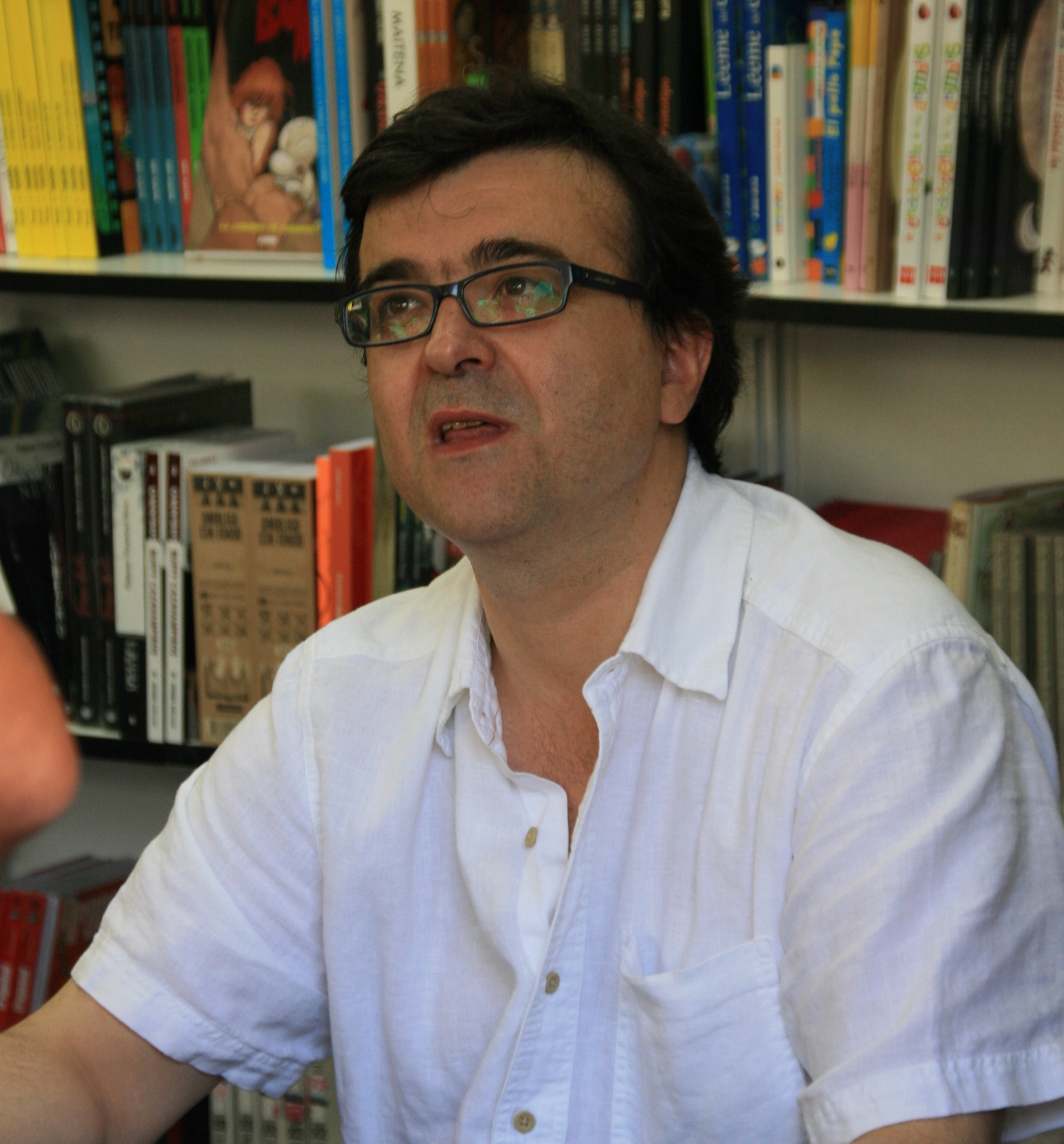
Javier Cercas firmando su libro sobre el 23-F Anatomía de un instante (2009), en el que denunció «el inaudito amasijo de ficciones en forma de teorías sin fundamento, de ideas fantasiosas, de especulaciones noveleras y de recuerdos inventados» que envolvían el golpe

En 2009 Javier Cercas denunció «el inaudito amasijo de ficciones en forma de teorías sin fundamento, de ideas fantasiosas, de especulaciones noveleras y de recuerdos inventados» que envolvían el 23-F. Once años después, Juan Francisco Fuentes, constataba que seguían vigentes diversas teorías conspirativas que «explicaban» «toda la verdad» sobre el 23-F (Fuentes destacaba que se basaban en una peculiar percepción del pasado, según la cual, «el conocimiento incompleto de un episodio histórico solo se explicaría por la intervención de un agente maligno que hubiera cegado nuestra mirada o limitado nuestra visión de lo ocurrido, hurtando pruebas o dejando pistas falsas por el camino»).
Según Juan Francisco Fuentes, la teoría conspirativa más difundida sobre el 23-F es la que sostiene que quien estuvo detrás del golpe de Estado fue el propio rey Juan Carlos, o en su defecto el CESID. Fue elaborada y difundida por los propios acusados y sus defensas y por los medios ultraderechistas que los apoyaban con el propósito de ser exonerados apelando al principio de obediencia debida. También pretendían desestabilizar el sistema democrático erosionando la figura del jefe del Estado. Así surgió un «republicanismo de extrema derecha» ―el propio Tejero se declaró republicano―, uno de cuyos mejores exponentes ha sido el libro El fracaso de la Monarquía (2013) de Javier Castro-Villacañas, hijo del conocido falangista Antonio Castro Villacañas. La obra dedica un capítulo al «discutido y discutible» papel del rey en el 23-F, acontecimiento que considera que fue el verdadero momento fundacional del reinado de Juan Carlos I y de su «proyecto de monarquía de izquierdas».
La primera obra en la que se implicaba al rey fue Jaque al Rey. Los “enigmas” e “incongruencias” del 23-F (1983) escrita por el periodista falangista Julio Merino y por el abogado defensor de Milans del Bosch Santiago Segura Ferns. Un año más tarde se publicó Las vísperas del 23-F, segunda parte de una trilogía que no pudieron acabar por la muerte de Segura Ferns en octubre de 1983. En 1994 se publicaba 23-F. Crónica fiel de un golpe de Estado anunciado, en la que se sostenía la misma teoría. Estaba escrita por el periodista falangista y antiguo subdirector de El Alcázar Juan Blanco. Según Roberto Muñoz Bolaños, «Blanco intentó únicamente demostrar la implicación directa del Jefe del Estado en el golpe de Estado, de tal forma que cualquier acontecimiento que no se ajustase o pusiera en duda esta hipótesis fue desechado».
En 2001, vigésimo aniversario del golpe, Jesús Palacios publicó 23-F. El golpe del Cesid en el que, según Juan Francisco Fuentes, retomaba «muchos de los argumentos utilizados por los defensores en el juicio». La teoría del libro era que el golpe fue orquestado por el CESID al servicio del rey, pero para demostrarla, según Fuentes, sólo «se seleccionan aquellos testimonios que la corroboran, descartando cualquier otro que va en contra de esa línea argumental». Javier Cercas coincide con este juicio de Fuentes: «Palacios se había tomado ciertas licencias con la realidad a fin de que ésta no desmintiese su hipótesis», que «era en lo fundamental falsa» («una operación diseñada hasta el último detalle por el CESID ―por el comandante Cortina pero también por el teniente coronel Calderón, superior inmediato de aquél y por entonces hombre fuerte de los servicios de inteligencia―, cuya finalidad no consistía en destruir la democracia, sino en recortarla o cambiar su rumbo, apartando a Adolfo Suárez de la presidencia y colocando en su lugar un militar al frente de un gobierno de salvación integrado por representantes de todos los partidos..») «De repente el caos del 23 de febrero cuadraba; de repente todo era coherente, simétrico, geométrico, igual que en las novelas. Claro que el libro de Palacios no era una novela…». Cercas concluía: «el libro de Palacios no era propiamente un trabajo de investigación periodística, sino más bien una novela superpuesta a un trabajo de investigación periodística». Diez años después Jesús Palacios publicaba un nuevo libro sobre el golpe: 23-F. El Rey y su secreto. Ahora desplazaba el foco del CESID al rey, pero la teoría era la misma y los argumentos se repetían.
En 2001, el mismo año en que se editó el primer libro de Palacios, se publicó 23-F. El golpe que nunca existió del coronel Amadeo Martínez Inglés que sostenía la teoría de que el 23-F fue una operación político-militar-borbónica, dirigida por el rey Juan Carlos. El libro era una reedición ampliada de una obra anterior del autor publicada en 1994, «puesta de nuevo en el mercado para aprovechar el vigésimo aniversario del golpe de Estado». En aquella obra, según Roberto Muñoz Bolaños, «había afirmado que el monarca tenía un conocimiento directo de la Solución Armada —operación que según el coronel trataba de evitar un golpe de Estado duro de tenientes generales que mandaban las regiones militares y civiles de extrema derecha—, y de forma indirecta de la operación de Tejero».

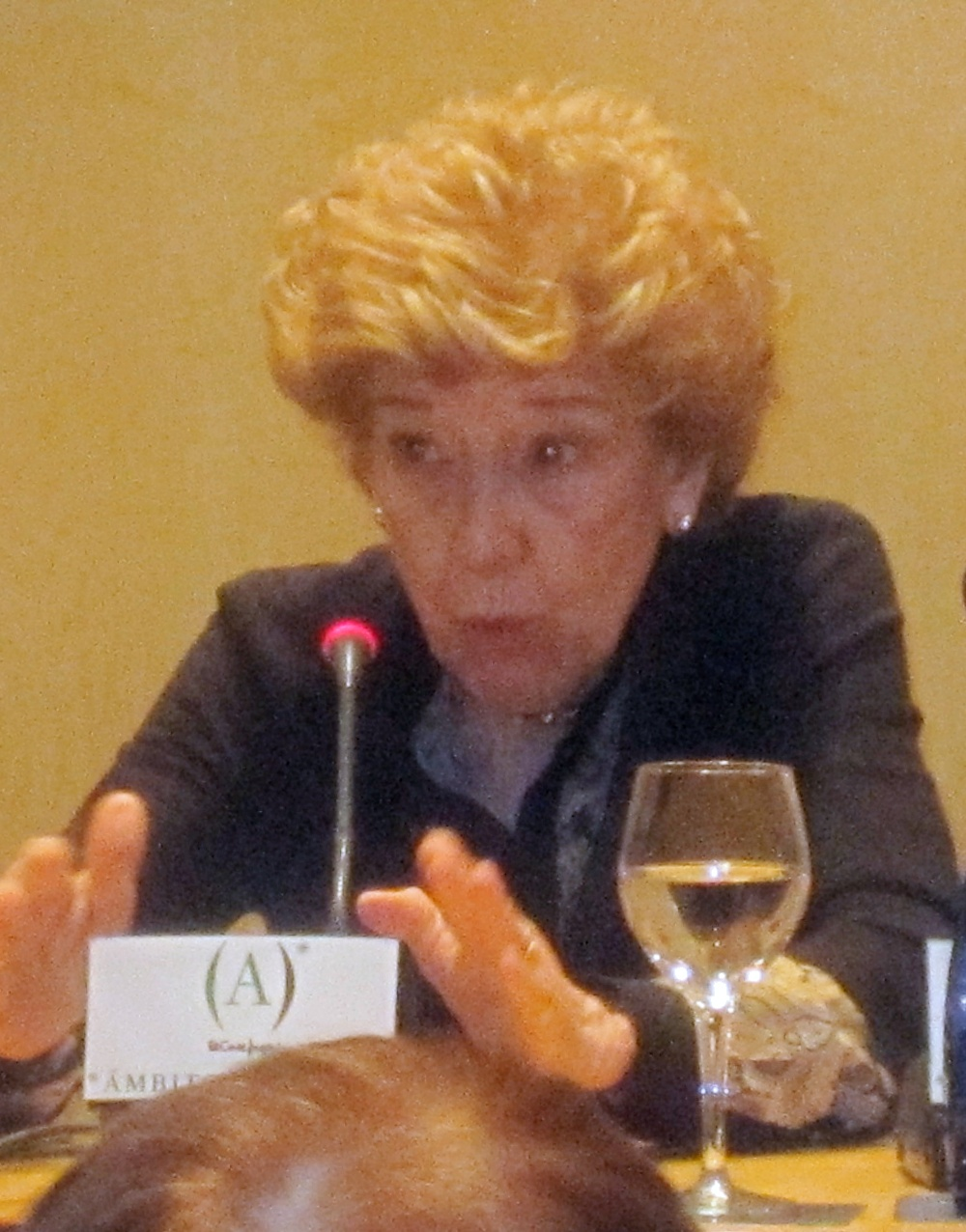
La periodista Pilar Urbano en una charla en 2012. En su libro La gran desmemoria (2014) sostiene la teoría de la implicación del rey en la conspiración del 23-F

En 2014 Pilar Urbano publicaba La gran desmemoria. Lo que Suárez olvidó y el Rey prefiere no recordar (esta periodista había publicado en 1982 un libro sobre el golpe titulado Con la venia… yo indagué el 23-F). El libro se sumaba a la teoría de que el rey había sido responsable directo de la conspiración que desembocó en el 23-F, pero añadía una importante novedad: «para Suárez estaba claro que el alma del 23-F era el Rey», afirmaba la autora. Esa es una de las razones por las que el libro tuvo un impacto mediático mucho mayor que los dos de Palacios. La otra fue el momento en que se publicó: coincidió con la muerte de Adolfo Suárez y se puso a la venta solo dos meses antes de la abdicación de Juan Carlos I. Las reacciones fueron inmediatas. La Casa Real calificó el libro de «pura ficción», el hijo de Adolfo Suárez pidió su retirada de las librerías, Felipe González dijo de Pilar Urbano que «miente más que habla» y un numeroso grupo de personalidades citadas como fuente en el libro acusaron a Urbano de haber tergiversado sus testimonios y haber urdido una «infame campaña contra la verdad». Aunque también recibió críticas positivas, otros como el periodista José Oneto que había escrito varios libros sobre el 23-F, calificaron La gran desmemoria como «un gran engaño» y «una gran manipulación» (Oneto afirmó que al rey le hubiera bastado con mantenerse al margen para que el golpe hubiera triunfado). Según Juan Francisco Fuentes, «el grueso de su información procedía de testimonios personales de dudosa fiabilidad, ya fuera por su escasa solvencia, por la manipulación de que fueron objeto o por la indefensión que quedaron algunos de estos personajes ―Sabino Fernández Campo, por ejemplo, había muerto cinco años antes de publicarse el libro―». Fuentes concluye que, en lugar de haber escrito un libro que fuera digno sucesor del de 1982, «optó por hacer otra cosa, más próxima a la novela de época o al amarillismo histórico». Por su parte, Roberto Muñoz Bolaños ha señalado que la autora hace referencia «a fuentes que no había consultado» y reconstruye los hechos históricos «a partir de fuentes donde esos acontecimientos no estaban relatados».
En las dos primeras décadas del siglo XXI ciertos sectores de la izquierda y del nacionalismo (e independentismo) vasco y catalán se sumaron a la tesis sostenida hasta entonces por la extrema derecha de que el rey estaba detrás del golpe del 23-F. En 2011, Juan Carlos Monedero, futuro fundador de Podemos, afirmó que «el golpe de Tejero triunfa clamorosamente con su fracaso», entre otras cosas, porque de él salió «un rey remozado» (la misma teoría que habían sostenido Jesús Palacios y uno de los condenados, el comandante Ricardo Pardo Zancada, en su libro La pieza que falta, publicado en 1998).
El 9 de febrero de 2012, el semanario alemán Der Spiegel publicó un cable diplomático desclasificado por Alemania según el cual el rey habría mostrado simpatía por los golpistas durante un encuentro con el entonces embajador de Alemania en España, Lothar Lahn, el 26 de marzo de 1981: «Los cabecillas solo pretendían lo que todos deseábamos, concretamente la reinstauración de la disciplina, el orden, la seguridad y la tranquilidad», indicando el embajador alemán que el Rey había aconsejado reiteradamente sin éxito a Suárez que «atendiera a los planteamientos de los militares, hasta que estos decidieron actuar por su cuenta». El Rey también habría indicado ante el embajador que trataría de influir en el Gobierno y la Justicia para evitar un pena severa a los golpistas, ya que estos «solo pretendían lo mejor». En respuesta, Rafael Spottorno, jefe de la Casa del Rey, desmintió esta atribuida simpatía y afirmó: «Ni su Majestad el Rey ni esta Casa acostumbran a valorar escritos u opiniones de terceros, que son responsabilidad exclusiva de sus autores, y que en este caso concreto no se compadecen con la realidad de unos hechos cuyo desarrollo y corolario final son de público conocimiento». Izquierda Unida y Esquerra Republicana de Cataluña exigieron que se abriera un comisión de investigación sobre la actuación del rey en torno del 23-F. Una diputada de Izquierda Unida afirmó refiriéndose al rey Juan Carlos: «su supuesta actuación modélica frenando el golpe, salta ahora por los aires». Esta iniciativa de un sector de la izquierda, según Juan Francisco Fuentes, formaba parte de la ofensiva que había lanzado contra el «régimen del 78» del que la «versión oficial» del 23-F ―junto con la reconciliación nacional, la amnistía y el consenso― constituía uno de sus mitos fundacionales.

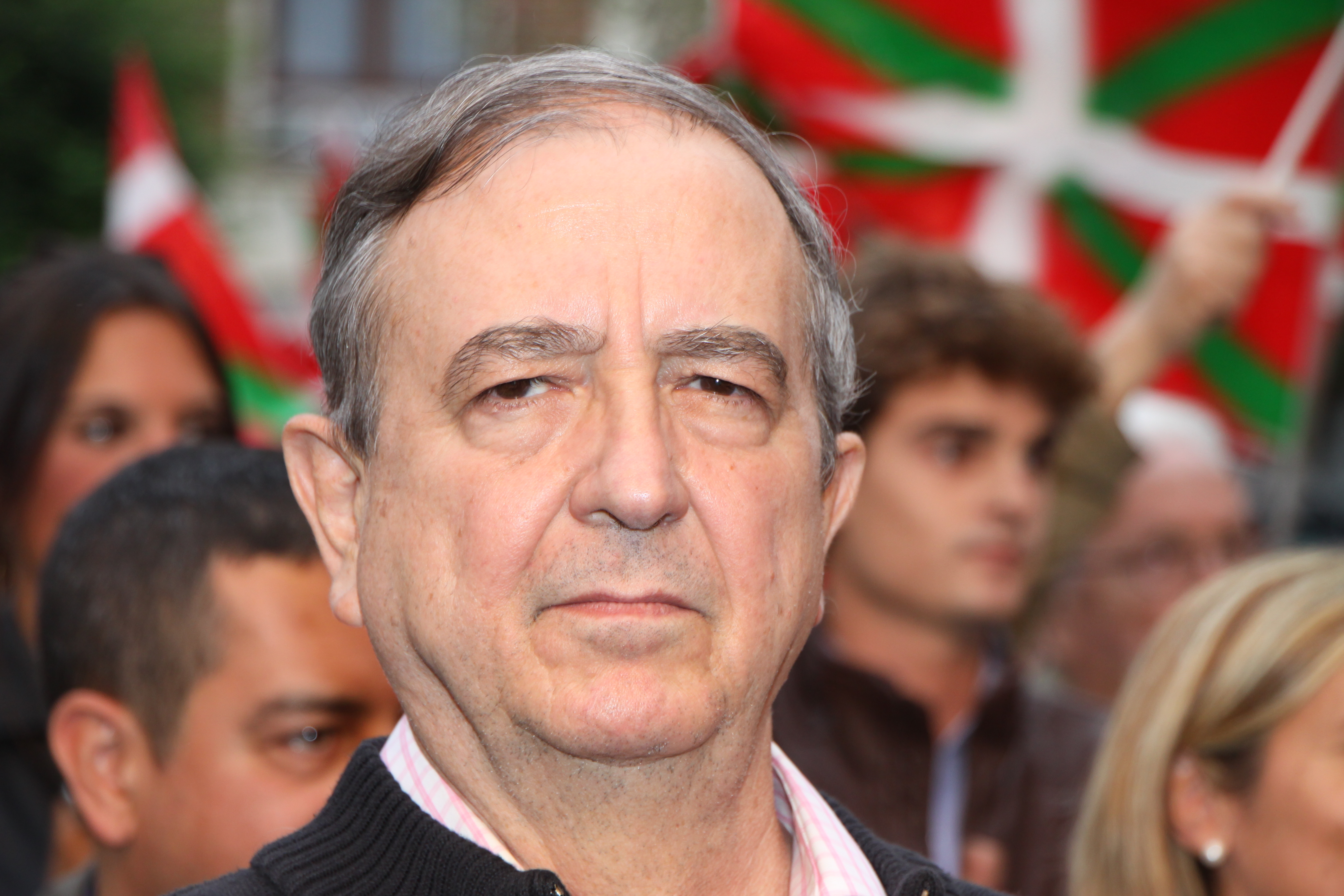
El dirigente nacionalista vasco Iñaki Anasagasti en un mitin (2012). Anasagasti es una de las personas que más se ha distinguido en la difusión de la teoría de la responsabilidad del rey en el 23-F

Uno de los políticos que más se distinguió en la difusión de la teoría de la responsabilidad del rey en el 23-F fue el dirigente nacionalista vasco Iñaki Anasagasti que dijo basarse en los retazos de las memorias del antiguo secretario de la Casa del Rey Sabino Fernández Campo que había podido leer en un encuentro que mantuvieron ambos en una cafetería de Madrid. Su versión la publicó en su blog en 2013 bajo el título «Recuerdos de Sabino Fernández Campo. Lo que pasó de verdad el 23-F». Tuvo una amplia difusión en la prensa escrita y en los medios digitales vinculados a la izquierda y al independentismo catalán y fue utilizado como argumento en El libro negro del Ejército español (2017) de Luis Gonzalo Segura. Pero enseguida Anasagasti tuvo que apresurarse a reconocer que lo que había publicado era «un diálogo simulado de lo que podría haber sido». La ficción ideada por Anasagasti tuvo una segunda vida cuando el medio digital ultraderechista mediterraneodigital.com la reprodujo cinco años después bajo un titular sensacionalista: «Los papeles del 23-F salen a la luz. “El Rey Juan Carlos organizó el golpe de Estado”». Lo sorprendente fue que, a pesar de que se trataba de un medio de extrema derecha, las personas y los colectivos vinculados al independentismo catalán (como Mossos per la República Catalana) fueron los que más se hicieron eco de la reproducción del «diálogo simulado» de Anasagasti.
El 23 de febrero de 2014 La Sexta emitió un falso documental sobre el 23-F dirigido por Jordi Évole titulado Operación Palace. Contando con los (falsos) testimonios de relevantes periodistas (Iñaki Gabilondo, Fernando Ónega) y políticos (Jorge Verstrynge, Federico Mayor Zaragoza, Joaquín Leguina, Iñaki Anasagasti) que vivieron los hechos se contaba la historia de que el golpe había sido una farsa urdida por la monarquía y los principales partidos políticos para afianzar la democracia en aquel momento en peligro (y anticiparse así a un golpe de verdad). Pero conforme el documental avanzaba se descubría que lo que era una farsa era el propio documental (por ejemplo, no había habido una «puesta en escena» por parte del director de cine José Luis Garci). Seis años después el historiador Juan Francisco Fuentes incluyó Operación Palace entre las teorías de la conspiración del 23-F. Lo calificó como «la prevaricación periodística perpetrada por Jordi Évole» y como «la mayor mentira jamás contada sobre la transición democrática y el golpe de Estado». «En la era de las fake news, Operación Palace destaca por ser una estafa al espectador disfrazada de superioridad moral. Ahí radica su indudable originalidad», concluye Fuentes (quien, por otro lado, llama la atención sobre la participación en el falso documental de Iñaki Anasagasti). Por su parte Jordi Évole afirmó que el objetivo del programa había sido demostrar lo fácil que es construir una mentira o una supuesta conspiración.

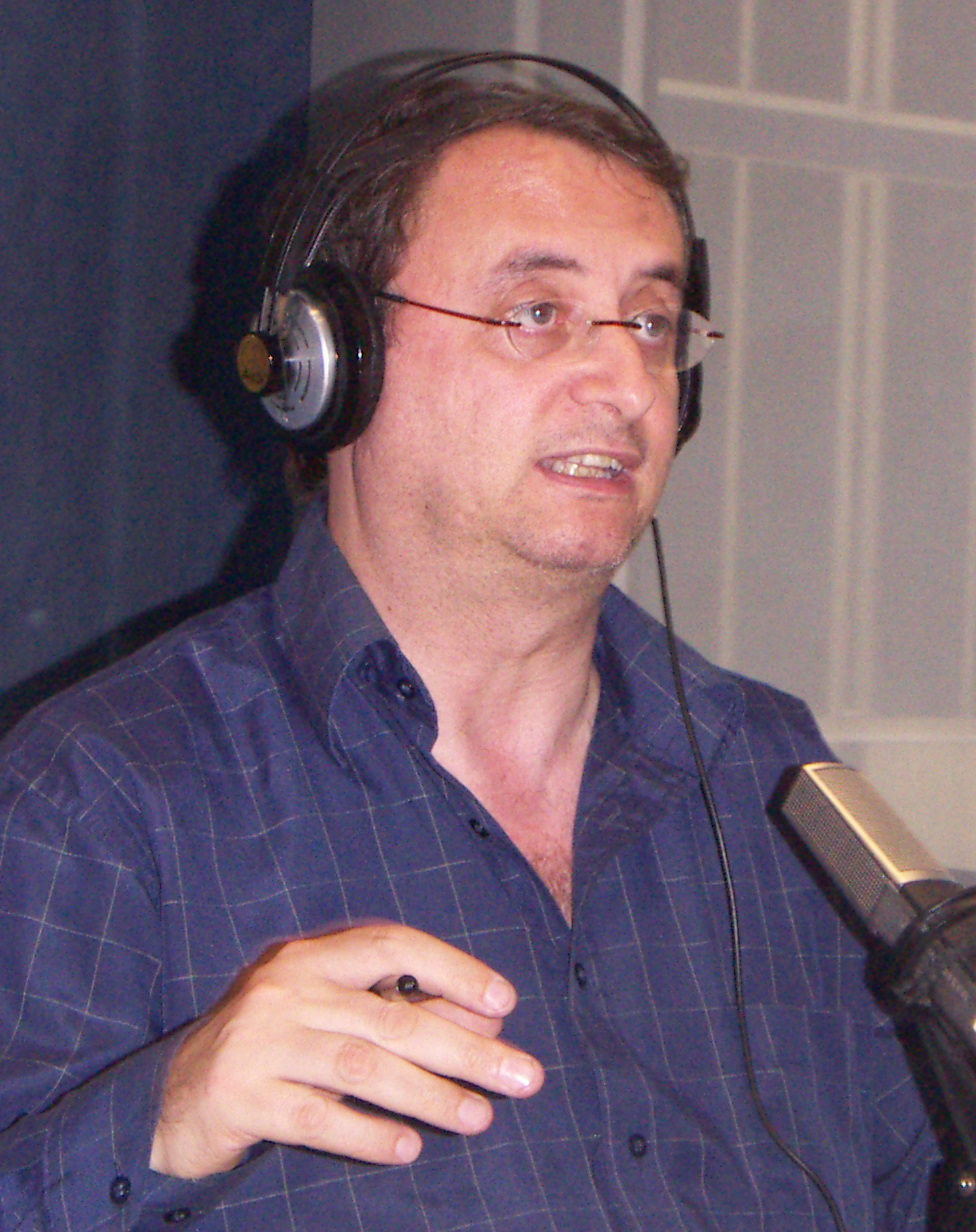
Vicent Partal, director del digital independentista catalán Vilaweb, en 2007. Partal ha deducido del libro del coronel Antonio J. Candil 23-F. El golpe del Rey (que también sostiene la teoría de la implicación del rey en el 23-F) que el «Elefante Blanco» que esperaba Tejero era Juan Carlos I

En 2020 se publicó el libro del coronel retirado Antonio J. Candil titulado 23-F. El golpe del Rey. La trama político-militar diseñada para fracasar de la que se benefició la Corona. En la solapa del libro se decía que «Antonio J. Candil era militar en activo durante los meses clave de estos acontecimientos y amigo o conocido de muchos de los militares involucrados». En la contraportada se explicaba la teoría del libro: que el 23-F «no fue un intento de golpe de estado, sino una operación especial para reparar el sistema político. Una operación con la que estaba de acuerdo la mayor parte de la clase dirigente, y, por supuesto, la institución monárquica. En principio su objetivo era el de solucionar los problemas surgidos con el desarrollo del proceso autonómico, reformar la Constitución en aspectos que parecían necesarios, modificar la ley y proceso electoral, y acabar con la violencia terrorista. Nada de esto se hizo, y a fecha de hoy sigue sin haberse hecho —a excepción de la amenaza terrorista—, ya que el verdadero objetivo era solo reforzar la posición y el papel de la monarquía, sacrificando cualquier otra posible finalidad. La consecuencia inmediata del 23 de febrero no fue otra que la de que la Corona emergiera de forma poderosa ante la opinión pública y toda la nación como un baluarte imprescindible, con el beneplácito de la clase política, cómplice de aquella farsa».
Pronto los medios independentistas catalanes se hicieron eco del libro porque venía a confirmar la «falsa teoría según la cual Juan Carlos había salvado la democracia». Para estos medios el 23-F constituye «uno de los episodios más oscuros y extraños, si no el más oscuro y extraño, de la llamada “transición española”. Y también uno de los más útiles, finalmente, para el régimen». Según Vicent Partal, director del digital independentista Vilaweb, «hoy en día todos los relatos serios sobre el 23-F coinciden en los detalles básicos. Juan Carlos estaba detrás de la operación y movía todos los hilos de un puñado de golpes diversos que se cruzaron y hasta se estorbaron los unos con los otros». Del libro de Candil Partal destacaba que había desvelado el misterio sobre quién era el «Elefante Blanco» al que Tejero esperaba con el Congreso de los Diputados secuestrado: era ni más ni menos que el rey Juan Carlos (lo que venía a confirmar su propia teoría: «la especulación, lógica, siempre ha sido que la expresión "Elefante Blanco", bien curiosa, identificaba precisamente a Juan Carlos, como la cúpula, el vértice, del golpe de Estado»). Para probarlo Partal reproducía el siguiente párrafo del libro de Candil: «El Elefante Blanco tan solo era el nombre de un bar de copas, de un bar de citas eróticas —situado en los bajos de lo que entonces era el cine Coliseum y que ahora ya ha desaparecido— en la Gran Vía madrileña, a donde [el capitán] Cortina había llevado de incógnito al monarca, siendo príncipe, antes de comenzar su reinado, en alguna de las escapadas nocturnas que solían hacer». De esta cita se extraía, según Partal, la siguiente conclusión: «La explicación encaja como un guante en todo. Efectivamente, José Luis Cortina, entonces comandante, hombre clave de la trama de los servicios de espionaje del CESID y compañero de fiestas nocturnas de Juan Carlos, fue precisamente quien inventó el nombre en clave y el que lo utilizó en una conversación con Tejero días antes del golpe, el 21 de enero».
En 2021 apareció el libro de Roberto Muñoz Bolaños titulado El 23-F y los otros golpes de Estado de la Transición en el que utilizaba como fuente fundamental el sumario, la vista oral y las sentencias del juicio del 23-F, documentos cedidos por el letrado Ángel López-Montero y Juárez, abogado defensor de Tejero (págs. 33; 595). En el libro sostiene la teoría de que el golpe de Estado del 23 de febrero de 1981 constituye la última operación montada por los promotores de la «Transición Paralela» y conocida como «Solución Armada» en su «variante pseudoconstitucional». El rey Juan Carlos no tenía conocimiento de esta operación, no así el CESID que, como demuestra la obra del general de brigada de Ingenieros Juan María de Peñaranda, perteneciente al servicio de información, estaba en conocimiento de todas las operaciones de la «Transición Paralela» desde su origen. No obstante, demuestra también que el monarca si había estado en conocimiento de la «Solución Armada» en su «variante constitucional» y que estaba en conocimiento de las operaciones golpistas que existían en el seno de las Fuerzas Armadas. Para ello se apoya en el testimonio del general Armada que le dijo al historiador José Manuel Cuenca Toribio: «el Rey conocía que había una serie de inquietudes, de follones, de conspiraciones, si se quieren llamar así… Puede que algún detalle no lo supiera, porque todo, todo, todo nunca se cuenta, pero el Rey estaba, en general, informado. Ahora bien, el Rey no me dijo: “Adelante el 23-F”» (pág. 266). Precisamente ese conocimiento fue el que le llevó a autorizar a dicho militar que «recondujera» cualquier acción golpista en la entrevista que mantuvieron el rey y Armada el 13 de febrero de 1981, que Armada intentó utilizar en su defensa durante el juicio, pidiendo autorización a Juan Carlos I «para emplear en mi defensa, únicamente en lo que se refiere a mí» (págs. 304-306). Precisamente esa autorización se convirtió en un problema para el Jefe del Estado cuando tuvo conocimiento de la implicación de Armada en la operación de Tejero. Esta relación explicaría el comportamiento «ambiguo» que tuvo el monarca desde la irrupción de Tejero en el Congreso de Diputados hasta la emisión del mensaje por TVE a las 0:14 horas del día 24. Durante esas siete horas las autoridades «desautorizaron» a Tejero, pero a ningún otro de los golpistas (uno de los argumentos utilizados por las defensas para pedir la absolución de los acusados). Para apuntalar esta teoría Muñoz Bolaños sostiene que el mensaje televisivo de Juan Carlos I solo se emitió después de que la «Solución Armada» hubiera fracasado completamente (págs. 469; 538-539).
En 2024 se hicieron públicas unas grabaciones de conversaciones mantenidas entre el rey Juan Carlos I y su amante Bárbara Rey, grabados por esta y su hijo, por los que la vedette habría estado recibiendo pagos de dinero público para que los audios no vieran la luz. José María Aznar, tras ser elegido presidente, y enterarse de los pagos, montó en colera, motivo por el que habría mantenido una mala relación con el Rey. El Rey le habría llegado a decir a Aznar que dejaba la corona. Sin embargo, estos pagos continuarían hasta que el Gobierno de José Luis Rodríguez Zapatero decidiese cerrar el grifo tras las sospechas de que el intermediario se estaría quedando con parte del dinero. Además de los pagos de dinero, también habría recibido por ello la posibilidad de presentar un programa de variedades en TVE entre 1994 y 1996 y otro de cocina en la televisión pública valenciana Canal 9, a pesar de que Bárbara Rey ni hablaba valenciano ni cocinaba. En estos audios, el Rey le dice a Bárbara Rey: «Palabra de honor, me río, cariño, de Alfonso Armada. Ese ha pasado siete años en la cárcel, se ha ido a su pazo de Galicia y el tío jamás ha dicho una palabra. ¡Jamás! En cambio, este otro está largando…». Se estaría refiriendo a Alfonso Armada, militar condenado a 30 años de cárcel por un delito de rebelión a causa de su participación en el intento de golpe de Estado del 23-F y secretario general de la Casa del Rey hasta después de las elecciones de junio de 1977. «El otro» sería Sabino Fernández Campo, jefe de la Casa del Rey hasta 1993. En el libro de memorias de José Bono, Se levanta la sesión, el político reveló que Sabino Fernández Campo le confesó lo siguiente: «El rey lloró el 23-F cuando escuchó tiros en el Congreso y me dijo que no esperaba tiros. No esperaba disparos pero ¿esperaba algo? Yo creo que esperaba algo acorde con la ley, porque Alfonso Armada le había llevado un escrito de un famoso catedrático de Derecho Constitucional que proponía que el Rey se presentara personalmente en el Congreso de los Diputados y, después de un discurso en el que destacara la mala situación de España, propusiera un Gobierno presidido por un independiente, previsiblemente Armada. Al Rey no le gustaba ser él quien se presentara ante el Congreso. Le advertí que se trataba de una proposición contraria a la Constitución. ¡Menos mal que estaba yo allí!». Según Pilar Urbano, el famoso catedrático de Derecho Constitucional sería Carlos Ollero, próximo al PSOE, y Armada le habría dicho al Rey «que con Suárez fuera del Gobierno podría armarse un gobierno de concentración nacional que evitaría el golpe militar. Y que desde Fraga a Felipe González están dispuestos a entrar en el Gobierno». En una entrevista a El Español, en 2024, Luis María Anson, director de la Agencia EFE en aquellos tiempos, reconoció haber recibido una llamada de Armada: «Felipe González, el Rey y yo estuvimos en la operación Armada», en la que le propuso ser ministro de Información en el hipotético gobierno de concentración nacional liderado por Armada. Pilar Urbano afirma: «Armada quiere ser presidente, ayudado por el CESID con el comandante Cortina al frente de la operación. Si el Rey está o no está en el 23 de febrero, si está enterado o no... Hay cosas llamativas, raras, anómalas. Que los hijos del Rey no vayan ese día al colegio, como tampoco fueron al colegio los hijos de los americanos de Torrejón, que le dijeran al médico de Zarzuela que ese día estuviera en Palacio desde por la mañana, que cierta vedette, Bárbara Rey, declarara, ¡vaya usted a saber si es cierto!, que el Rey la llamó diciéndole, «oye, el lunes, 23, procura no ir a recoger al colegio a los niños, porque puede pasar algo...». Y otras curiosas coincidencias. Igual que no se entiende lo de Osorio diciéndole a Fraga en el Congreso, en pleno golpe, «Manolo, baja y dile a Tejero que llame a Armada». ¿Por qué quiere llamar Osorio a Armada? ¿Qué sabe él? O, también, que de los siete padres de la Constitución, cinco conocieran en qué consistía la Operación Armada y que durante los acontecimientos del 23-F en el Congreso estuvieran relativamente tranquilos en sus escaños, leyendo o prestando sus abrigos a los rehenes de oro. Leían tranquilamente Gregorio Peces-Barba, Miguel Herrero, Gabi Cisneros, Jordi Solé Tura y Fraga, padres constituyentes, también estaban en la lista de Gobierno de Armada. Al Rey, en cualquier caso, la actuación de Tejero le resultó antiestética, irreflexiva, repugnante por la violencia de los tiros... Eso no era presentable. Lógicamente, yo tengo que pensar que el Rey no estaba en el 23-F; otra cosa es que, bueno, Armada sí que habla con el Rey ese día, aunque luego en los juicios se quiso borrar la interlocución del Rey esa noche. No aparece en las actas, como si se hubiera pasado un típex: en lugar del Rey aparece Sabino».

## En la cultura popular
- Televisión Española emitió en 2009 una miniserie llamada 23-F: el día más difícil del rey, que recuerda el 23-F desde el punto de vista del Rey.[804]
- F-23, obra de teatro de Jorge Luis Moreno Pieiga estrenada en 2010 y basada en los hechos acaecidos durante el intento de golpe de Estado.
- 23-F: la película, película de 2011 dirigida por Chema de la Peña.
- Operación Palace, un falso documental emitido por La Sexta y dirigido por Jordi Évole. Hacía creer que el 23-F fue un golpe de Estado falso, orquestado para evitar uno real. Fue emitido el 23 de febrero de 2014, 33 años después del golpe. El engaño se mantiene hasta el final del documental, cuando se desvela la broma.[805]
- En el episodio 7 de la Parte 4 de la serie española, La casa de papel, emitida por Netflix (2020), la inspectora Alicia Sierra menciona el 23F entre los sucesos por los cuales supuestamente debe asumir responsabilidad.